# Промышленность Баварии

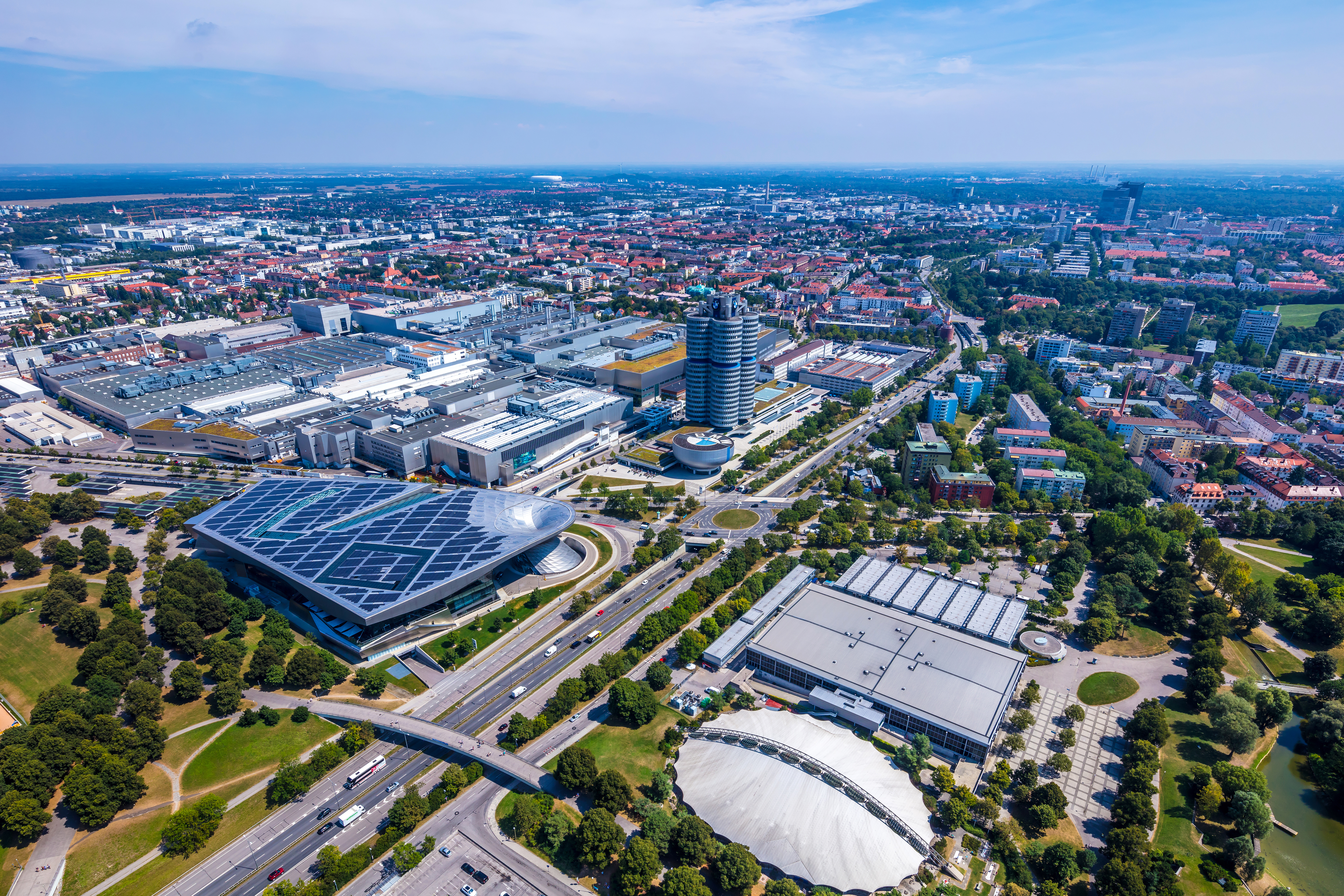
Штаб-квартира и головной завод BMW в Мюнхене

Бавария является одним из трёх «промышленных локомотивов» Германии, наряду с землями Северный Рейн-Вестфалия и Баден-Вюртемберг. Баварская промышленность производит легковые и грузовые автомобили, автокомплектующие, электронику и электротехнику, медицинское оборудование, химическую продукцию, промышленное и энергетическое оборудование, авиационную и ракетно-космическую продукцию, продукты питания и напитки, одежду и обувь. Бавария имеет тесную кооперацию с соседними странами — Чехией, Австрией, Швейцарией и Италией, где многие баварские компании разместили часть своих производственных мощностей.

## Общие сведения

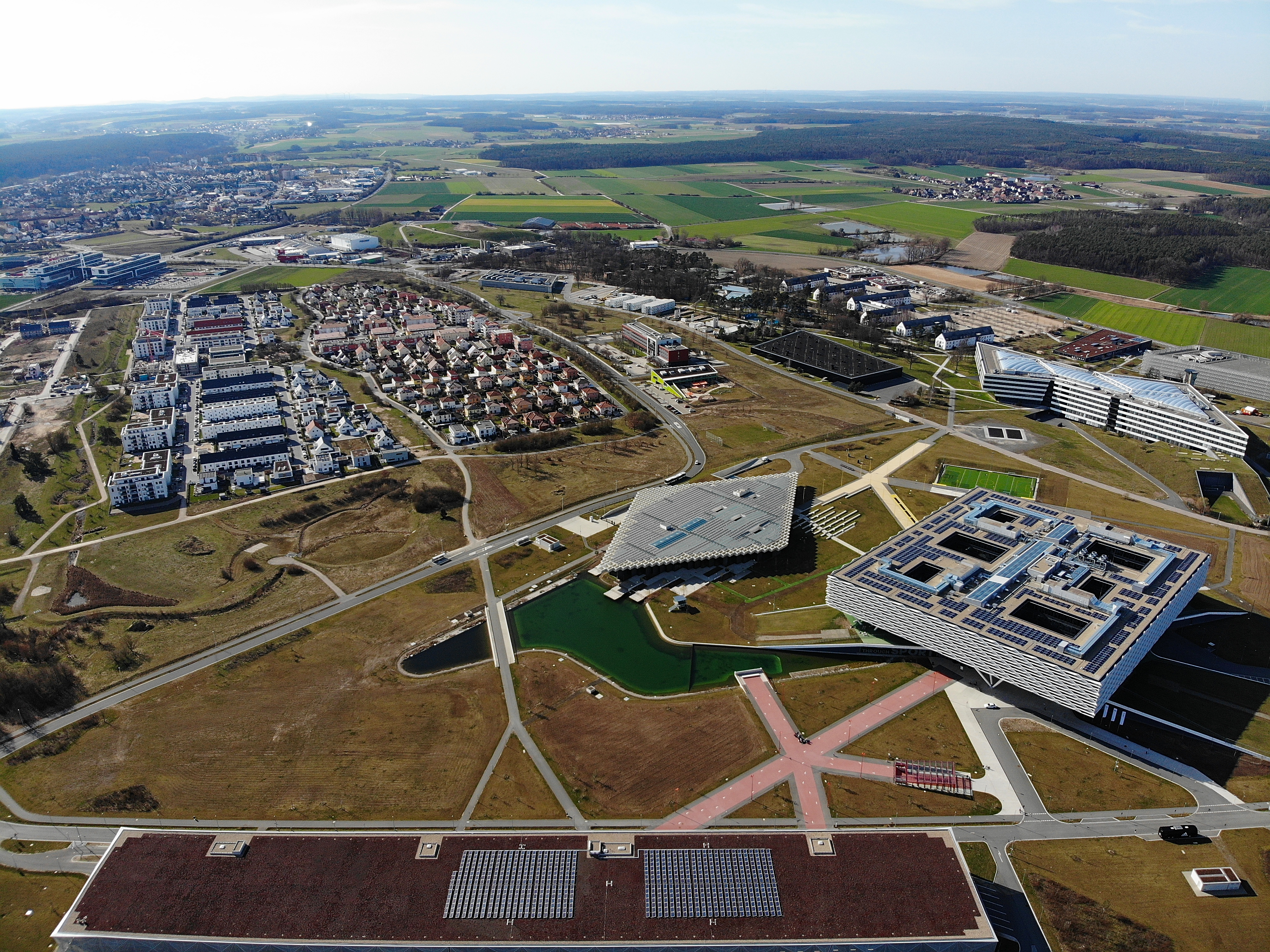
Штаб-квартира Adidas в Херцогенаурахе

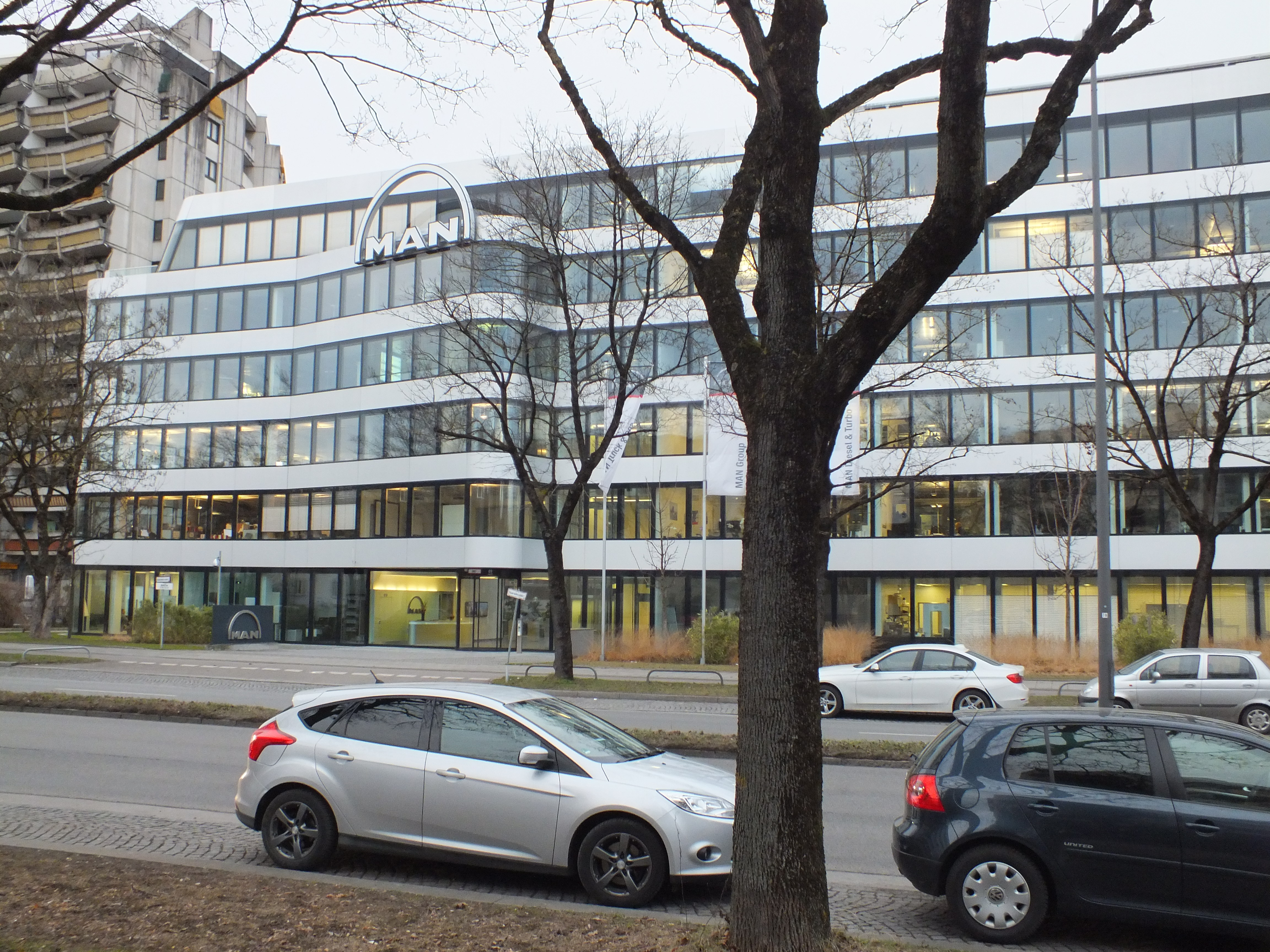
Штаб-квартира MAN в Мюнхене

В промышленности Баварии ключевую роль играет машиностроение, включая автомобилестроение, авиастроение, станкостроение, двигателестроение, сельскохозяйственное и железнодорожное машиностроение, производство военной техники, промышленного и энергетического оборудования. Также важную роль играют электронная, химическая, фармацевтическая, пищевая (включая пивоварение), швейная и обувная промышленность, металлургия, металлообработка, полиграфия и промышленность стройматериалов.
В Баварии базируются как глобальные транснациональные корпорации (например, BMW, Siemens, Adidas), так и средние и мелкие компании, которые являются лидерами в своих узкоспециализированных секторах промышленности, особенно в машиностроении (например, KUKA).
Важным преимуществом баварской промышленности является высокая квалификация инженеров и прочего технического персонала, чему способствуют такие учебные заведения, как Мюнхенский технический университет, университет Эрлангена — Нюрнберга, Вюрцбургский университет, Мюнхенский университет, Регенсбургский университет, Байройтский университет и Деггендорфская высшая техническая школа.
Начиная с 2020 года баварская промышленность вступила в период рецессии. Основными причинами экономического спада стали пандемия коронавируса, нарушившая глобальные цепочки поставок; дефицит трудовых ресурсов; война в Украине, за которой последовали санкции, наложенные на Россию, подорожание энергоресурсов и сокращение экспорта в РФ; тарифные барьеры со стороны США; наплыв дешёвых китайских товаров, многие из которых субсидируются и дотируются согласно экспортной политике КНР.

## Географическое распределение

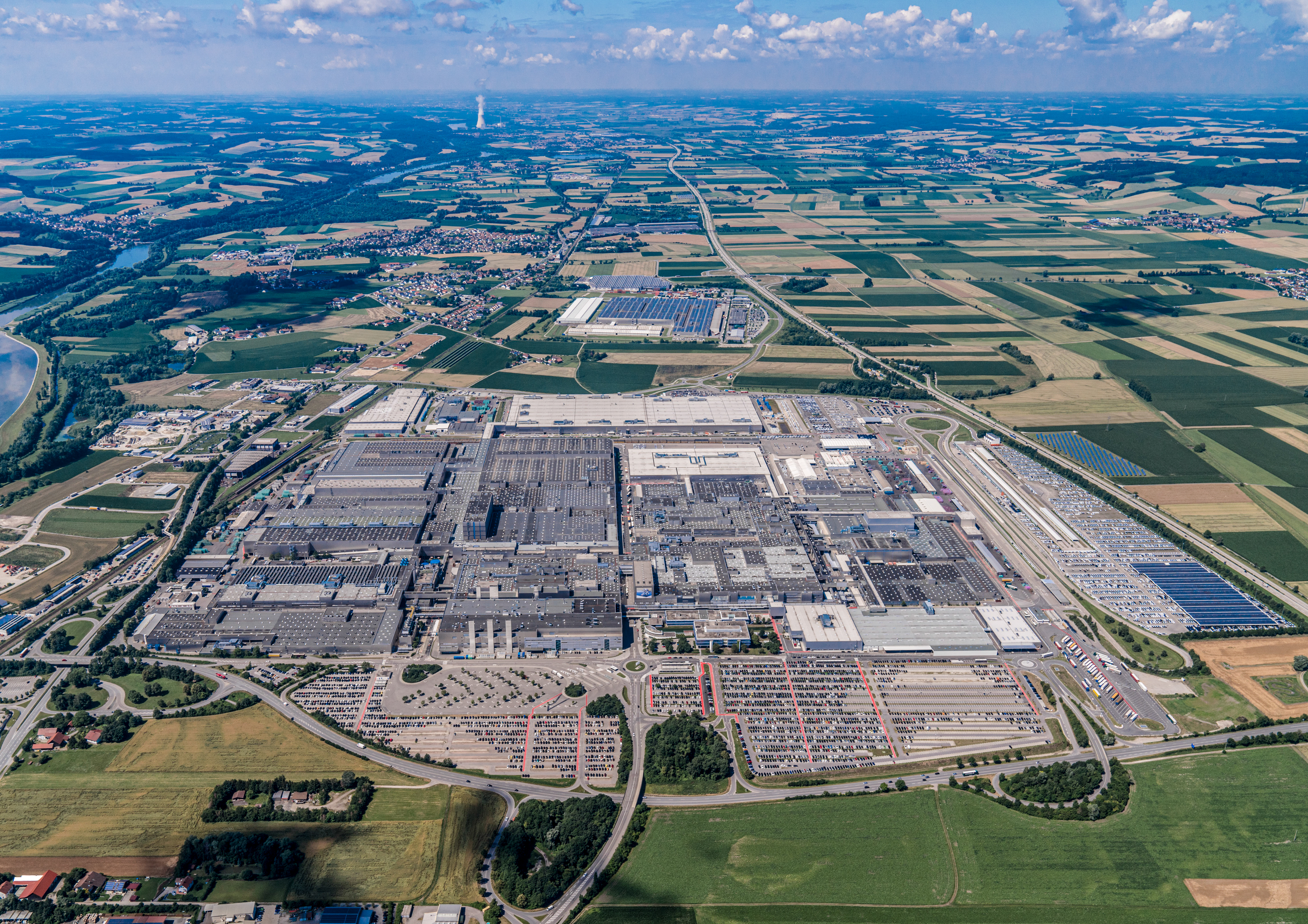
Автосборочный завод BMW в Дингольфинге

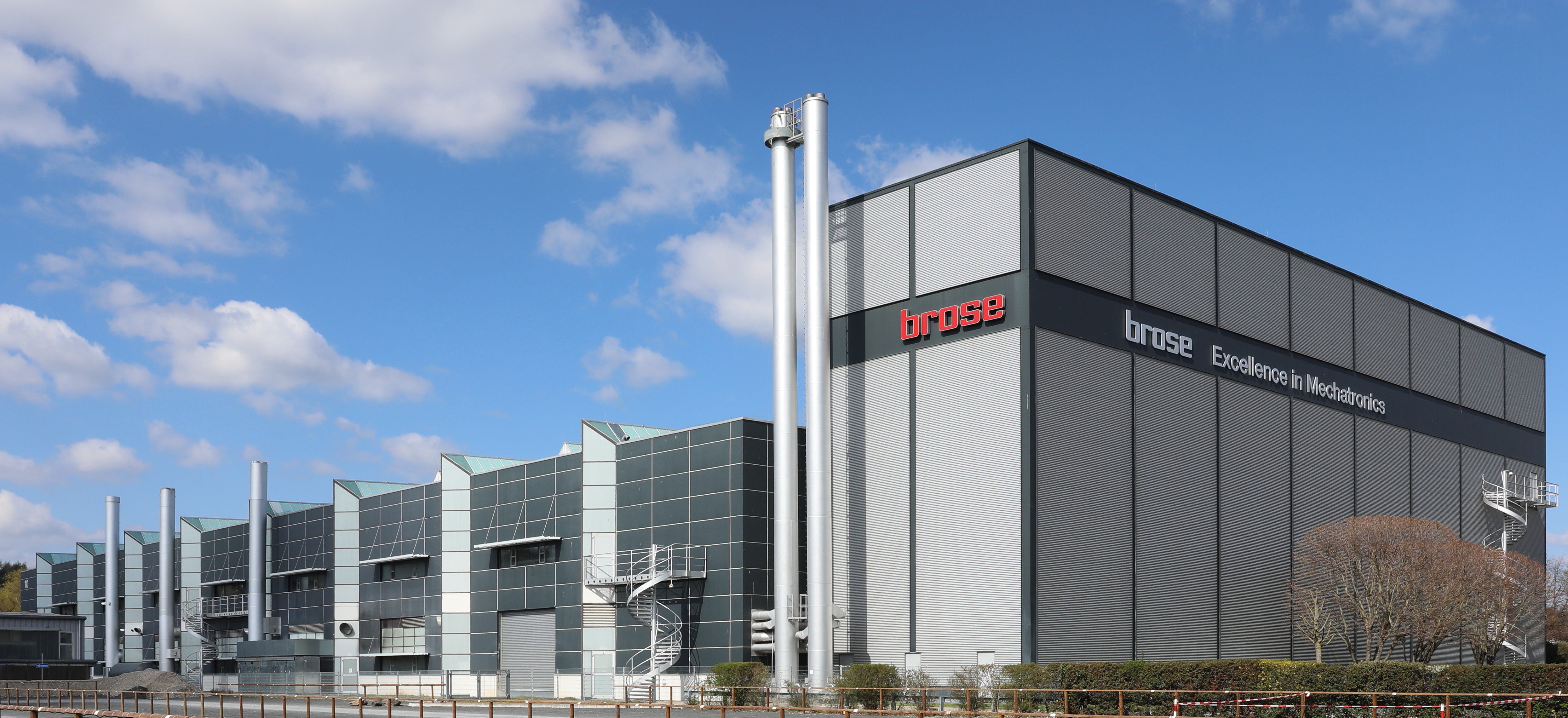
Завод автодеталей Brose в Кобурге

Крупнейшими промышленными центрами Баварии являются:
- Мюнхен (включая пригороды Дахау — Карлсфельд, Гархинг — Унтерфёринг, Нойбиберг — Унтерхахинг — Оттобрунн — Тауфкирхен, Гильхинг — Гермеринг — Пуххайм, Гаутинг — Штарнберг, Эберсберг — Графинг, Халльбергмос — Обердинг — Эрдинг)
- Нюрнберг (включая пригороды Фюрт, Эрланген и Рётенбах-ан-дер-Пегниц)
- Аугсбург (включая пригороды Бобинген, Фишах и Нойзес)
- Регенсбург (включая пригороды Нойтраублинг и Петтендорф)
- Ингольштадт (включая пригороды Манхинг и Гаймерсхайм)
- Вюрцбург (включая пригороды Китцинген — Ипхофен)
- Бамберг
- Байройт
- Ландсхут
- Ашаффенбург
- Кемптен
- Розенхайм
- Ной-Ульм
- Швайнфурт
- Пассау
- Кобург

## Крупнейшие компании

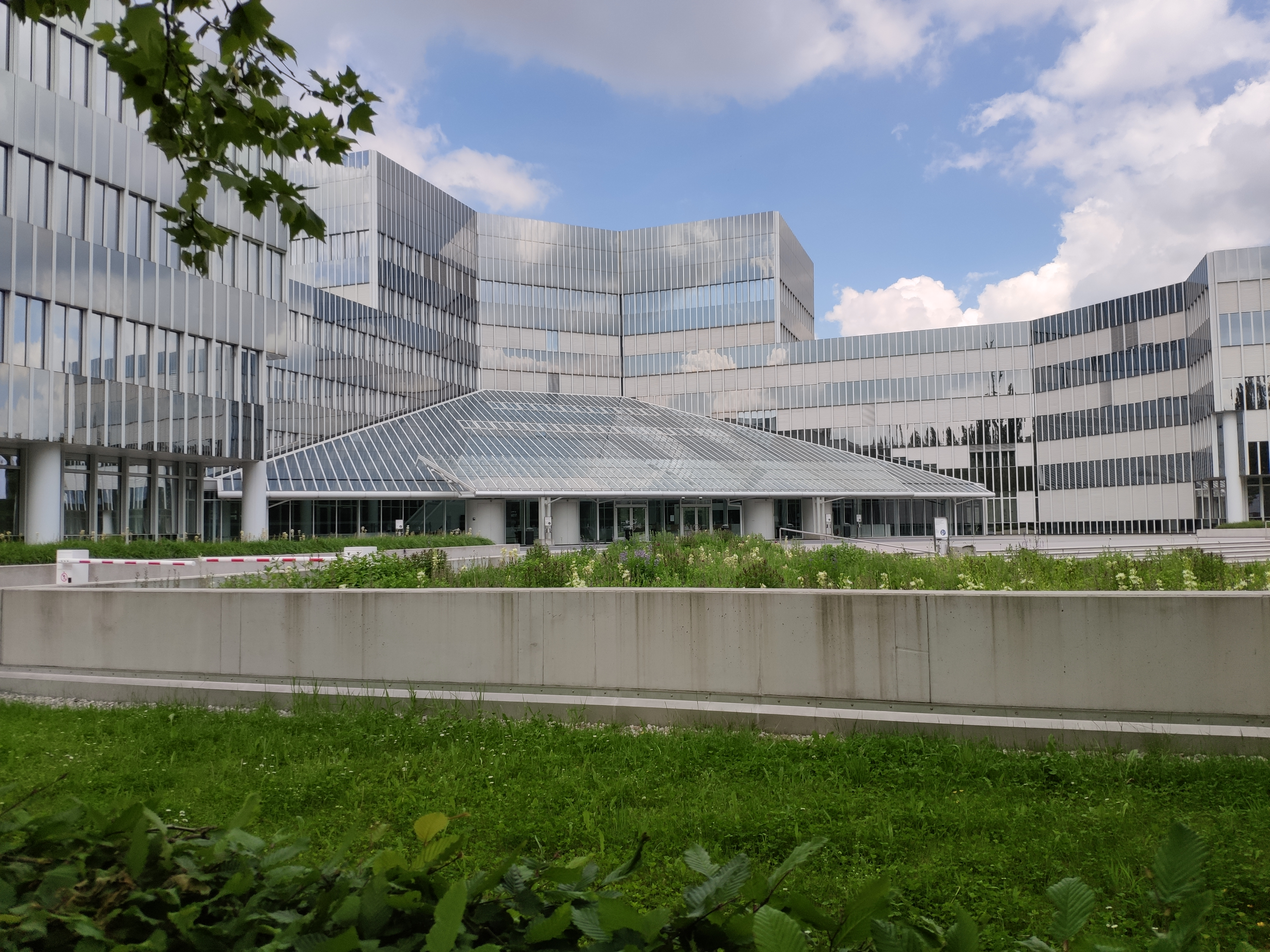
Исследовательский центр BMW в Мюнхене

По состоянию на 2024 год крупнейшими промышленными компаниями Баварии по величине выручки были:
- Bayerische Motoren Werke (142,38 млрд евро)[3]
- Siemens (75,93 млрд евро)[4]
  - Siemens Healthineers (22,36 млрд евро)[5]
  - Siemens Mobility (11,42 млрд евро)[6]
- Audi (64,53 млрд евро)[7]
- Traton (47,47 млрд евро)[8]
  - MAN Truck & Bus (13,73 млрд евро)[9]
- Adidas (23,68 млрд евро)[10]
- Schaeffler (18,18 млрд евро)[11]
- BSH Hausgeräte (15,3 млрд евро)[12]
- Infineon Technologies (14,95 млрд евро)[13]
- Airbus Defence and Space (12,1 млрд евро)[14]
- Puma (8,81 млрд евро)[15]
- Knorr-Bremse (7,88 млрд евро)[16]
- Brose Group (7,7 млрд евро)[17]
- MTU Aero Engines (7,41 млрд евро)[18]
- Bosch Rexroth[нем.] (6,5 млрд евро)
- Wacker Chemie (5,72 млрд евро)[19]
- Dräxlmaier Group (5,5 млрд евро)[20]
- Krones (5,29 млрд евро)[21]

В Баварии значительную долю среди крупнейших корпораций составляют семейные фирмы. Наиболее влиятельными династиями баварских промышленников являются Квандты (BMW), Шеффлеры (Schaeffler Group), Штрюнгманны (BioNTech), Тиле (Knorr-Bremse), Мюллеры (Unternehmensgruppe Theo Müller), Стошеки (Brose Group), Дрексльмайеры (Dräxlmaier Group), Ваккеры (Wacker Chemie), Кнауфы (Knauf), Диль (Diehl Stiftung), Вагнеры (Rehau), Шёргхуберы (Schoerghuber Unternehmensgruppe), Бурда (Burda Media), Фрайеры (S.Oliver), Кезеры (Kaeser Kompressoren), Меггле (Meggle), Эрманны (Ehrmann), Швёреры (Peri), Ванцль (Wanzl) и Розенбергеры (Rosenberger Gruppe).

## Автомобильная промышленность

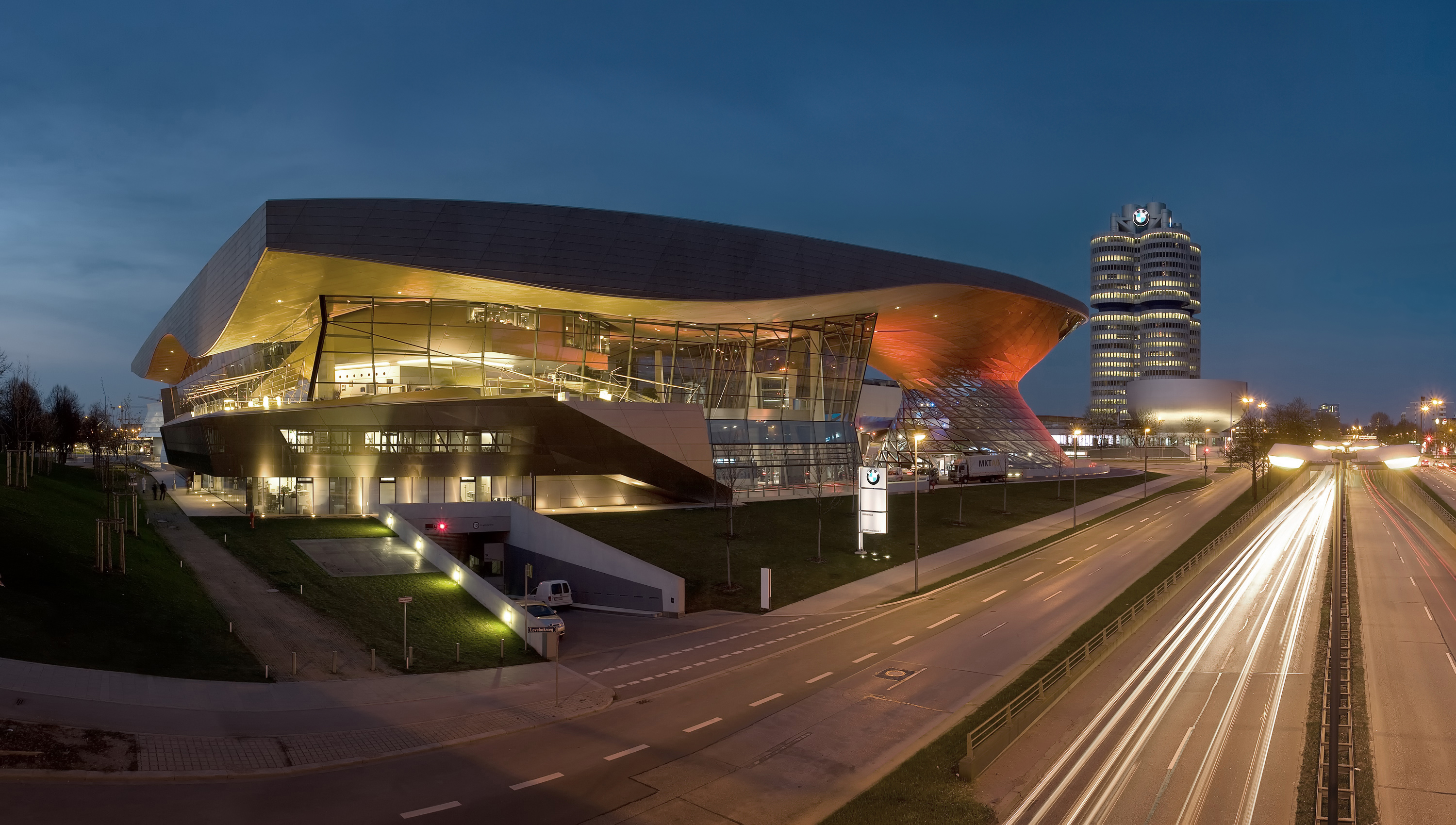
Штаб-квартира BMW и автомобильный музей компании в Мюнхене

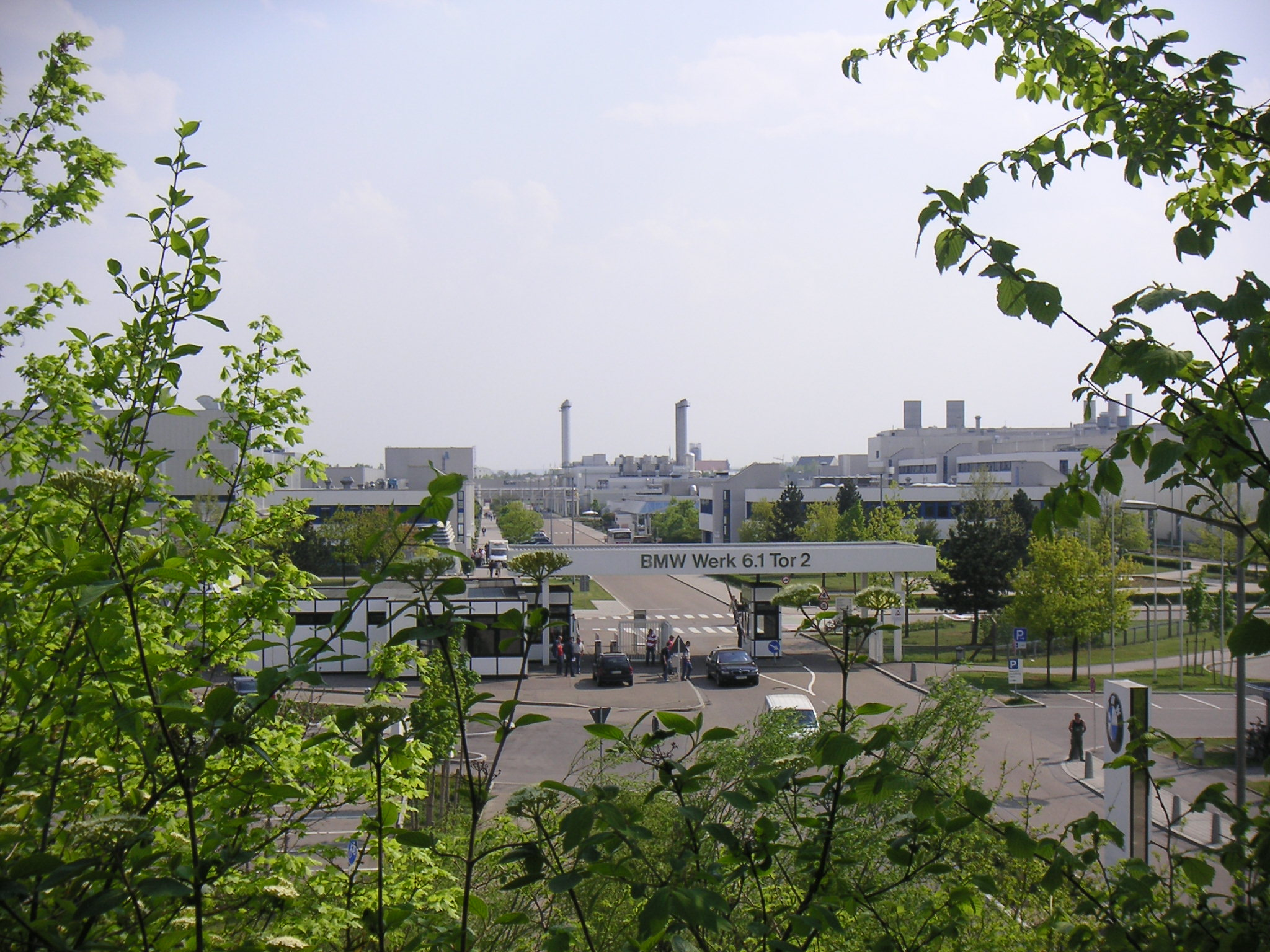
Завод BMW в Регенсбурге

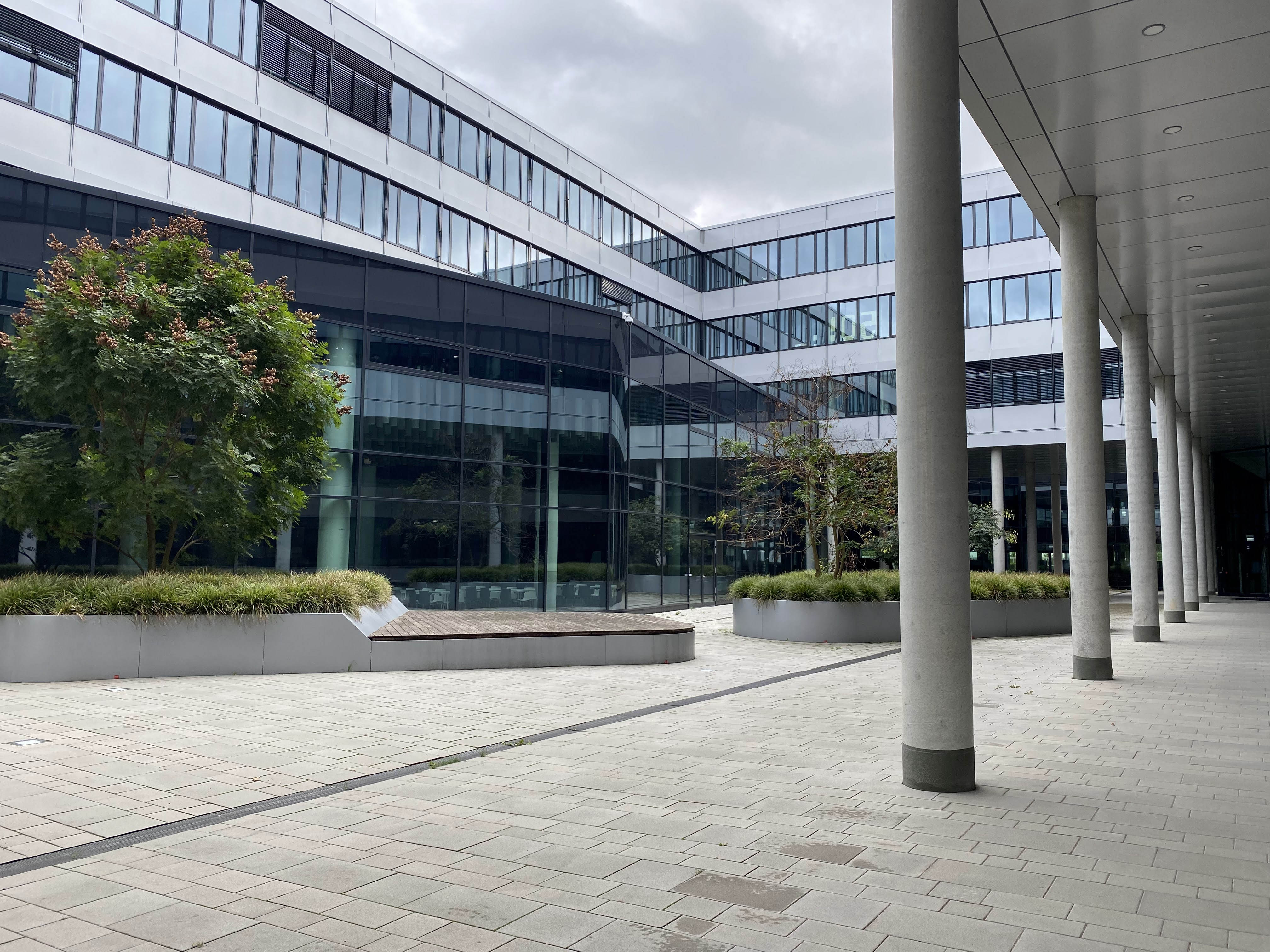
Штаб-квартира Audi в Ингольштадте

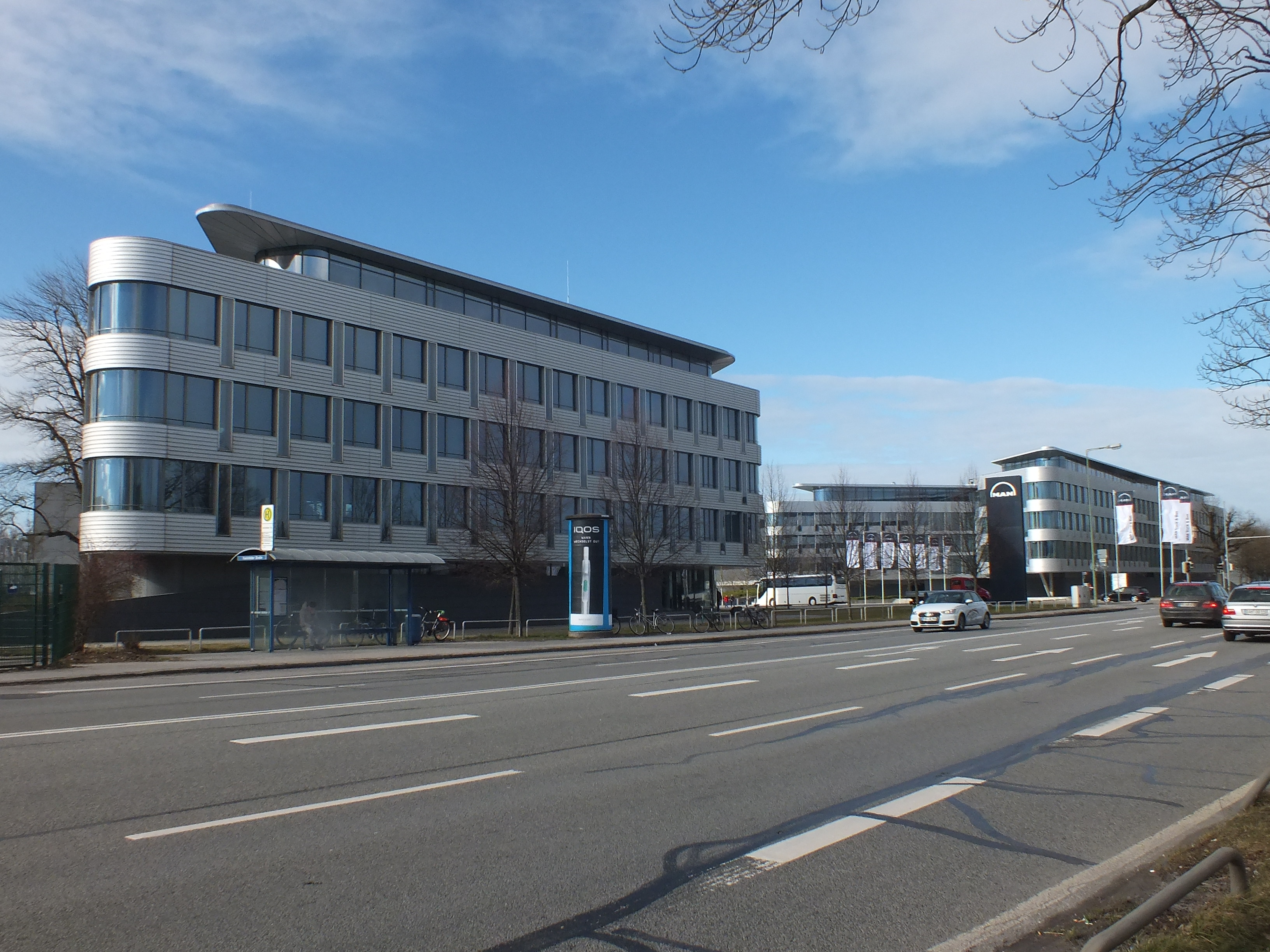
Завод MAN Truck & Bus в Мюнхене

Бавария является крупным автомобильным центром Европы, здесь производят легковые и грузовые автомобили, автобусы, автокомплектующие (включая двигатели и электронику). В автомобильной промышленности Баварии занято свыше 200 тыс. человек.
Крупнейшими компаниями отрасли являются:
- Bayerische Motoren Werke (Мюнхен) — легковые автомобили[3].
  - BMW München[нем.] (Мюнхен) — легковые автомобили.
  - BMW Dingolfing[нем.] (Дингольфинг) — легковые автомобили.
  - BMW Regensburg[нем.] (Регенсбург) — легковые автомобили.
  - Alpina (Бухлоэ) — тюнинговые автомобили.
- Audi (Ингольштадт) — легковые автомобили.
  - Audi Sport (Нойбург-ан-дер-Донау) — спортивные автомобили.
- Traton (Мюнхен) — грузовые автомобили и автобусы[37].
  - MAN Truck & Bus (Мюнхен) — грузовые автомобили, спецтехника и автобусы[38].
  - Rheinmetall MAN Military Vehicles (Мюнхен) — военные грузовики и бронированные машины.
- Daimler Buses (Ной-Ульм) — автобусы.
- Kögel Trailer (Буртенбах) — полуприцепы, прицепы и кабины для грузовых автомобилей[39].

### Автомобильные комплектующие

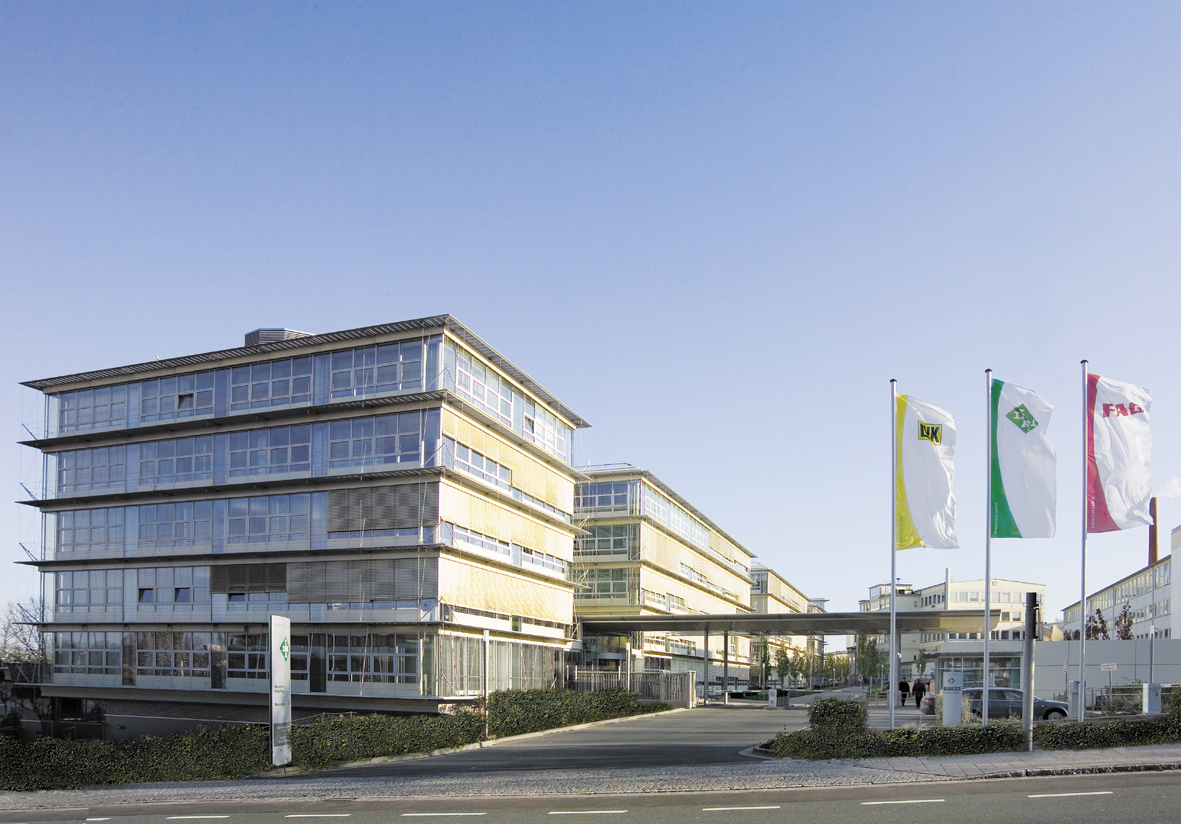
Штаб-квартира Schaeffler Group в Херцогенаурахе

Штаб-квартира Dräxlmaier Group в Фильсбибурге

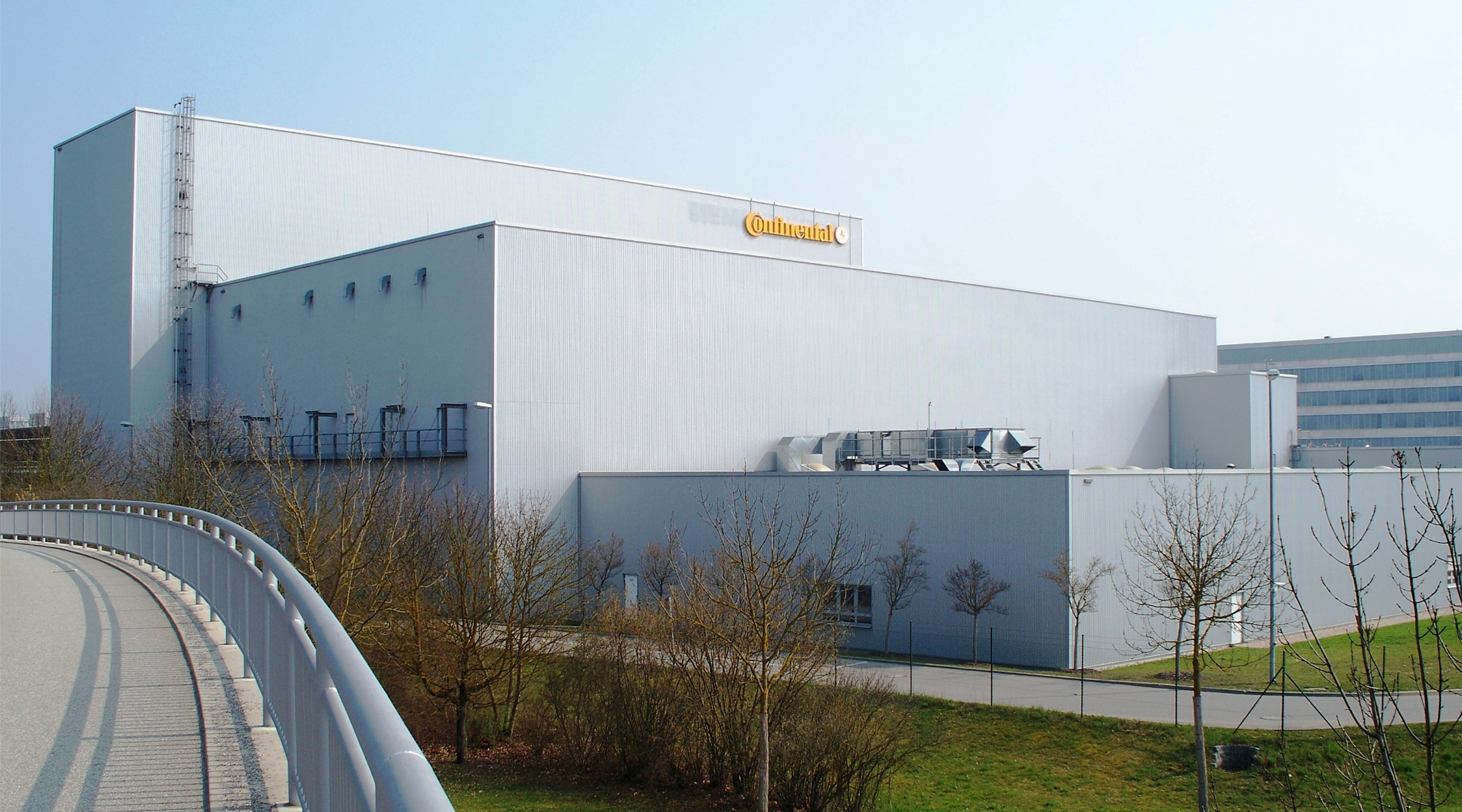
Завод Continental Automotive в Регенсбурге

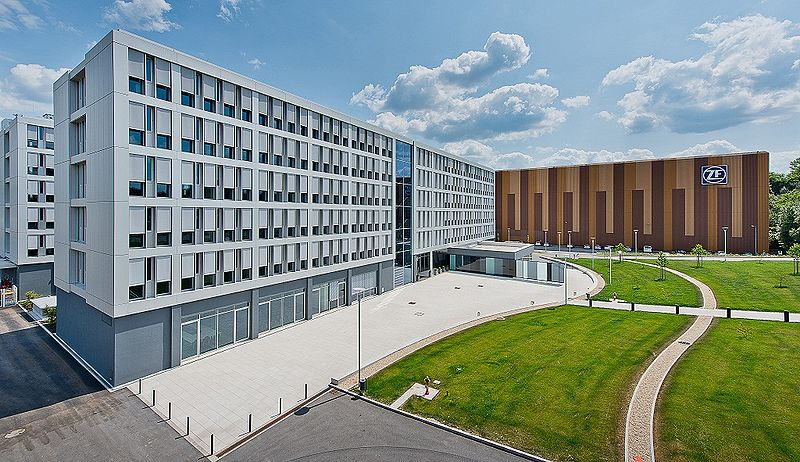
Завод ZF Friedrichshafen в Пассау

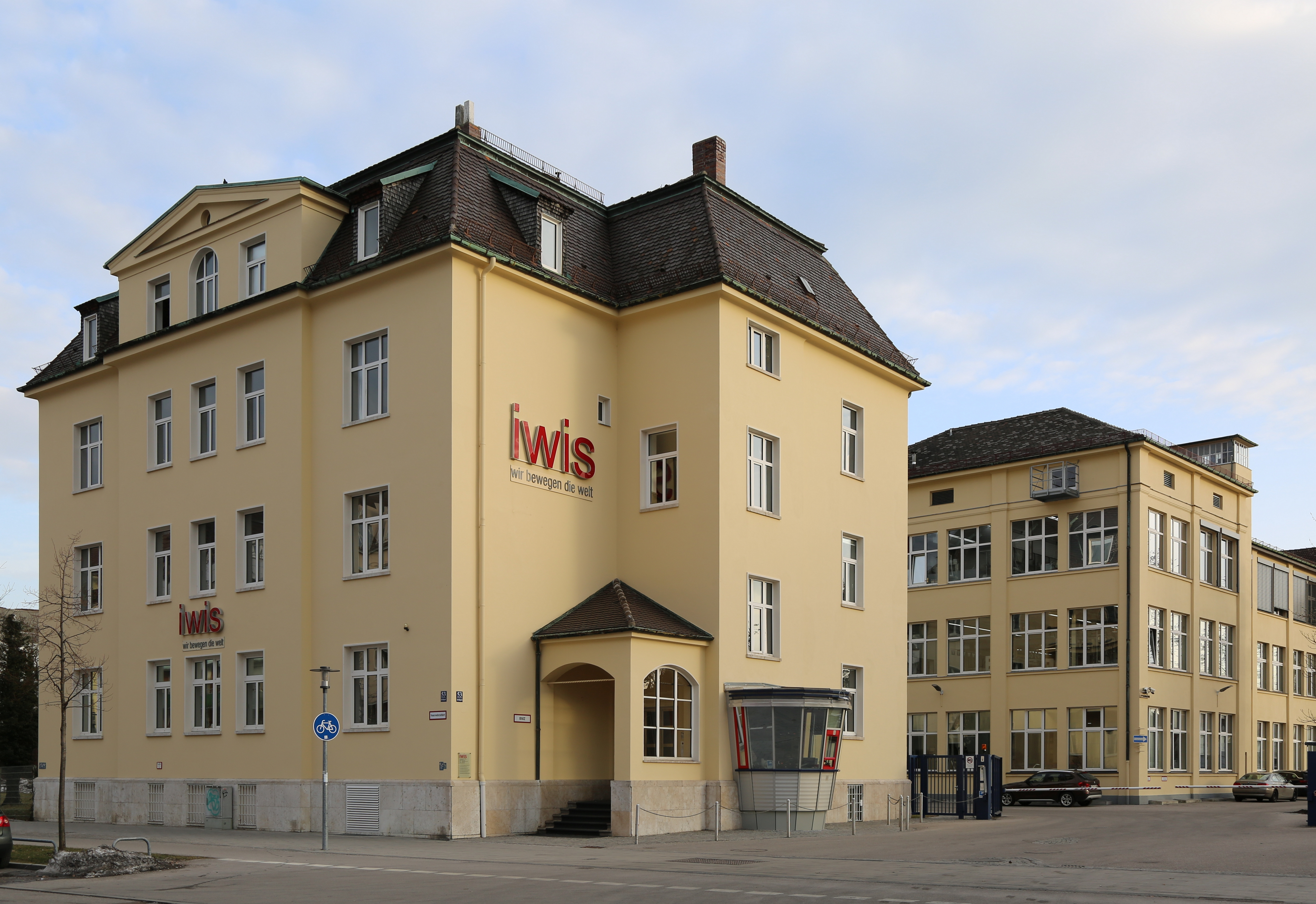
Штаб-квартира Iwis в Мюнхене

Крупнейшими компаниями отрасли являются:
- BMW Landshut[нем.] (Ландсхут) — металлические литые детали двигателей и шасси, приводные валы, пластиковые детали интерьера и экстерьера.
- Schaeffler (Херцогенаурах) — подшипники, электродвигатели, трансмиссии, приводы, силовая электроника, амортизаторы и модули терморегулирования[40].
  - Vitesco Technologies[англ.] (Регенсбург) — компоненты для двигателей и выхлопной системы, включая электроприводы оси, редукторы электродвигателя, электронные блоки управления, силовую электронику, датчики и системы охлаждения аккумулятора.
- MAN Truck & Bus (Мюнхен) — дизельные и газовые двигатели[38].
- Brose Fahrzeugteile (Кобург) — мехатронные системы и электроприводы для дверей и багажников, подъемные борта, системы регулировки сидений, системы охлаждения двигателя и климат-контроля, электродвигатели и зарядные устройства для автомобилей.
- Knorr-Bremse (Мюнхен) — тормозные системы, воздушные компрессоры и гасители вибрации для грузовых автомобилей, прицепов и автобусов[16].
  - Knorr-Bremse Systeme für Nutzfahrzeuge (Мюнхен) — автокомплектующие.
- Dräxlmaier Group (Фильсбибург) — электропроводка и силовые кабели, электронные компоненты (датчики, переключатели, предохранители, распределители питания), литий-ионные аккумуляторные системы, приборные и дверные панели, системы освещения[41].
- Leoni (Нюрнберг) — электропроводка и силовые кабели, включая оптоволокно, гибкие шнуры, зарядные и коаксиальные кабели[42].
- Webasto (Штокдорф) — складные крыши, автоматические люки, системы отопления, охлаждения и вентиляции, включая подогреватели двигателя[43].
- Kromberg & Schubert[нем.] (Абенсберг) — электропроводка и пластиковые детали[44].
- Grammer[нем.] (Урзензоллен) — водительские и пассажирские сиденья для автобусов, легковых и грузовых автомобилей, детские сиденья[45].
- SAF-Holland[нем.] (Бессенбах) — комплектующие к грузовым автомобилям, прицепам и автобусам, включая шасси, оси, подвески, шкворни, сцепные устройства и дисковые тормоза[46].
- TB Eur (Ашаффенбург) — ремни и подушки безопасности, детские кресла, рулевые колёса и компоненты отделки салона[47].
- Preh[нем.] (Бад-Нойштадт-ан-дер-Зале) — системы климат-контроля, сенсорные панели управления, температурные датчики и переключатели[48].
- Hirschvogel Holding[нем.] (Денклинген) — кованые детали для трансмиссии, кузова и рамы; шасси, газовые и дизельные впрыски, электроприводы и преобразователи[49].
- Hoerbiger Automotive Komfortsysteme[англ.] (Шонгау) — гидравлические и пневматические модули, включая системы для складных крыш, дверей и багажников, детали для коробки переключения передач[50].
- Renk Group (Аугсбург) — трансмиссии, подвески, коробки передач, двигатели, гибридные приводы и электротехника для грузовых автомобилей[51].
- Knaus Tabbert[нем.] (Яндельсбрунн) — транспортные средства для отдыха и туризма, включая автодома, автобусы и прицепные фургоны[52].
- RESRG Automotive (Реау) — пластиковые и металлические компоненты экстерьера и интерьера, включая бамперы, решётки, спойлеры, колёсные колпаки, планки, накладки, панели приборов и дверей, центральные консоли и элементы системы климат-контроля.
- iwis[нем.] (Мюнхен) — мехатронные компоненты, цепные системы для приводов, штампованные и гнутые детали для автомобилей[53].
- Plastal (Вайсенбург-ин-Байерн) — пластиковые детали, включая бамперы и приборные панели[54].
- AUMOVIO Microelectronic (Ингольштадт) — автомобильная электроника.
- Faurecia Emissions Control Technologies (Аугсбург) — комплектующие к двигателям, тормозным и выхлопным системам, включая глушители[55].
- Autoliv[англ.] (Дахау) — подушки и ремни безопасности, рулевые колёса, детские кресла, автомобильные радары и системы ночного видения.
- Audi Münchsmünster (Мюнхсмюнстер) — шасси и другие комплектующие.
- Joyson Safety Systems Germany (Ашаффенбург) — подушки и ремни безопасности, рулевые колёса, детские кресла, электроника и элементы интерьера.
- ZF Automotive Safety Germany (Ашаффенбург) — тормозные и рулевые системы, подвески, подушки и ремни безопасности[56].
- ZF Airbag Germany (Ашау-ам-Инн) — подушки и ремни безопасности.
- Pössl Freizeit und Sport[нем.] (Айнринг) — транспортные средства для отдыха и туризма, включая автодома и фургоны[57].
- Valeo Power (Бад-Нойштадт-ан-дер-Зале) — электродвигатели и электроприводы.
- Valeo Power (Бад-Родах) — системы терморегуляции и кондиционирования воздуха, литые детали.
- Valeo Power (Эберн) — электрогидравлические приводы, поршневые блоки, цилиндры сцепления и торможения, тормозные шланги.
- Valeo Power (Эрланген) — электромоторы, инверторы, силовая электроника и зарядные устройства для электромобилей.
- Valeo Brain (Вемдинг) — лазерные сканеры, фронтальные камеры, радарные и ультразвуковые датчики, контроллеры и переключатели.
- Valeo Brain (Кронах) — системы автономного вождения, включая лидары и камеры.
- Valeo Light (Кронах) — стеклоочистители.

## Электронная и электротехническая промышленность

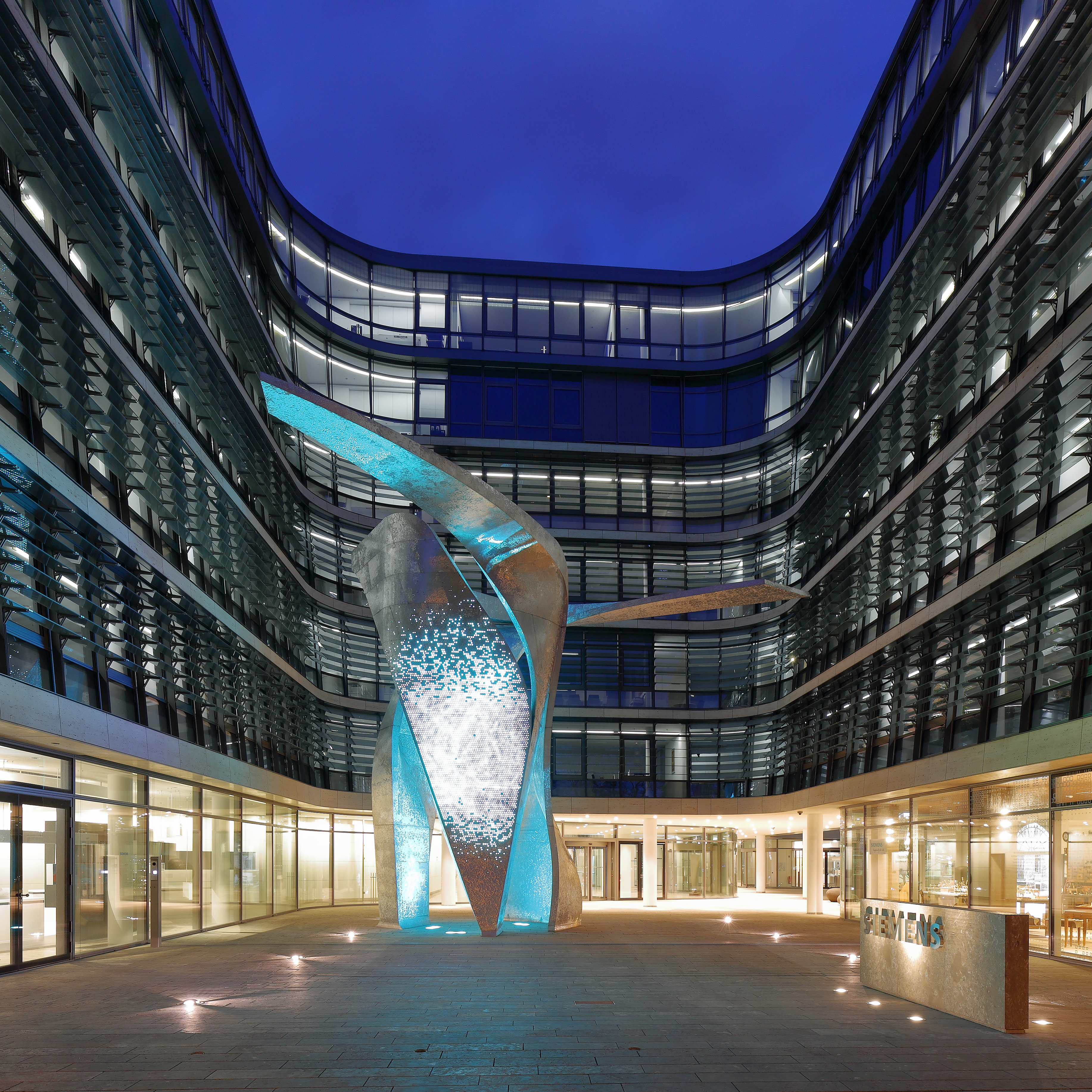
Штаб-квартира Siemens в Мюнхене

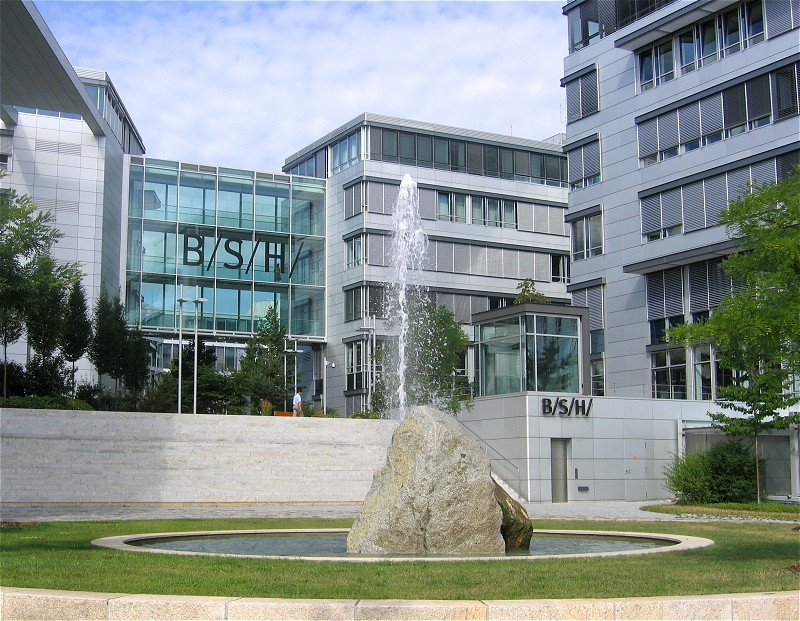
Штаб-квартира BSH Hausgeräte в Мюнхене

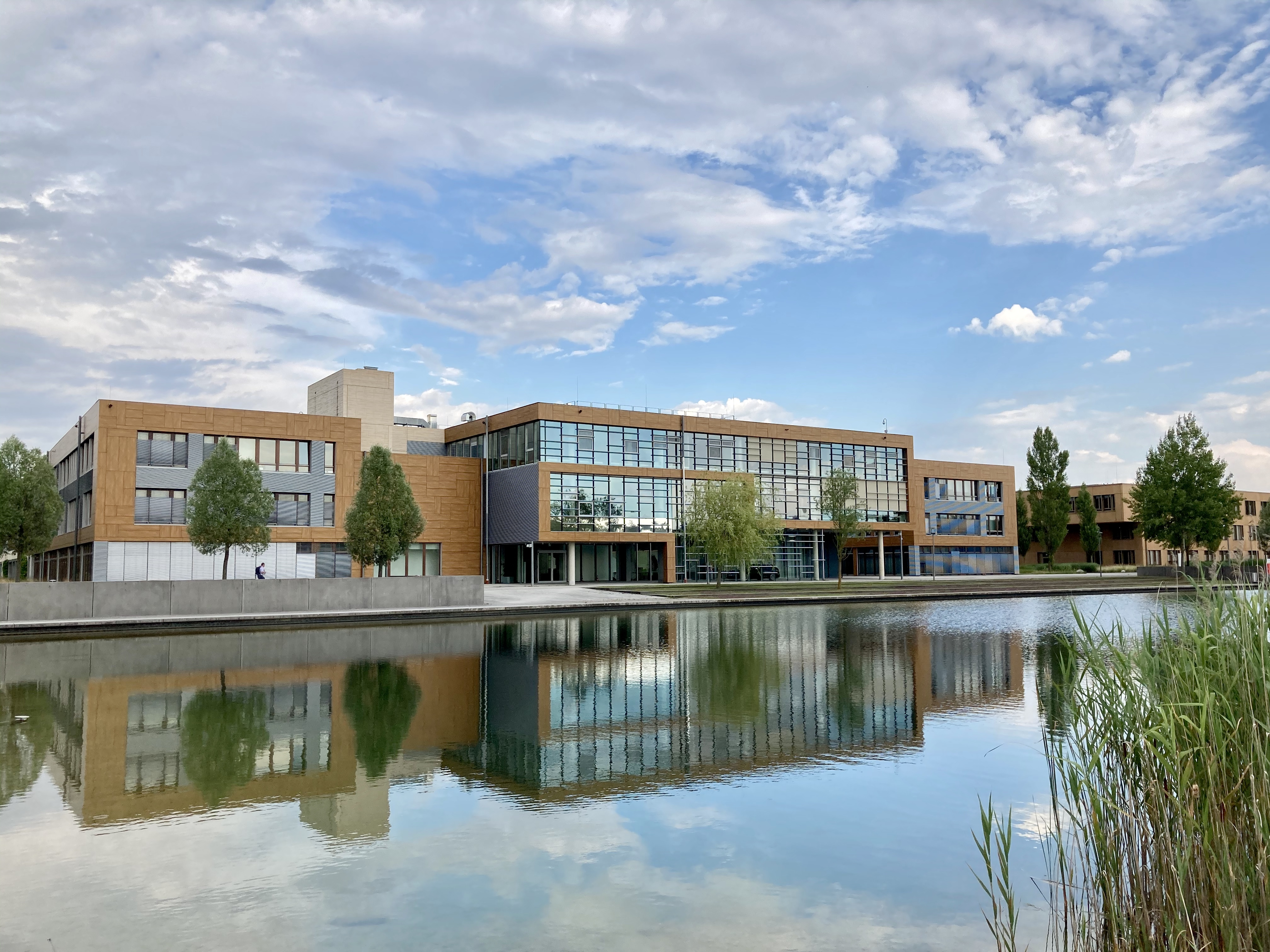
Штаб-квартира Infineon Technologies в Нойбиберге

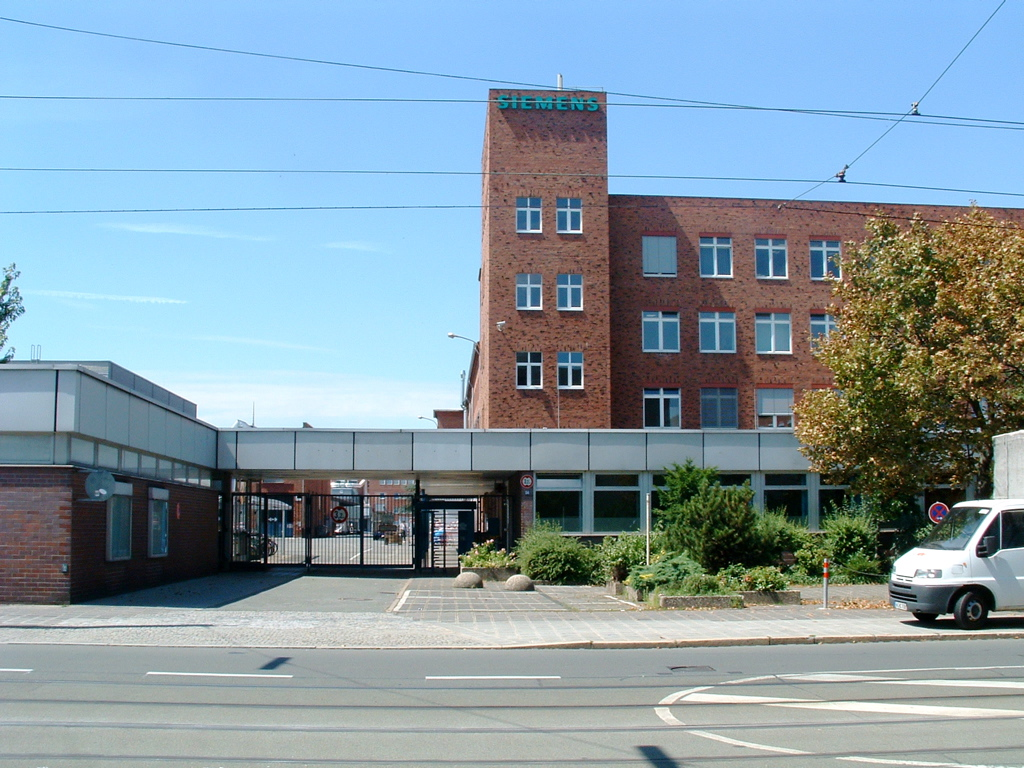
Завод Siemens в Нюрнберге

Бавария является крупным производителем промышленной и бытовой электроники, телекоммуникационного, транспортного и медицинского электрооборудования; здесь выпускают системы автоматизации и цифровизации, системы безопасности (включая системы видеонаблюдения и допуска), системы освещения, системы связи и навигации, системы кибербезопасности, мехатронные системы, микросхемы и контроллеры, датчики, переключатели, блоки питания, трансформаторы, электрические подстанции и электрокабели, компьютерные томографы, бытовую электротехнику (включая телевизоры, холодильники, плиты, стиральные и посудомоечные машины, кухонную технику и пылесосы), контрольно-измерительные и оптоэлектронные приборы, лазерные системы, серверы, коммутаторы и системы хранения данных, солнечные панели и инверторы, строительные и садовые электроинструменты.
Крупнейшими компаниями отрасли являются:
- Siemens (Мюнхен) — системы автоматизации и цифровизации для промышленного, энергетического, транспортного и жилого сектора, включая логические модули и контроллеры, системы видеонаблюдения, системы умного дома и умного города, трансформаторы[4].
  - Siemens Healthineers (Форххайм) — оборудование для визуализации, диагностики и радиотерапии, включая компьютерные томографы[5].
- BSH Hausgeräte (Мюнхен) — бытовая техника, включая холодильники, электрические и газовые плиты, духовки, микроволновые печи, посудомоечные машины, кофеварки, электрогрили, пароварки, стиральные и сушильные машины, утюги, пылесосы, фены и электронные весы[58].
- Infineon Technologies (Нойбиберг) — микросхемы, микроконтроллеры, датчики, стабилизаторы напряжения, инверторы и блоки питания для автомобилей, серверов, промышленного и энергетического оборудования, систем освещения и беспроводного подключения[13].
- Airbus Defence and Space (Тауфкирхен) — системы защищённой связи, навигации, разведки, управления, мониторинга и кибербезопасности, включая радары, электронную аппаратуру для космических платформ и запоминающие устройства большой ёмкости[59].
- Zollner Elektronik[нем.] (Цандт) — электронные компоненты и модули, включая печатные платы, электропроводку и мехатронные системы[60].
- Rohde & Schwarz (Мюнхен) — измерительные приборы, передатчики телевизионного и радиовещания, военные радиостанции, антенны и печатные платы[61].
- ams-OSRAM International (Регенсбург) — полупроводниковая и оптоэлектронная продукция, включая лазеры, диоды, детекторы и сенсоры[62].
- Fsas Technologies (Мюнхен) — серверы, коммутаторы и системы хранения данных для дата-центров.
- Siltronic[англ.] (Мюнхен) — кремниевые пластины для электронной промышленности[63].
- Ledvance[англ.] (Гархинг-бай-Мюнхен) — системы умного дома, включая осветительные приборы, солнечные панели, инверторы и аккумуляторы[64].
- SGB-Smit Holding[нем.] (Регенсбург) — силовые трансформаторы и электрические подстанции[65].
- Vishay Europe (Зельб) — полупроводниковые приборы и микросхемы.
- Einhell[англ.] (Ландау-ан-дер-Изар) — электроинструменты и бытовая электротехника, включая дрели, перфораторы, цепные и настольные пилы, лобзики, шлифовальные машины, заточные станки, фены для снятия краски и лаков, пылесосы и газонокосилки[66].
- Grundig (Нюрнберг) — холодильники, кофемашины, электрочайники, миксеры, тостеры, электрогрили, фритюрницы, духовки, электроплиты, варочные панели, вытяжки, телевизоры, динамики, умные колонки, радиоприёмники, стиральные машины, фены и выпрямители волос.
- Alps Alpine Europe[англ.] (Унтершлайсхайм) — электронные компоненты, включая переключатели, датчики, коммуникационные модули, контроллеры, дисплеи и динамики для смартфонов, игровых приставок, ноутбуков, автомобилей и промышленного оборудования.
- Panasonic Industry Europe (Оттобрунн) — микросхемы, конденсаторы, резисторы, аккумуляторы, дисплеи и системы видеонаблюдения[67].

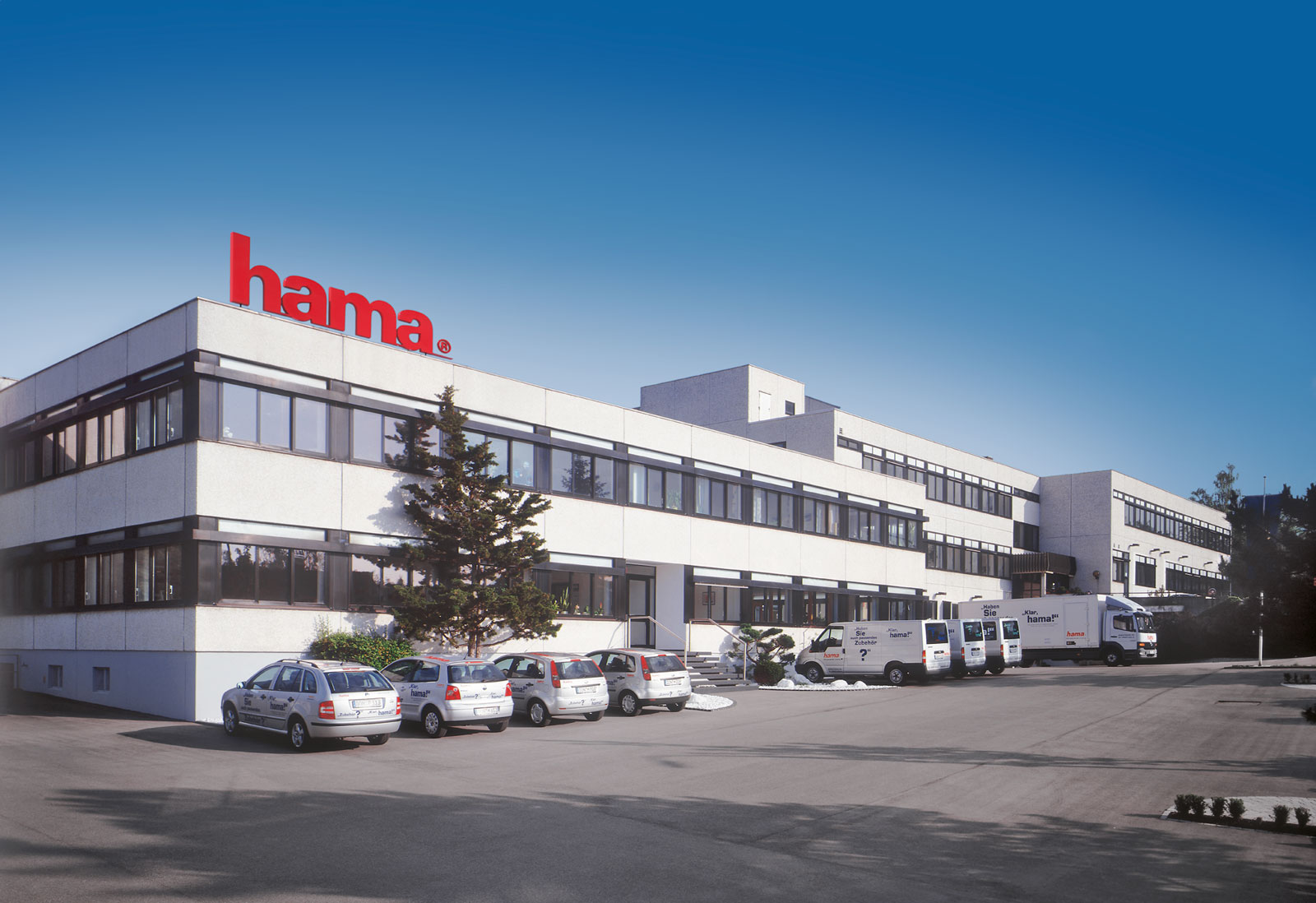
Штаб-квартира Hama в Монхайме

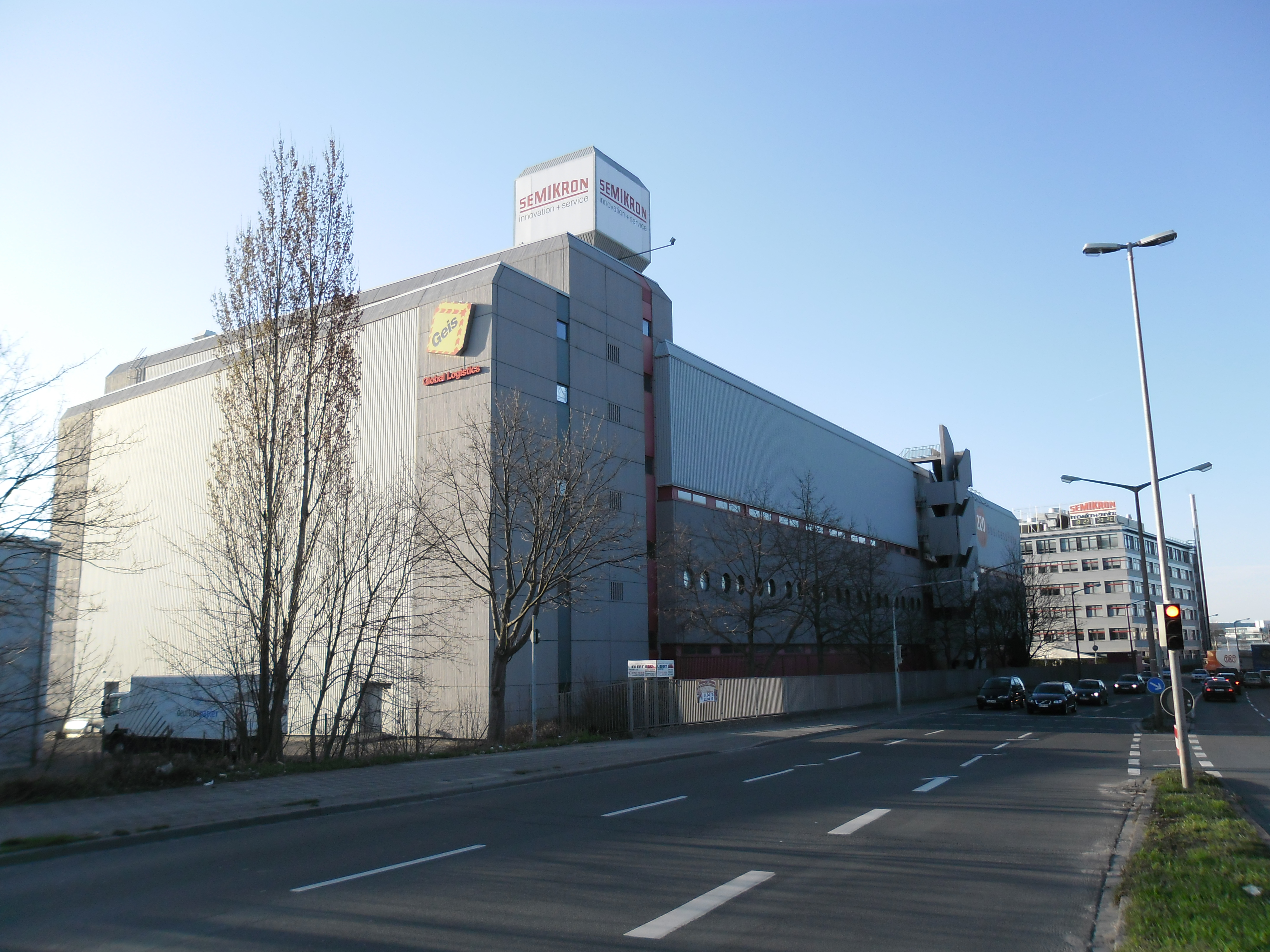
Завод Semikron в Нюрнберге

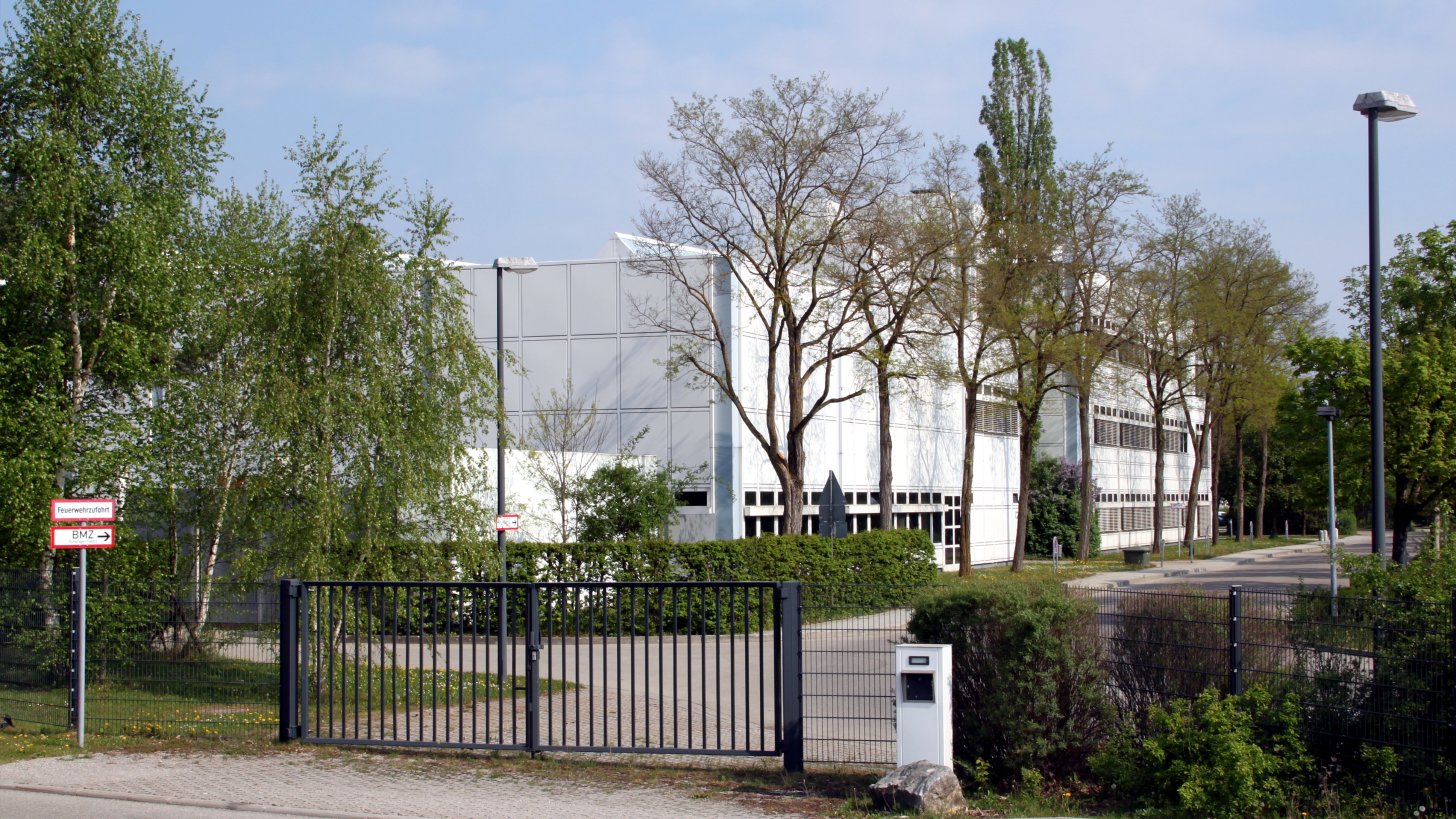
Завод TE Connectivity в Оттобрунне

- TDK Electronics (Мюнхен) — силовые конденсаторы, датчики, ферритовые фильтры, индукторы, аккумуляторы, пьезокерамика и разрядники[68].
- Dr. Johannes Heidenhain (Траунройт) — системы числового программного управления для станков, мехатронные измерительные системы, устройства цифровой индикации и позиционирования, включая датчики вращения, перемещения и соприкосновения, электроприводы[69].
- Bosch Sicherheitssysteme (Грасбрунн) — системы охранной и пожарной сигнализации, системы видеонаблюдения и контроля доступа[70].
- Electrolux Deutschland (Нюрнберг) — духовые шкафы, плиты, варочные панели, вытяжки, холодильники, стиральные и посудомоечные машины.
- Katek[нем.] (Исманинг) — электронные компоненты для медицинского оборудования, солнечной энергетики, электромобилей и зарядных устройств.
- Rosenberger Hochfrequenztechnik[нем.] (Фридольфинг) — телекоммуникационное и промышленное оборудование, включая разъёмы, электропроводку, контрольно-измерительные приборы и высоковольтные соединительные системы для электромобилей[71].
- Hama (Монхайм) — оптико-волоконные кабели, зарядные устройства, сетевые адаптеры, флеш-накопители, компьютерные мыши и клавиатуры, наушники.
- Advantest Europe[англ.] (Мюнхен) — автоматическое испытательное оборудование для полупроводниковой и электронной промышленности, включая контрольно-измерительные приборы, драйверы дисплеев, системы анализа изображений и тестирования памяти[72].
- Semikron (Нюрнберг) — силовая электроника, включая диоды, транзисторы и другие полупроводники для ветровой энергетики и транспорта[73].
  - Semikron Danfoss Elektronik (Нюрнберг) — силовая электроника, включая полупроводниковые приборы, силовые модули и преобразователи напряжения[74].
- Giesecke & Devrient ePayments (Мюнхен) — банковские и телефонные смарт-карты, карты доступа и идентификации[75].
- BMZ Holding[нем.] (Карлштайн-ам-Майн) — аккумуляторы для автомобилей, серверов, медицинского оборудования и электроинструментов[76].
- Western Digital Deutschland (Ашхайм) — компьютерные устройства хранения данных, включая внешние, внутренние и сетевые накопители[77].
- TQ-Group[нем.] (Зефельд) — электронные модули и системы, включая электроприводы, коммутаторы и волноводы[78].

## Авиационная и ракетно-космическая промышленность

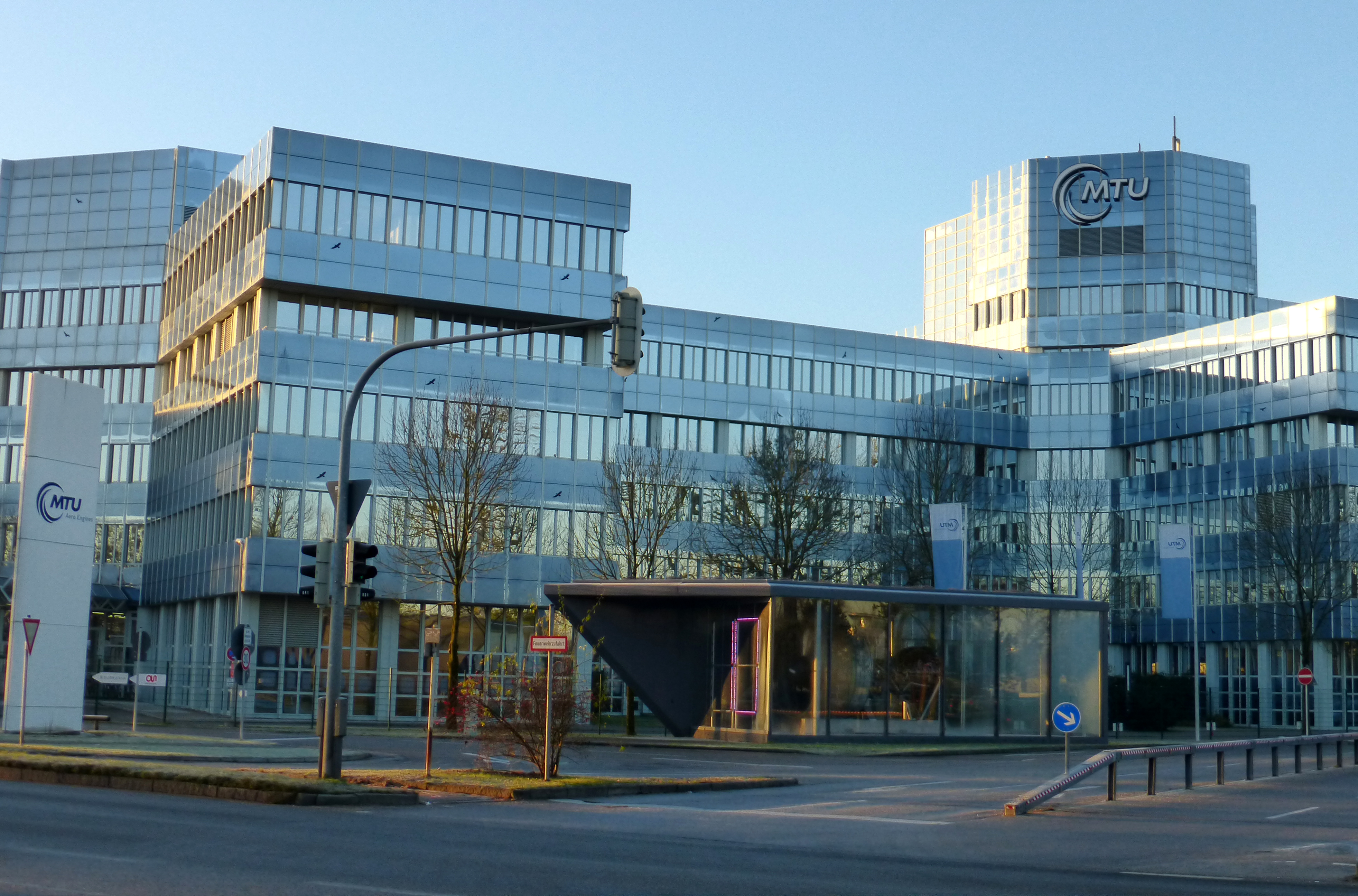
Штаб-квартира MTU Aero Engines в Мюнхене

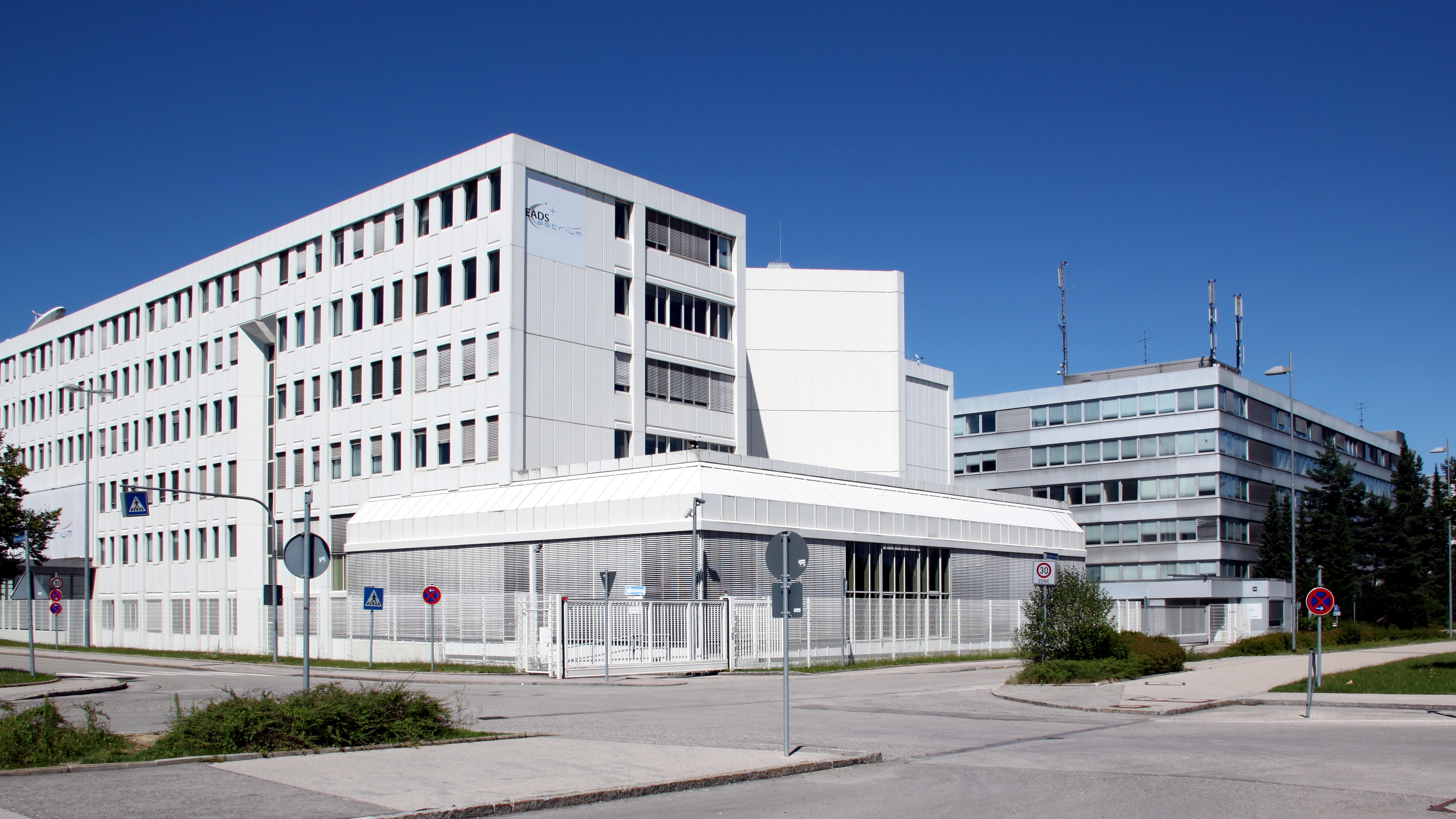
Штаб-квартира Airbus Defence and Space в Тауфкирхене

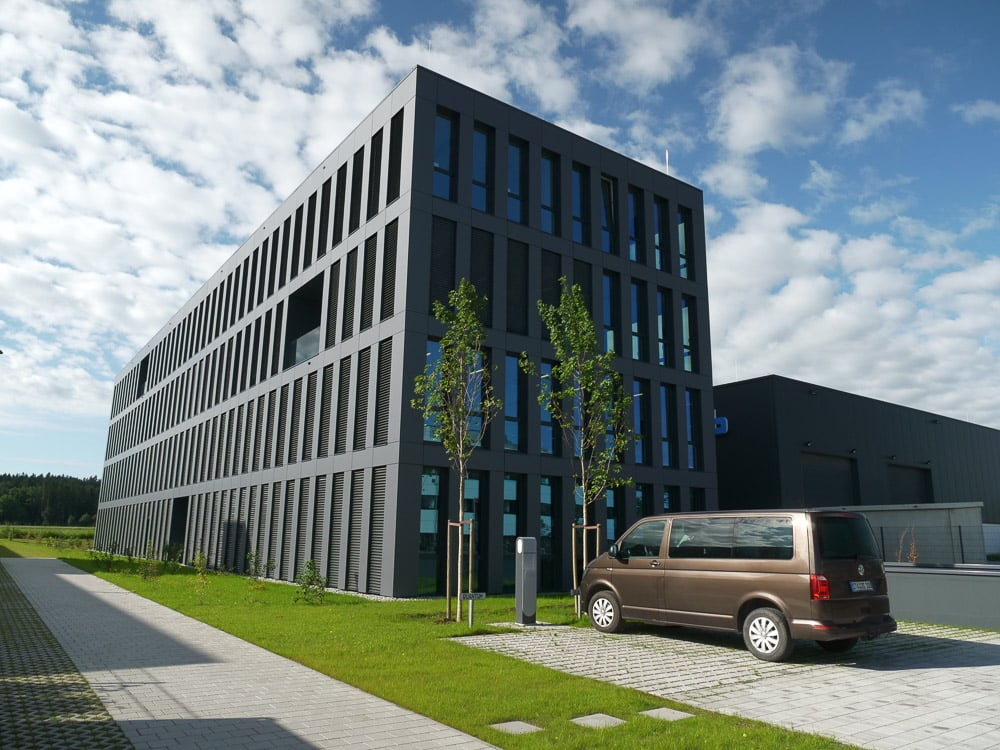
Штаб-квартира Quantum-Systems в Гильхинге

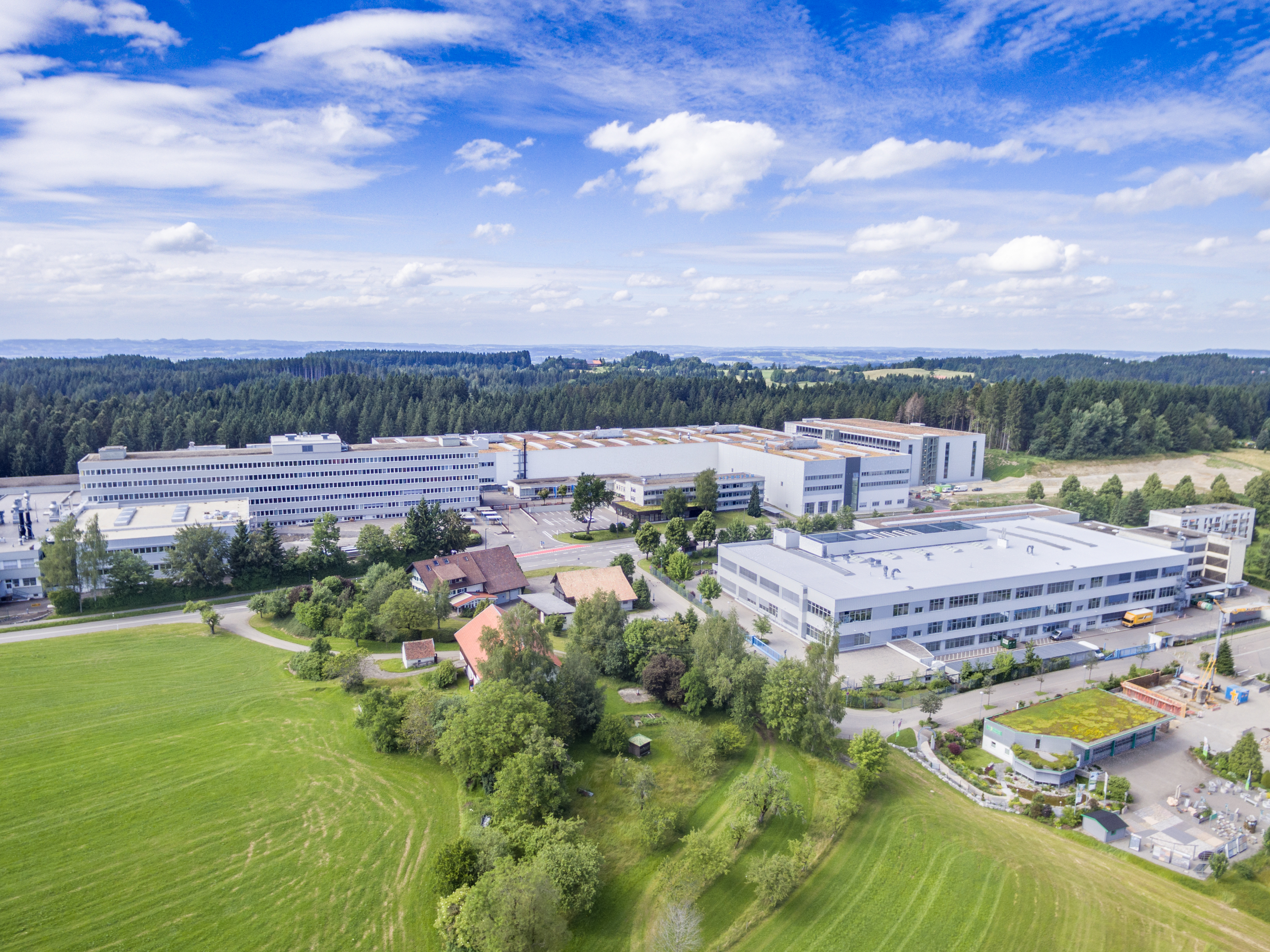
Завод Liebherr Aerospace в Линденберге

Бавария является крупным авиастроительным и ракетно-космическим хабом Европы, здесь разрабатывают и производят военные самолёты, военные и гражданские вертолёты, авиационные двигатели для военных и гражданских самолётов, авиационные комплектующие (включая авионику и мехатронику), беспилотные летательные аппараты, комплектующие к спутникам и ракетам-носителям.
Крупнейшими компаниями отрасли являются:
- Airbus Defence and Space (Тауфкирхен) — военно-транспортные самолёты, самолёты-заправщики, ракеты-носители, космические корабли, спутники и дроны[59].
  - Eurofighter Jagdflugzeug (Халльбергмос) — многоцелевые истребители[79].
  - Panavia Aircraft[англ.] (Халльбергмос) — истребители-бомбардировщики и перехватчики[80].
- MTU Aero Engines (Мюнхен) — авиационные двигатели для военных и гражданских самолётов[18].
  - EuroJet Turbo[англ.] (Халльбергмос) — турбовентиляторные двигатели для истребителей[81].
- Diehl Gruppe[нем.] (Нюрнберг) — авиационная и ракетная техника, включая системы ПВО, дроны, системы управления ракетами и боеприпасы[82].
  - Diehl Aviation[нем.] (Нюрнберг) — комплектующие к авиационным кабинам, салонам и багажным отсекам, включая системы авионики для управления полётом и управления двигателем, системы освещения, электропитания и кондиционирования воздуха.
- Airbus Helicopters Deutschland (Донаувёрт) — гражданские и военные вертолёты[83].
- Hensoldt[англ.] (Тауфкирхен) — оптоэлектронные системы навигации, наблюдения, обнаружения и наведения, включая радары и авионику[84].
  - Hensoldt Sensors (Тауфкирхен) — датчики и приборы.
- Liebherr Aerospace (Линденберг-им-Алльгой) — системы управления полетом, а также шасси, трансмиссии, приводы, крепления датчиков и электроника[85].
- Airbus Aerostructures (Аугсбург) — детали и узлы фюзеляжа для гражданских и военных самолётов, включая крупногабаритные секции корпусов, обшивку из углепластика, герметичные переборки, грузовые люки, топливные баки, трубопроводы и электропроводку[86][87].
- Safran Passenger Innovations (Веслинг) — бортовые и наземные системы связи.
- Quantum-Systems[англ.] (Гильхинг) — разведывательные и картографические электрические дроны, видеокамеры, лидары и тепловые датчики[88].
- MBDA Deutschland[англ.] (Шробенхаузен) — ракетная и лазерная техника, включая управляемые ракеты наземного, авиационного и морского базирования; зенитные, противотанковые, противокорабельные и противодроновые ракеты, ракетные двигатели и лазерные эффекторы[89].
  - TDW[англ.] (Шробенхаузен) — боеголовки для управляемых ракет и торпед, взрыватели для авиабомб.
  - Bayern-Chemie (Шробенхаузен) — ракетные двигатели и системы аварийного всплытия подводных лодок.
  - Taurus Systems (Шробенхаузен) — крылатые ракеты воздушного базирования.
- Helsing (Мюнхен) — ударные и разведывательные дроны.
- ArianeGroup[англ.] (Оттобрунн) — ракетные камеры сгорания.
- Isar Aerospace[англ.] (Оттобрунн) — ракеты-носители лёгкого класса[90].
- Rocket Factory Augsburg[англ.] (Аугсбург) — ракеты-носители и беспилотные космические аппараты[91].
- Geiger Engineering[англ.] (Хиршайд) — электрические авиадвигатели, винты, аккумуляторы, инверторы, контроллеры и зарядные устройства.
- Hirth Engines[англ.] (Беннинген) — авиадвигатели для лёгких самолётов и дронов.
- Hoffmann Propeller[англ.] (Розенхайм) — воздушные винты и лопасти для авиатехники и аэродинамических труб.
- MT-Propeller[англ.] (Аттинг) — воздушные винты и лопасти для авиатехники, дирижаблей и аэродинамических труб[92].

## Промышленное, энергетическое и транспортное оборудование

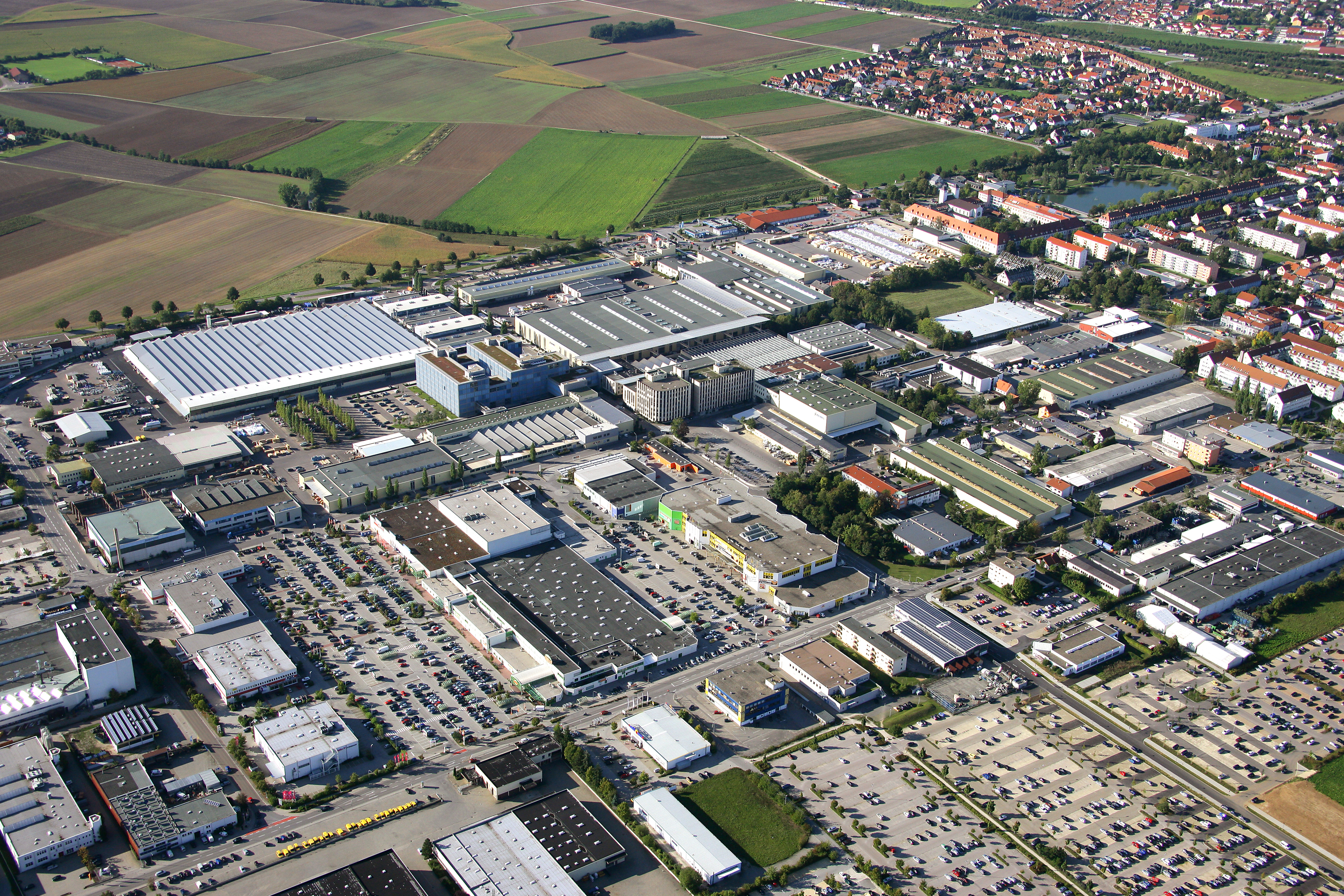
Штаб-квартира и завод Krones в Нойтраублинге

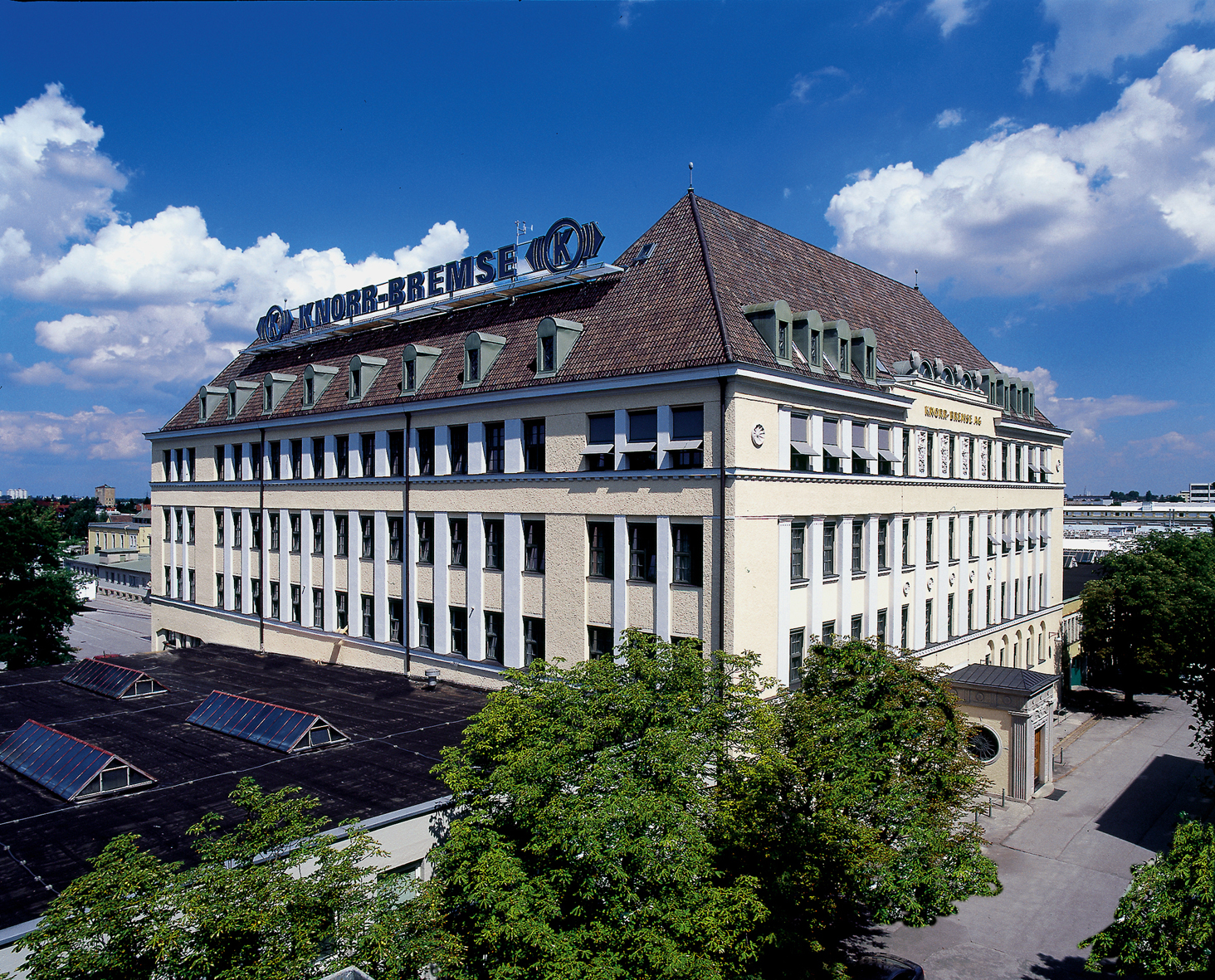
Штаб-квартира Knorr-Bremse в Мюнхене

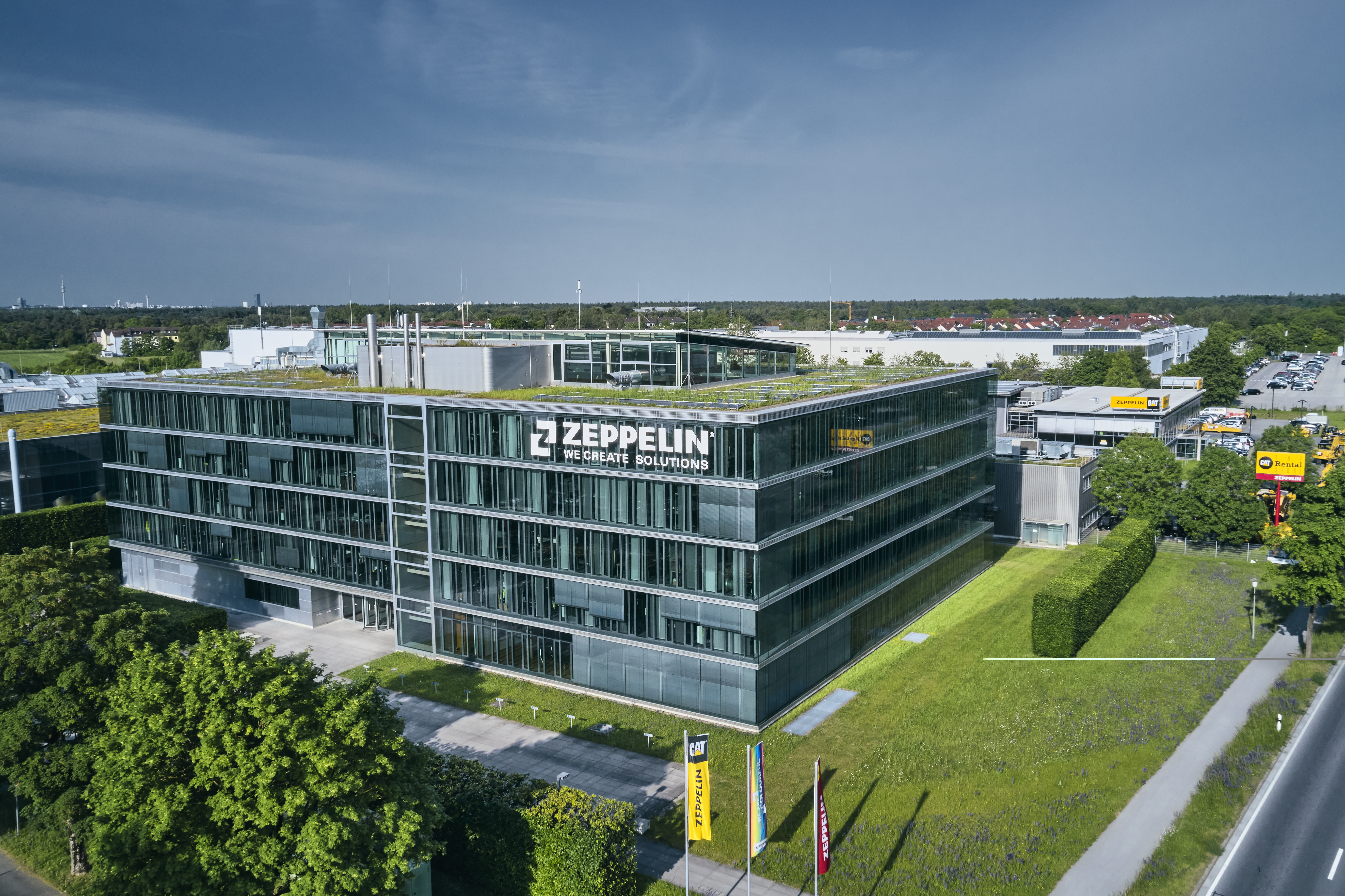
Штаб-квартира Zeppelin в Гархинге

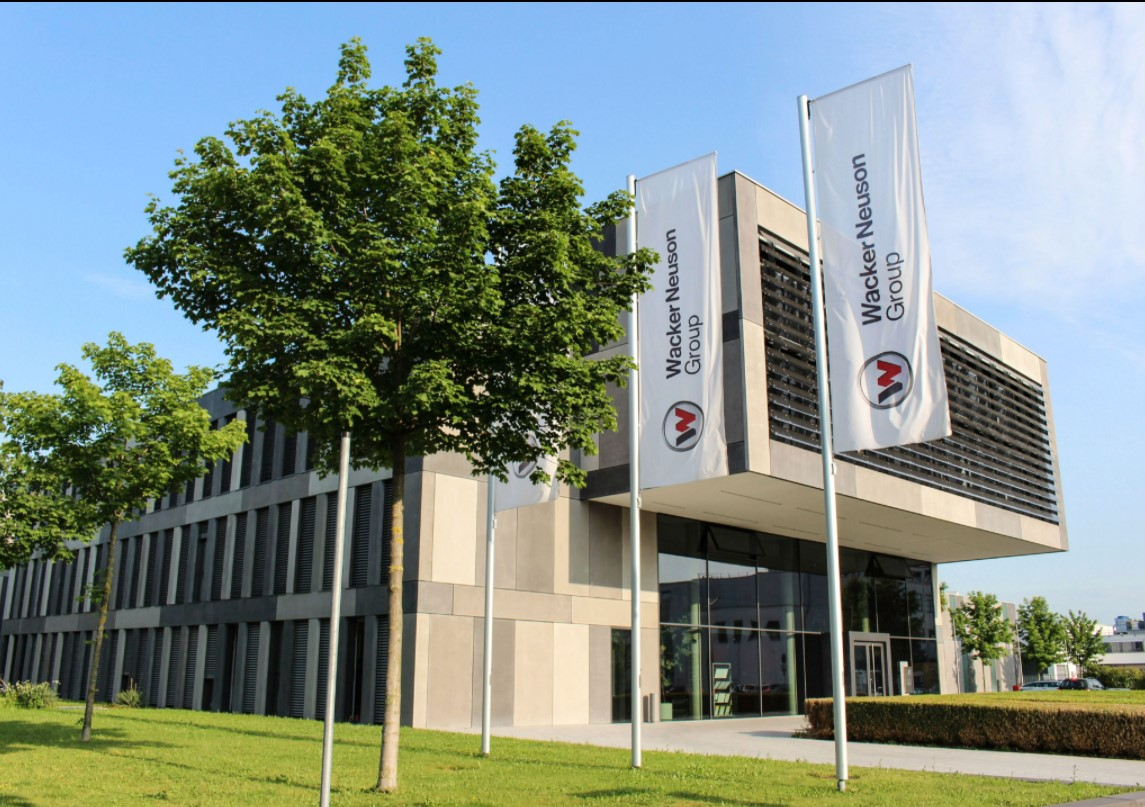
Штаб-квартира Wacker Neuson в Мюнхене

Бавария является крупным производителем железнодорожного, судового, сельскохозяйственного, логистического, строительного, пищевого, упаковочного, химического, полиграфического, энергетического и металлургического оборудования; здесь выпускают локомотивы, электропоезда, трамваи, тракторы, комбайны, экскаваторы, погрузчики, газовые и паровые турбины, дизельные двигатели, электромоторы, компрессоры, насосы, клапаны, подшипники, муфты, приводы, гидравлические, холодильные и вентиляционные системы, промышленные роботы, сборочные, сварочные и покрасочные линии, станки для обработки металлов и пластмасс. 
Крупнейшими компаниями отрасли являются:
- Siemens (Мюнхен) — гидравлические, холодильные, вентиляционные и аккумуляторные системы, включая электромоторы, датчики и клапаны[4].
  - Siemens Mobility (Мюнхен) — железнодорожное и логистическое оборудование, включая локомотивы, электропоезда, поезда метро, трамваи, системы автоматизации для рельсового транспорта, системы для сортировки писем и посылок, оборудование для аэропортов.
- Knorr-Bremse (Мюнхен) — тормозные системы и гасители вибрации для пассажирского и грузового железнодорожного транспорта[16].
- MTU Aero Engines (Мюнхен) — промышленные и морские газовые турбины, компрессоры высокого давления[18].
- Bosch Rexroth[нем.] (Лор-ам-Майн) — гидравлические и пневматические системы, системы управления и автоматизации, включая электроприводы[93].
- Krones (Нойтраублинг) — пищевое оборудование для производства пластиковой тары, а также разлива, упаковки, маркировки и отгрузки напитков[21].
- KUKA (Аугсбург) — промышленные роботы и системы автоматизации, включая сборочные линии для автомобильной промышленности[94].
  - KUKA Systems (Аугсбург) — автоматические сварочные и покрасочные линии для автомобильной, аэрокосмической и электронной промышленности, автоматические упаковочные линии для пищевой промышленности, роботы для перемещения листового стекла.
- Zeppelin[англ.] (Гархинг-бай-Мюнхен) — промышленное и энергетическое оборудование, включая системы для обработки сыпучих материалов[95].
- AGCO (Марктобердорф) — сельскохозяйственная техника, включая тракторы, комбайны, пресс-подборщики, сеялки, погрузчики и опрыскиватели.
- Everllence[англ.] (Аугсбург) — дизельные двигатели для судов, газовые и паровые турбины, турбокомпрессоры, тепловые насосы и гребные винты.
- Wacker Neuson[англ.] (Мюнхен) — строительное оборудование, включая мини-экскаваторы, погрузчики, ручные инструменты для резки, уплотнения и забивания[96].
- Bauer[англ.] (Шробенхаузен) — строительная техника, включая землеройные и бурильные машины, машины для забивания свай и заливки бетона[97].
- Grammer[нем.] (Урзензоллен) — водительские и пассажирские сиденья для поездов, трамваев, погрузчиков, сельскохозяйственной и строительной техники[45].
- Peri (Вайсенхорн) — строительное оборудование, в том числе опалубка, строительные леса, балки, опоры и самоподъёмные системы[98].

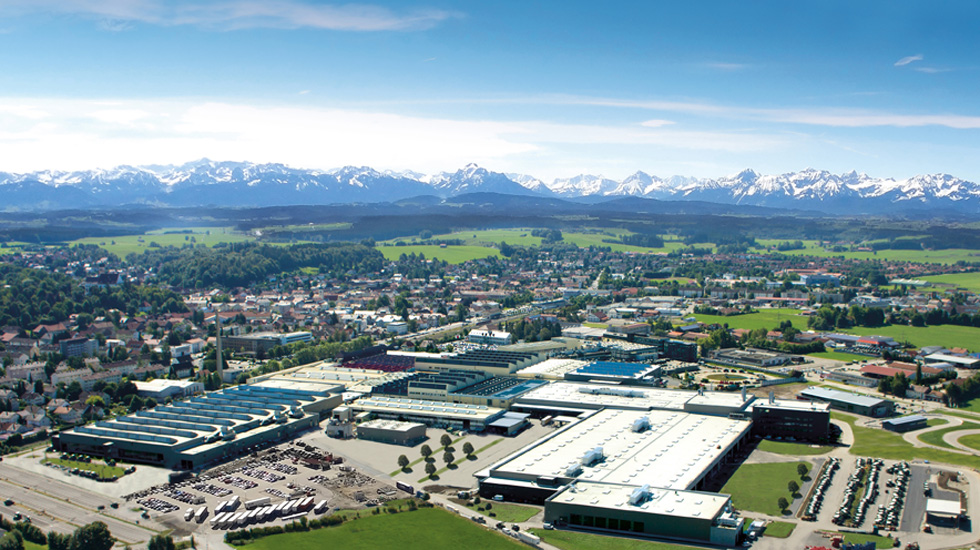
Завод AGCO в Марктобердорфе

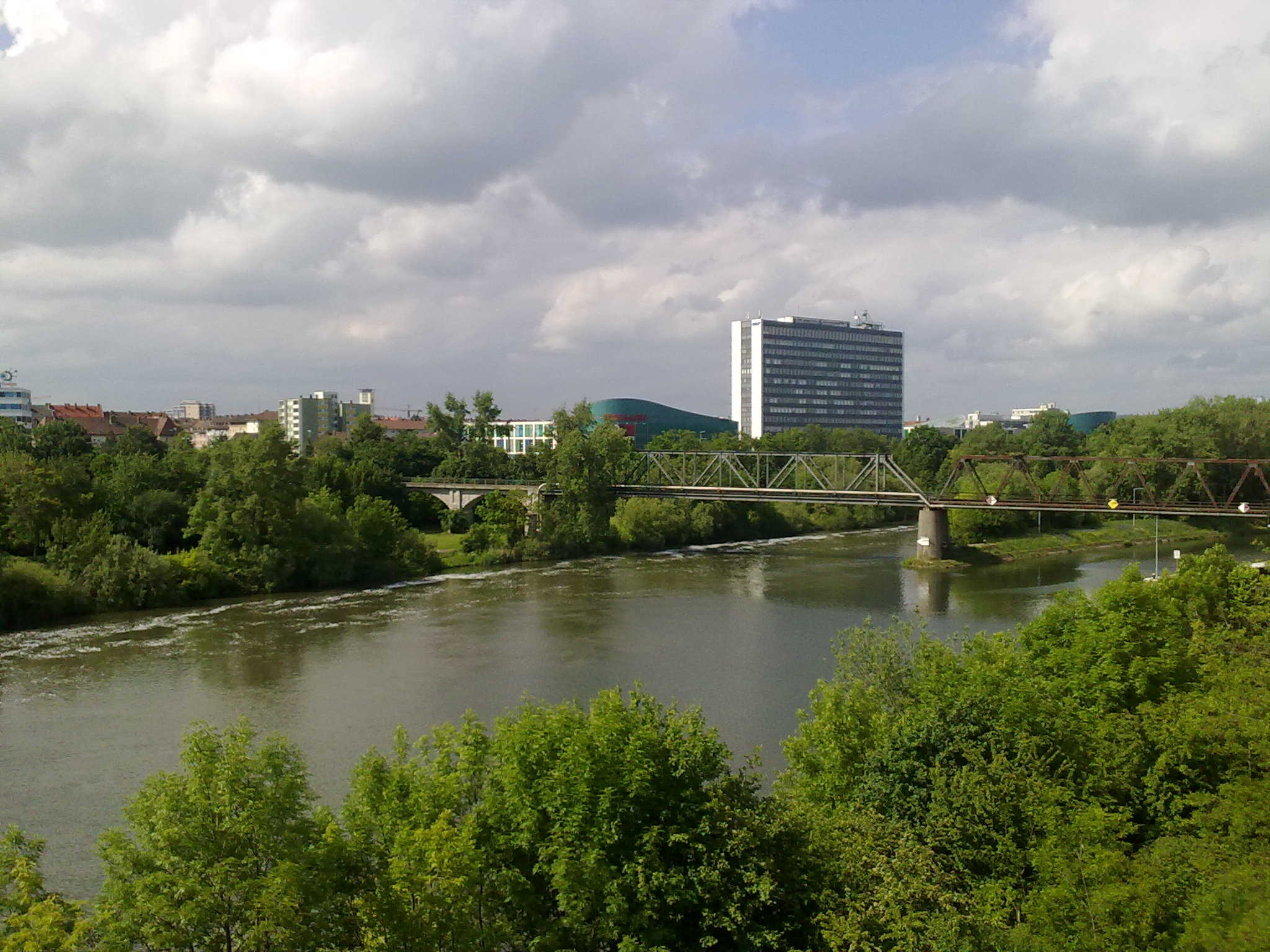
Завод SKF в Швайнфурте

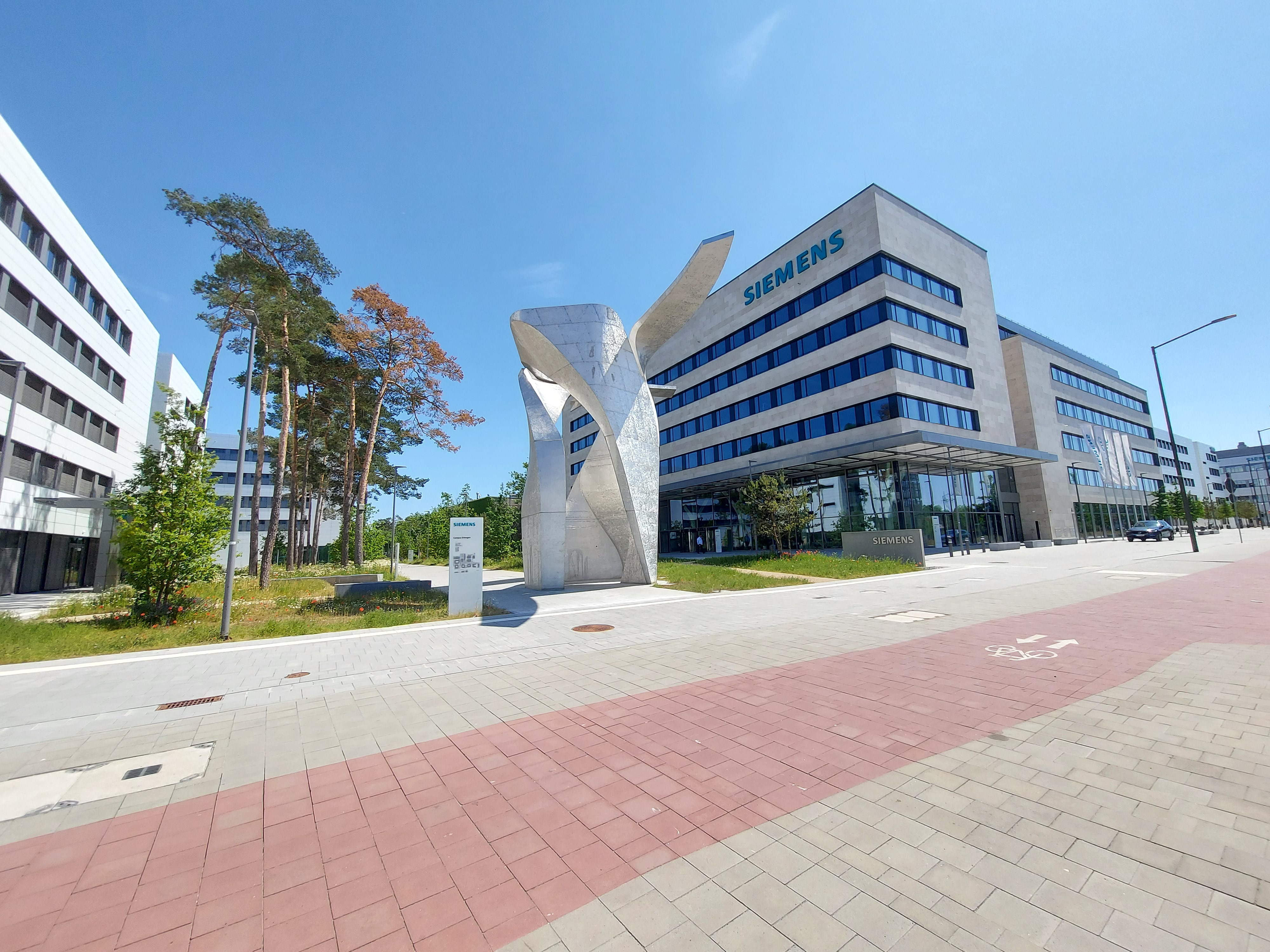
Кампус Siemens в Эрлангене

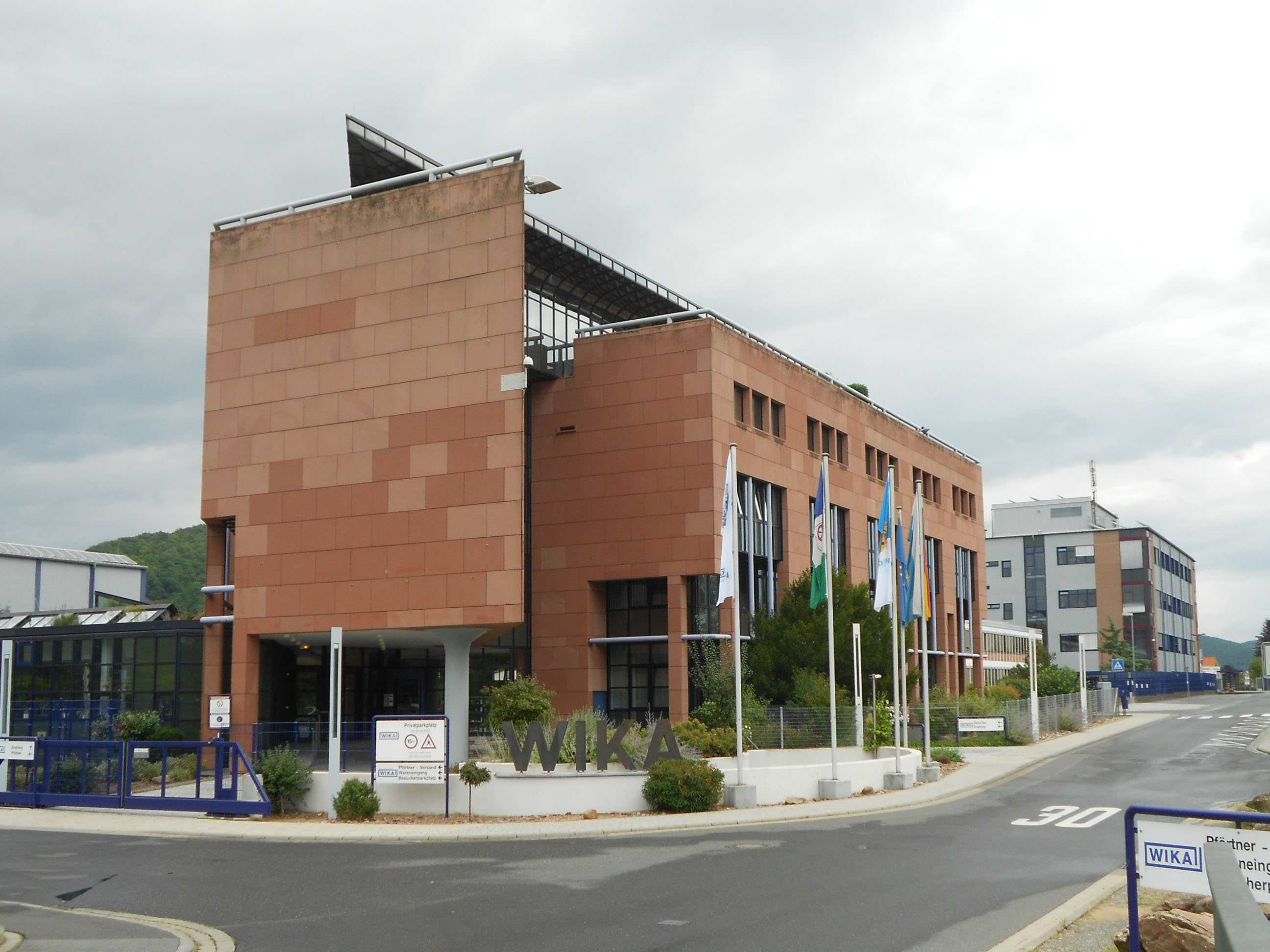
Штаб-квартира WIKA в Клингенберге

- SKF (Швайнфурт) — подшипники, муфты, уплотнители, мехатронные системы и системы смазки[99].
- Kaeser Kompressoren (Кобург) — стационарные и мобильные компрессоры, вакуумные насосы, пневматические инструменты и фильтры.
- Linde Material Handling[нем.] (Ашаффенбург) — вилочные погрузчики и складское оборудование, включая тележки и складские тягачи[100].
- Grob-Werke[англ.] (Миндельхайм) — металлообрабатывающие станки, системы автоматизации, сборочные линии, линии напыления и печати по металлу[101].
- Koenig & Bauer[англ.] (Вюрцбург) — полиграфическое оборудование, включая печатные машины, линии для резки, склейки и переплёта[102].
- Brückner Group[нем.] (Зигсдорф) — упаковочное и химическое оборудование, включая машины для обработки пластмасс, производства упаковочных материалов, промышленных плёнок, пластиковых труб и крышек, машины для горячего тиснения по пластмассам.
- Rational[англ.] (Ландсберг-ам-Лех) — профессиональное кухонное оборудование для термического приготовления пищи, включая пароконвектоматы[103].
- Renk Group (Аугсбург) — военное, морское и промышленное оборудование, включая системы трансмиссии для гусеничных танков, боевых машин пехоты и самоходных артиллерийских установок; приводы и амортизаторы для гусеничной и колёсной военной техники; зубчатые передачи, сцепления и муфты для кораблей и промышленного оборудования; промышленные подшипники[51].
- ZF Passau[нем.] (Пассау) — трансмиссии для сельскохозяйственной, строительной и железнодорожной техники, морских судов, погрузчиков, спецтехники и ветровых турбин, а также мосты, промышленные приводы и испытательные системы для трансмиссий и шасси.
- Framatome (Эрланген) — атомное оборудование, включая системы управления, диагностики и безопасности для АЭС, различные датчики и приборы, испытательные установки, ядерные и водородные топливные элементы, аккумуляторные системы для хранения энергии.
- Hilti Deutschland (Кауферинг) — строительное и пожарное оборудование, включая электроинструменты и измерительные приборы[104].
- Panasonic Industry Europe (Оттобрунн) — системы автоматизации и охлаждения, электромоторы, компрессоры, промышленные и логистические роботы[67].
- Leonhard Kurz Stiftung[нем.] (Фюрт) — оборудование для горячего тиснения, печати, обрезки, ламинирования, штамповки и литья под давлением[105].
- BHS Corrugated[нем.] (Вайерхаммер) — оборудование для производства гофрокартона[106].
- Wanzl (Лайпхайм) — торговое, логистическое и транспортное оборудование, включая магазинные, складские и багажные тележки, тележек для комплектации заказов, стеллажи, витрины, транспортные контейнеры, турникеты, системы контроля доступа для вокзалов и аэропортов.
- Witron Logistik + Informatik[нем.] (Паркштайн) — логистическое оборудование, включая сортировочные линии, транспортёры и датчики контроля[107].
- SDF Deutschland (Лауинген) — сельскохозяйственная техника, включая тракторы и комбайны[108].
- WIKA (Клингенберг-ам-Майн) — промышленные контрольно-измерительные приборы, включая манометры, термометры, преобразователи давления и температуры, приборы для измерения уровня, мембранные разделители и калибровочные устройства[109].
- Wolf[нем.] (Майнбург) — вентиляционные, отопительные и солнечные системы, включая тепловые насосы, котлы, бойлеры, кондиционеры и воздушные фильтры[110].

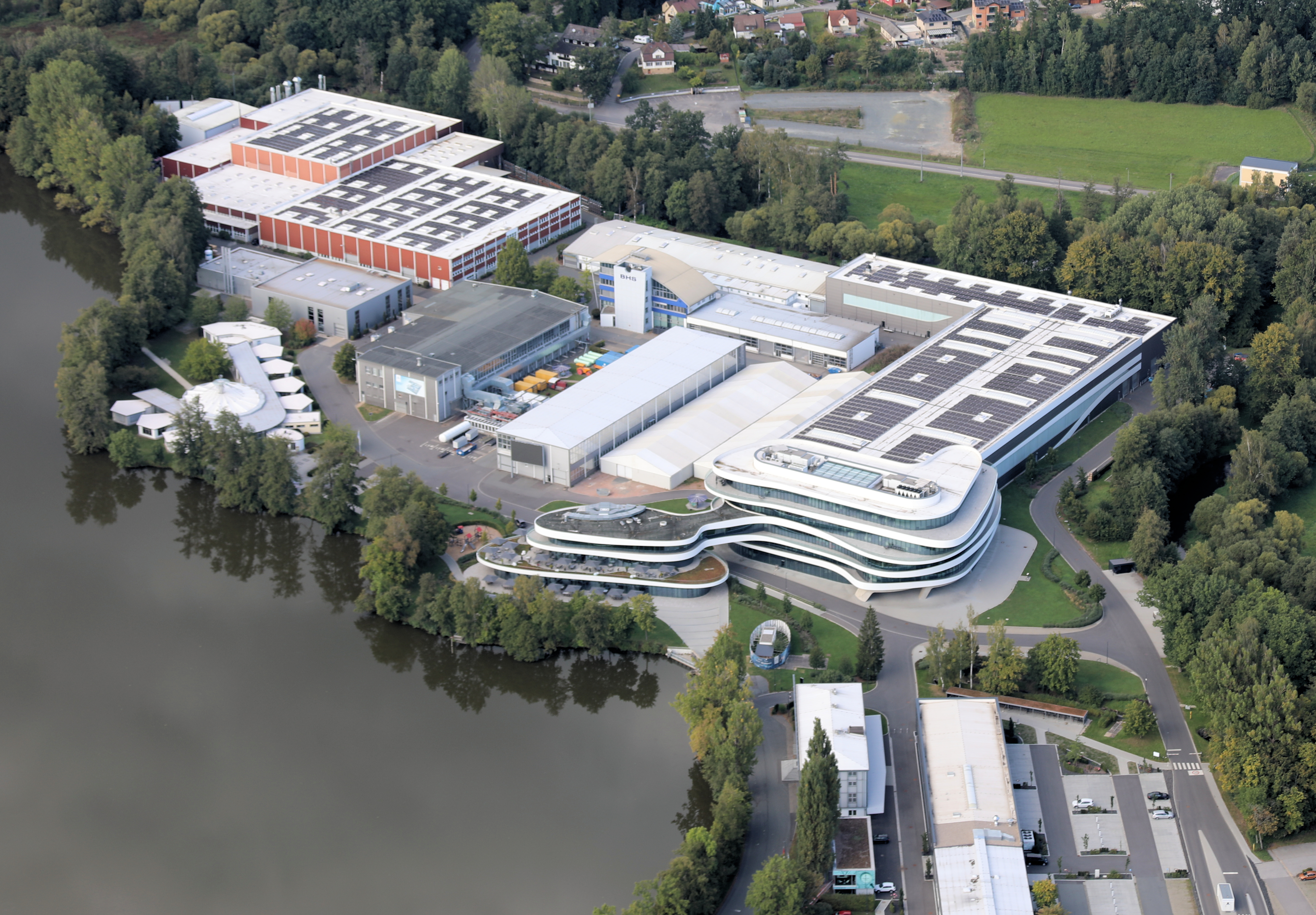
Штаб-квартира BHS Corrugated в Вайерхаммере

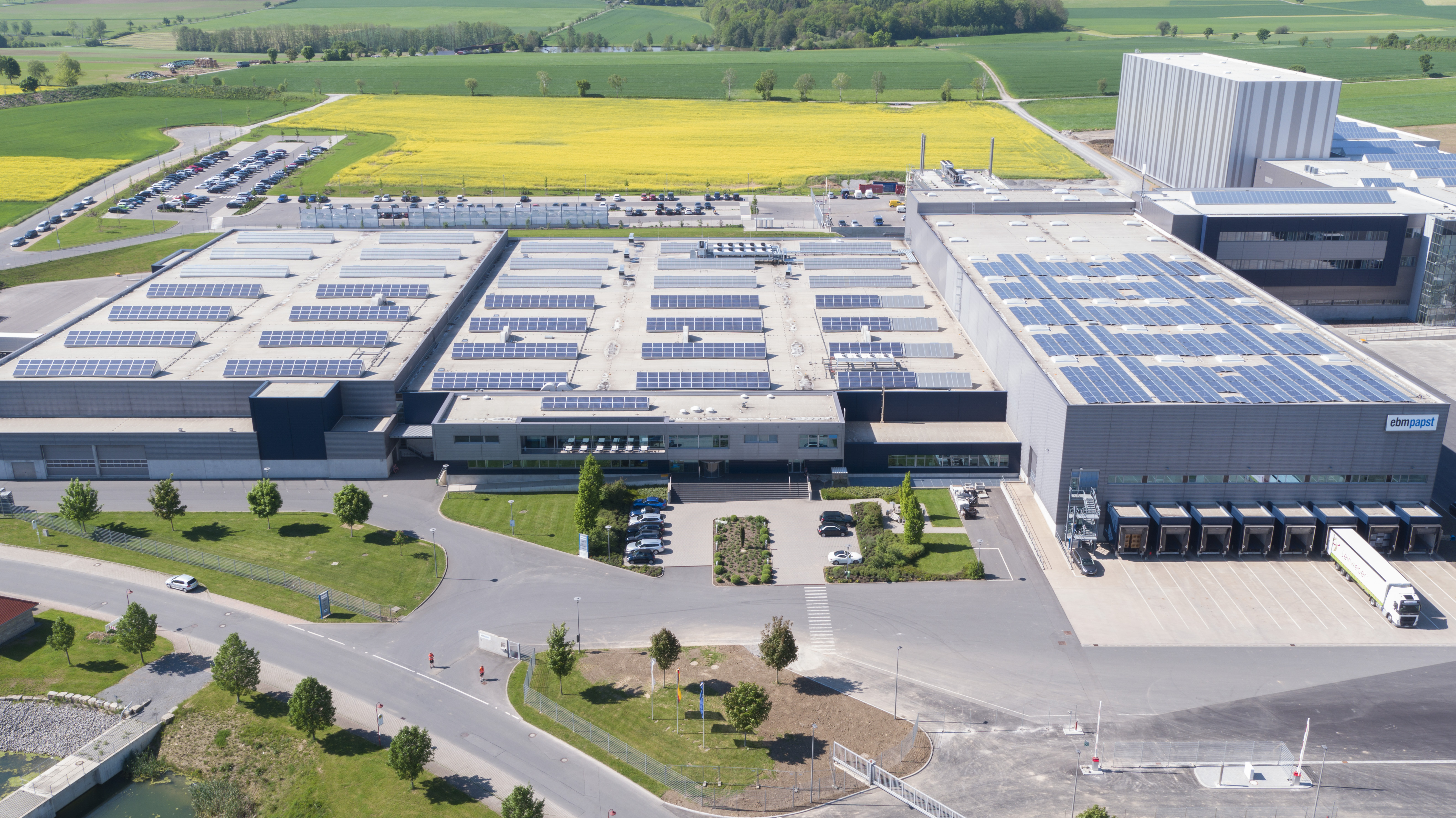
Завод EBM-Papst в Холленбахе

- Multivac Sepp Haggenmüller[нем.] (Вольфертшвенден) — упаковочные, конвейерные и обрабатывающие линии для пищевой и фармацевтической промышленности, включая термоформовочные машины, машины для наклейки этикеток, идентификации и инспекции[111].
- Hoerbiger Deutschland[нем.] (Шонгау) — компрессоры, форсунки и газовые системы для автомобильной и нефтегазовой промышленности.
- A-HEAT[нем.] (Фюрстенфельдбрукк) — теплообменники для кондиционеров и холодильников[112].
- KraussMaffei Technologies (Фатерштеттен) — оборудование для литья под давлением, линии переработки полиуретана, термопластов и эластомеров.
- Horsch Maschinen[нем.] (Швандорф) — сельскохозяйственная техника, включая тракторы, культиваторы, сеялки, перегружатели зерна[113].
- Schaltbau Holding[англ.] (Мюнхен) — системы безопасности железнодорожного транспорта, автоматические двери поездов, трамваев и автобусов, тормозные и коммутационные системы, электромеханические компоненты, включая контакторы, переключатели и разъёмы[114].
- EBM-Papst[нем.] (Холленбах) — электродвигатели и вентиляторы для компьютеров, кондиционеров, автомобилей, медицинского и холодильного оборудования.
- Endress+Hauser Flow (Кобург) — промышленные датчики расхода жидкости, газа и пара.
- Endress+Hauser Temperature and System Products (Нессельванг) — промышленные термометры.

## Химико-фармацевтическая промышленность

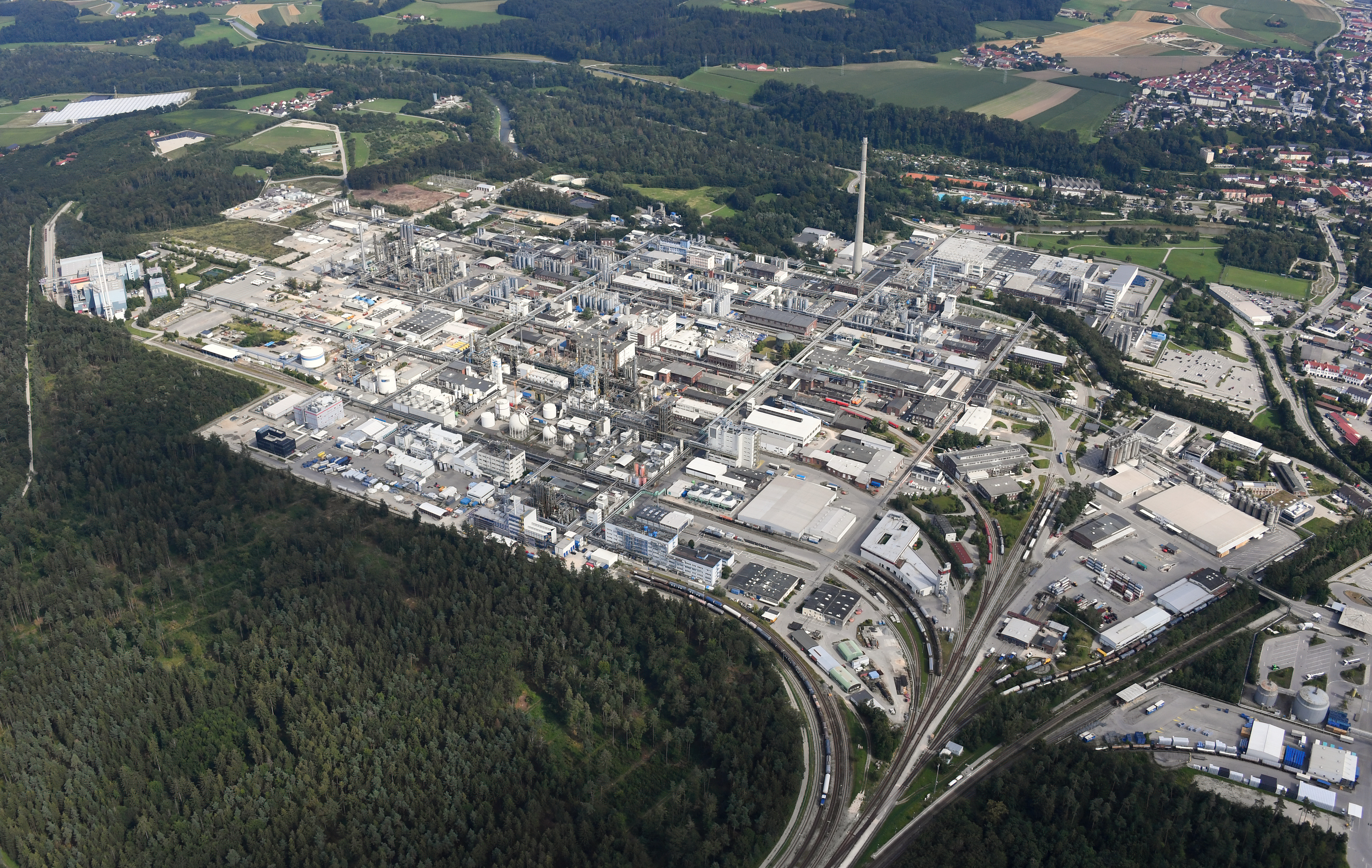
Химический промышленный парк в Бургкирхен-ан-дер-Альце

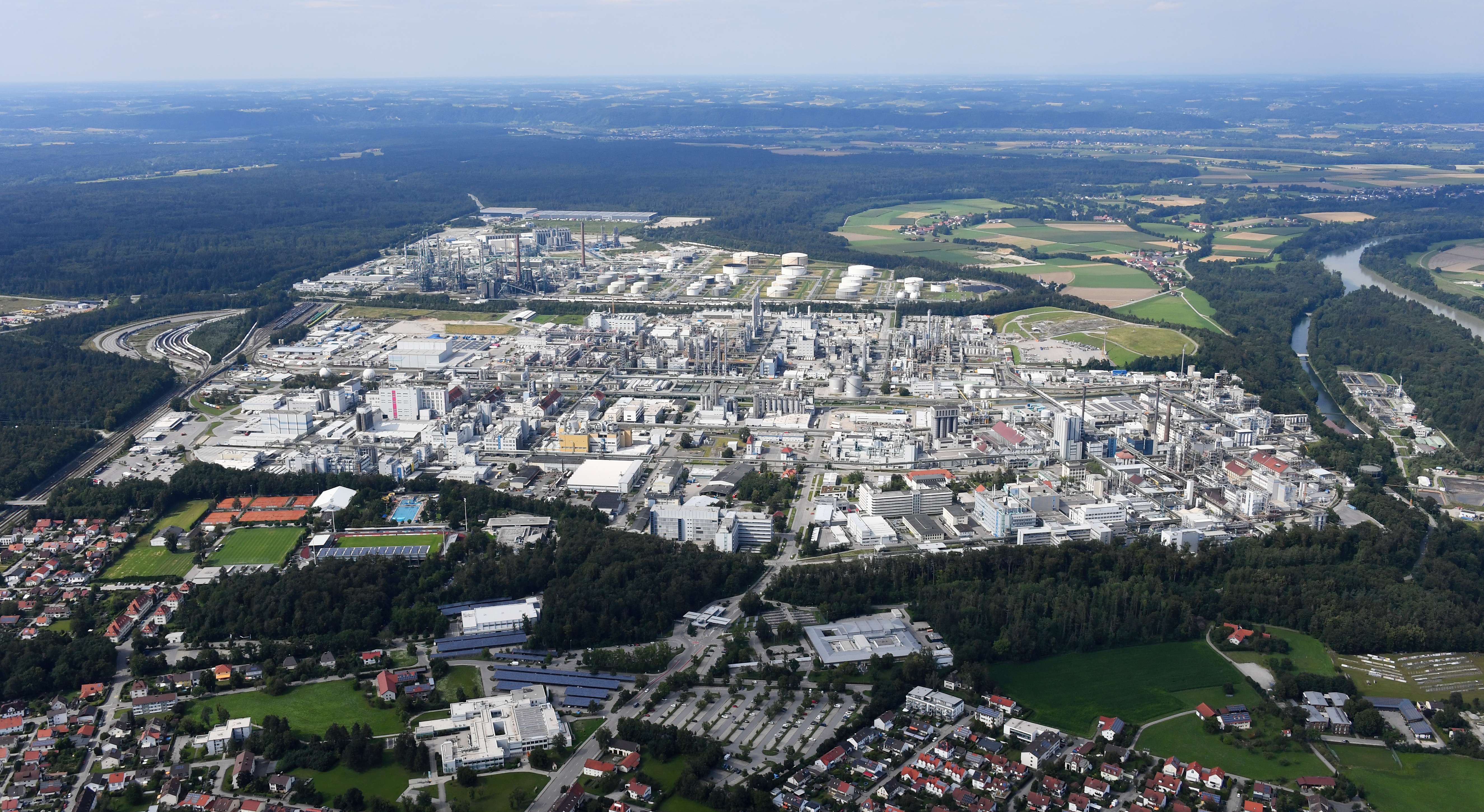
Химический завод Wacker Chemie в Бургхаузене

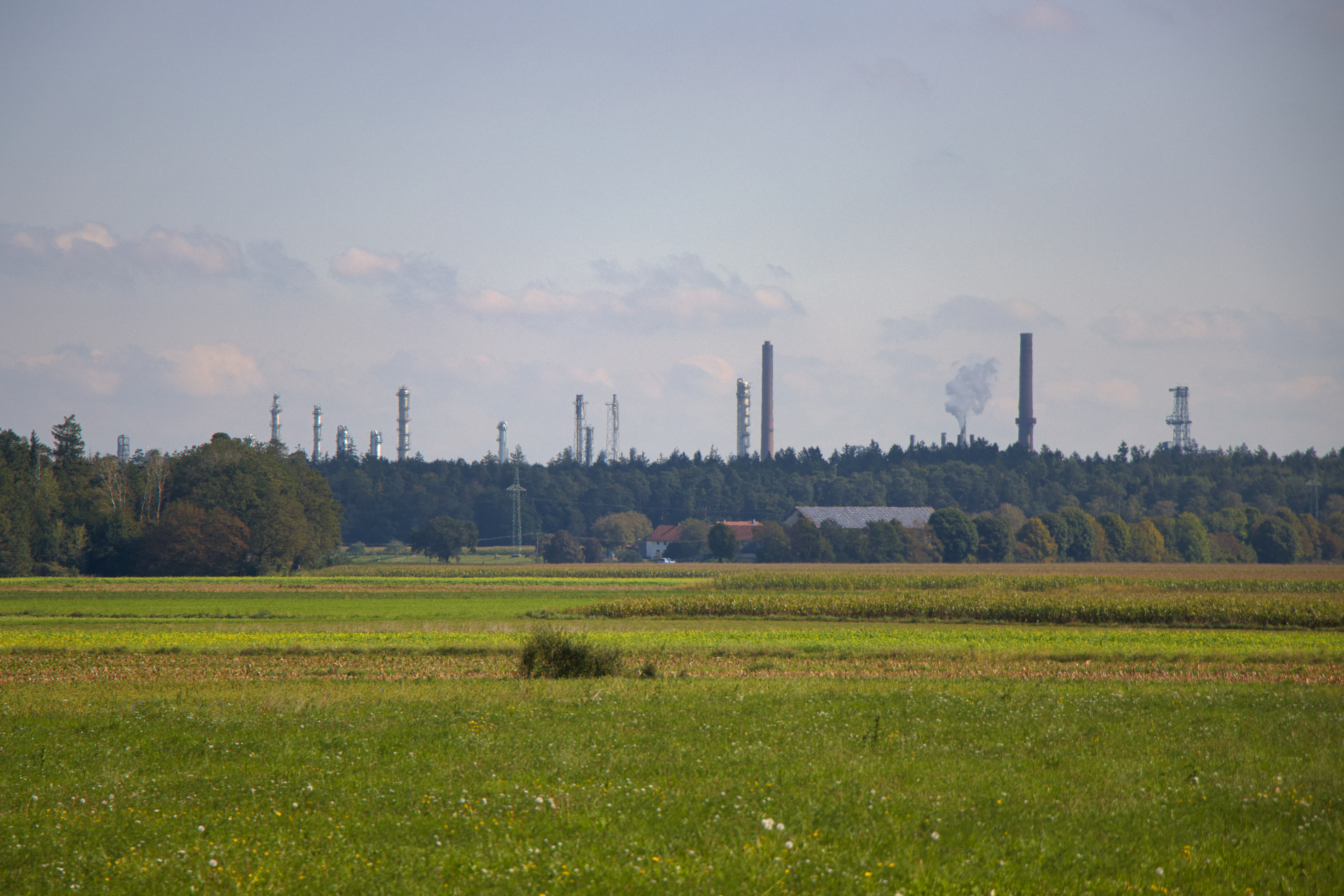
Заводы Wacker Chemie и OMV в Бургхаузене

В Баварии производят химикаты для электронной, автомобильной, пищевой, фармацевтической, упаковочной, мебельной, строительной и агрохимической промышленности, медицины и здравоохранения, включая поликремний, пластмассы, плёнки, пакеты, лакокрасочные изделия, клеи и герметики, трубы и шланги, щёлочи и кислоты, бензин, дизельное и авиационное топливо, биотопливо.
Возле озера Кимзе, в долине рек Зальцах и Инн расположен «Баварский химический треугольник» — крупный центр химической и фармацевтической промышленности; наиболее важными промышленными центрами этого района являются Бургхаузен, Тростберг, Вальдкрайбург и Бургкирхен-ан-дер-Альц. Другими крупными химическими центрами Баварии являются Мюнхен, Ингольштадт, Фобург и Нойштадт.
Основные поставки нефтехимического сырья приходятся на Трансальпийский нефтепровод (Триест — Ингольштадт — Карлсруэ), Центральноевропейский газопровод (Вайдхаус — Герсхайм) и этиленопровод Юг (Мюнхсмюнстер — Людвигсхафен-ам-Райн).
Крупнейшими компаниями отрасли являются:

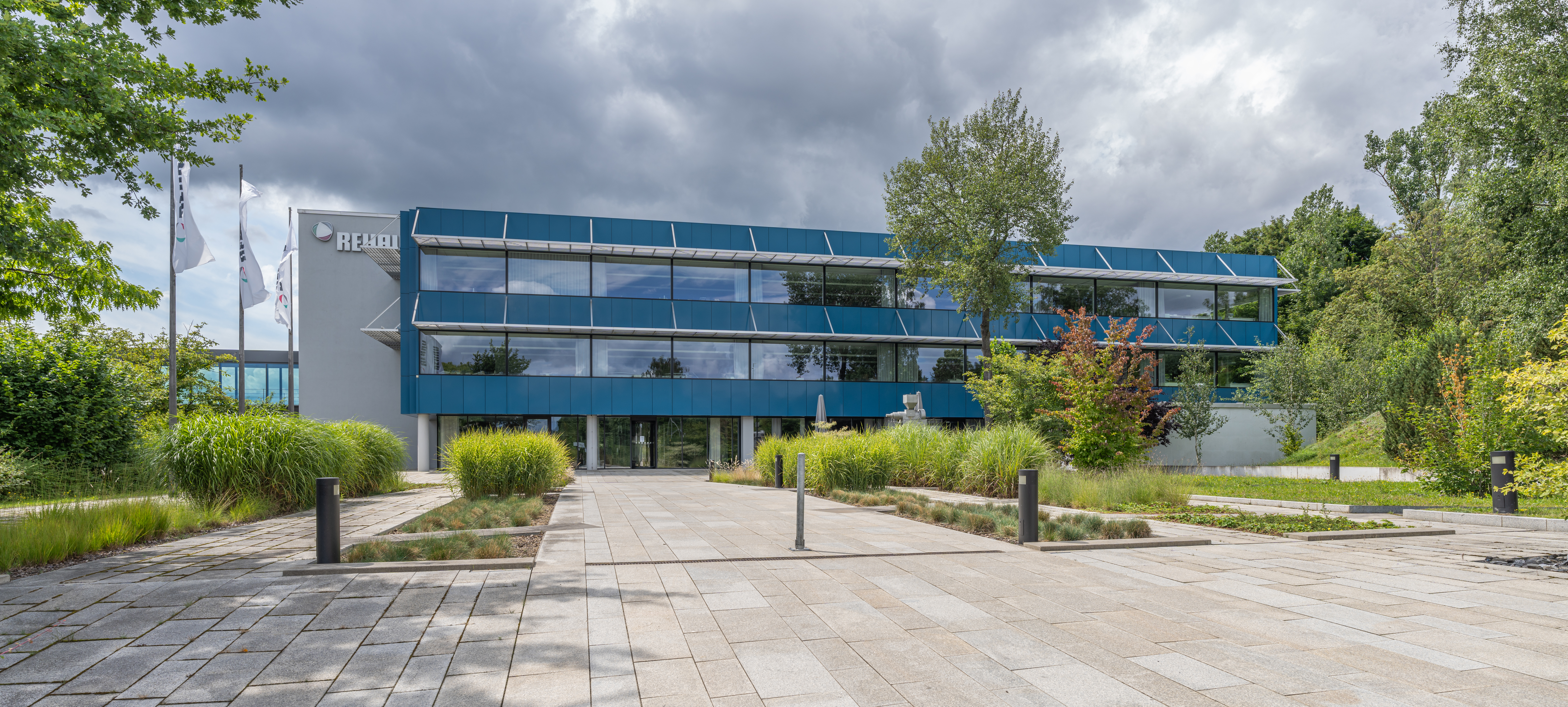
Штаб-квартира Rehau Industries в Реау

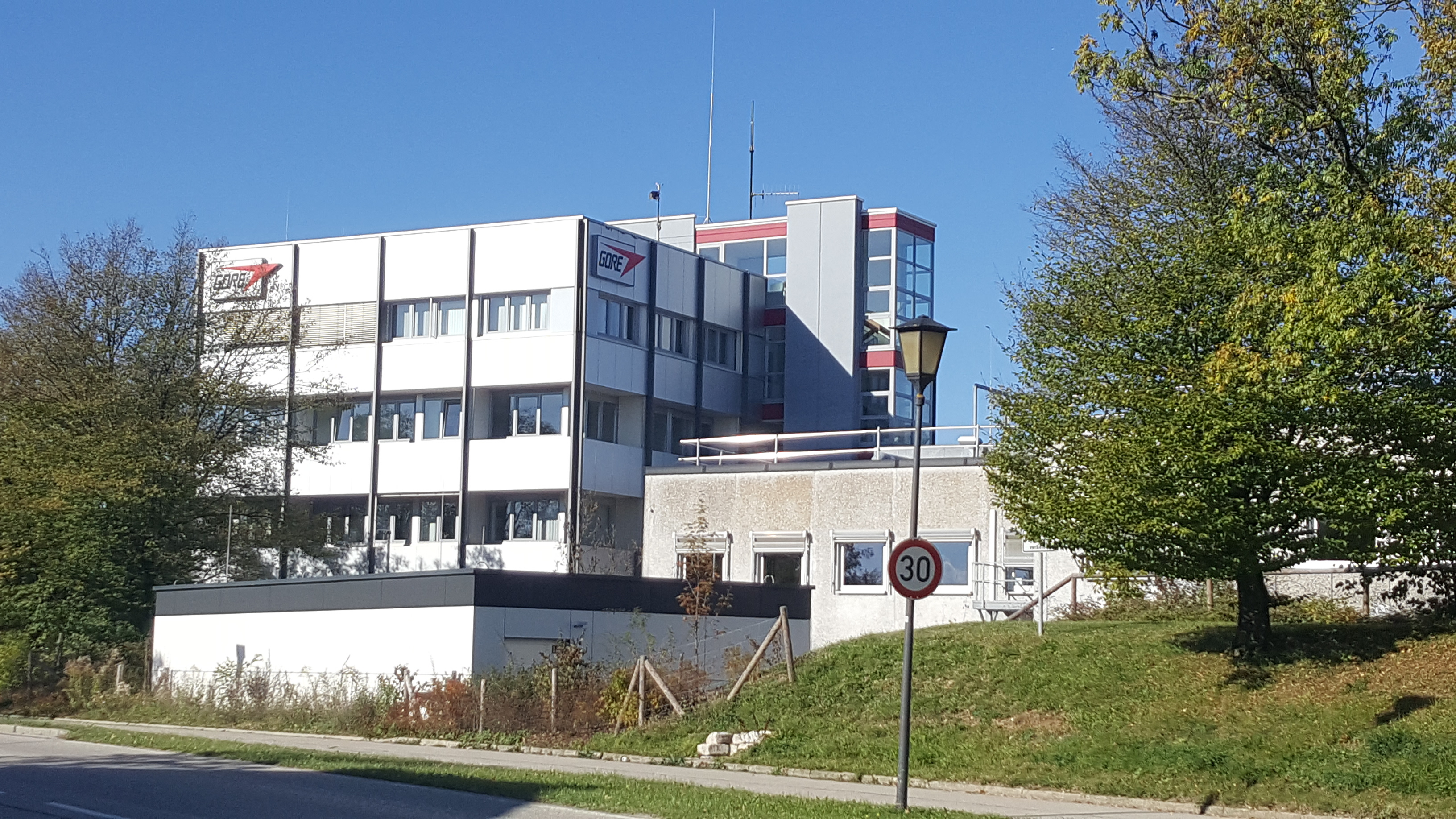
Завод W. L. Gore в Пуцбрунне

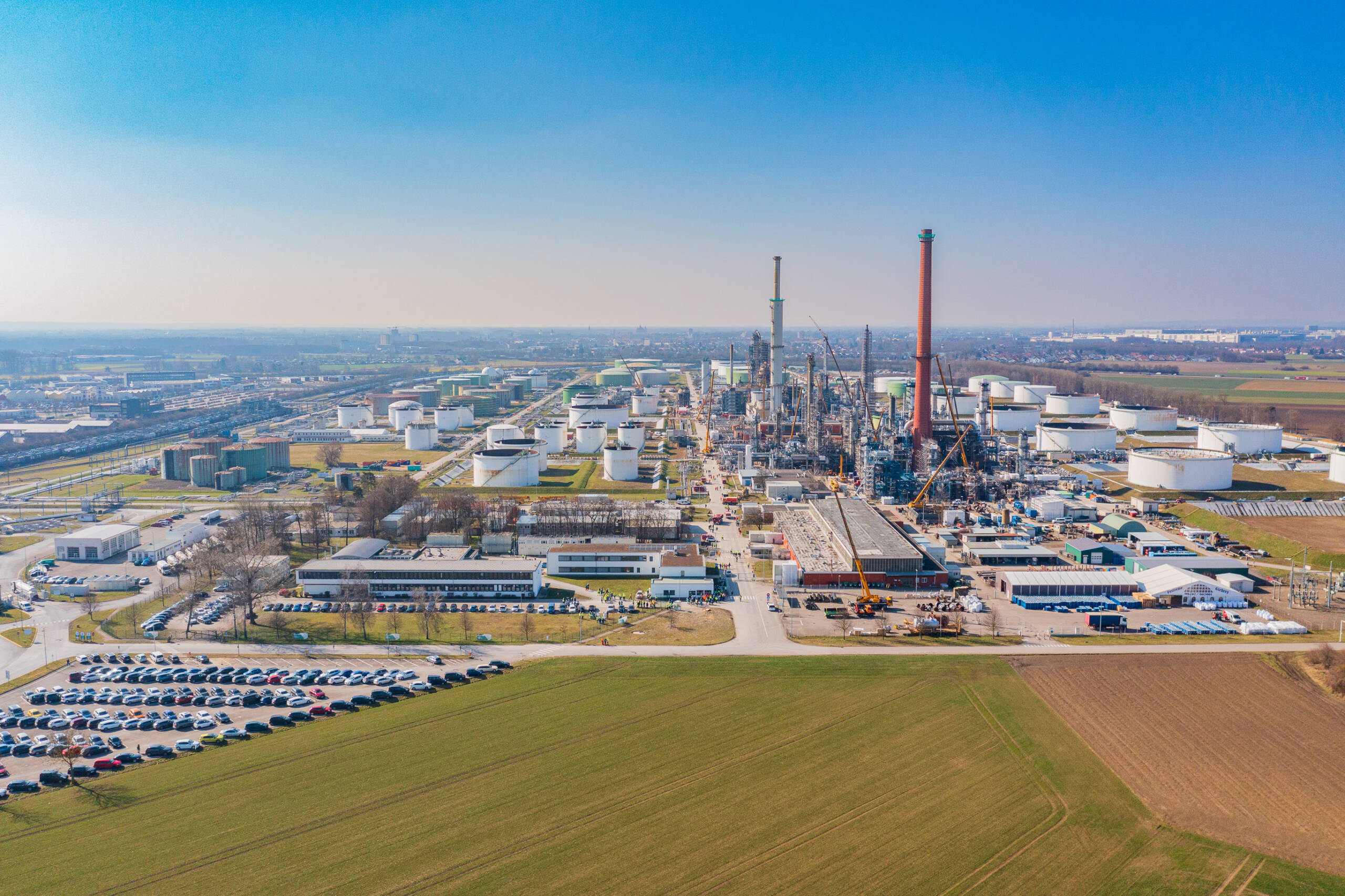
Завод Gunvor Raffinerie в Ингольштадте

- Wacker Chemie (Мюнхен) — силиконовые соединения и поликремний для полупроводниковой промышленности, полимеры для производства клейких материалов, органические соединения для пищевой, фармацевтической и агрохимической промышленности[19].
- Brückner Group[нем.] (Зигсдорф) — упаковочные, пищевые и промышленные плёнки, пластиковые крышки для напитков, медицинские пакеты[116].
- Rehau Industries (Реау) — пластиковые комплектующие для мебельной и строительной отрасли, включая окна, двери, тёплые полы, плинтуса, мебельные фасады, столешницы, стеновые панели, жалюзи, отопительные и водопроводные трубы, садовые шланги.
- Westlake Vinnolit[нем.] (Исманинг) — поливинилхлорид, каустическая сода и тетрахлорид олова[117].
- Klüber Lubrication[нем.] (Мюнхен) — смазочные материалы и восковые покрытия, включая трансмиссионные масла и смазочные аэрозоли[118].
- W. L. Gore & Associates[англ.] (Пуцбрунн) — мембранные ткани, уплотнительные материалы, защитные покрытия для кабелей и фильтры[119].
- PRUNA Betreiber (Грюнвальд) — коксохимические и нефтепродукты[120].
- MHM Holding[нем.] (Кирххайм-бай-Мюнхен) — полиграфические краски, тонеры и специальные химикаты, включая пигменты, смолы и клеи[121].
- Fränkische Group[нем.] (Кёнигсберг-ин-Байерн) — пластиковые гофрированные и гладкие трубы, а также пластиковые коробы для кабелей[122].
- Karl Bachl Fertigbau[нем.] (Рёрнбах) — пластмассы и упаковочные плёнки[123].
- Kraiburg Holding[нем.] (Вальдкрайбург) — резиновые термопластичные смеси[124].
- Bayernoil Raffinerie[нем.] (Фобург-ан-дер-Донау) — пропан, бутан, бензин, керосин, дизельное топливо, мазут, битум и сера.
  - Raffinerie Vohburg (Фобург-ан-дер-Донау)
  - Raffinerie Neustadt an der Donau (Нойштадт-ан-дер-Донау)
- Alzchem[нем.] (Тростберг) — азотные удобрения, пестициды и кормовые добавки, а также порошковый нитрид кремния для промышленности[125].
- SGL Carbon[нем.] (Майтинген) — графитовые и углеродные материалы, стекло- и углепластики.
- Gunvor Raffinerie Ingolstadt[нем.] (Ингольштадт) — бензин, дизельное и авиационное топливо, пропан, бутан, пропилен, мазут и сера.
- OMV Deutschland / Raffinerie Burghausen[нем.] (Бургхаузен) — керосин, дизельное топливо, мазут, сера, нефтяной кокс, этилен, пропилен и бензол.
- Heinz-Glas & Plastics Group[нем.] (Теттау) — пластиковая тара, включая колпачки и крышки[126].
- BayWa (Мюнхен) — биотопливо.

### Фармацевтика и биотехнологии

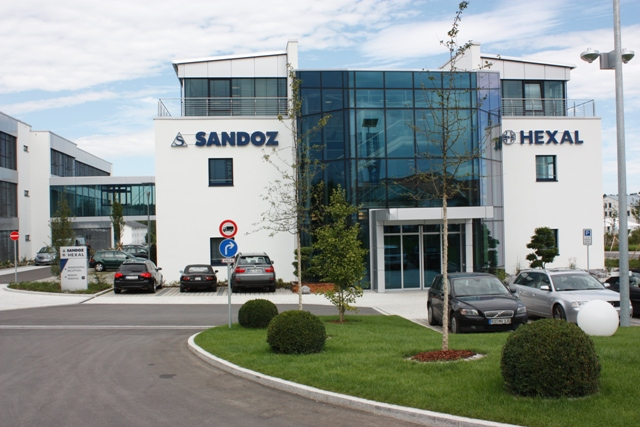
Штаб-квартира Hexal в Хольцкирхене

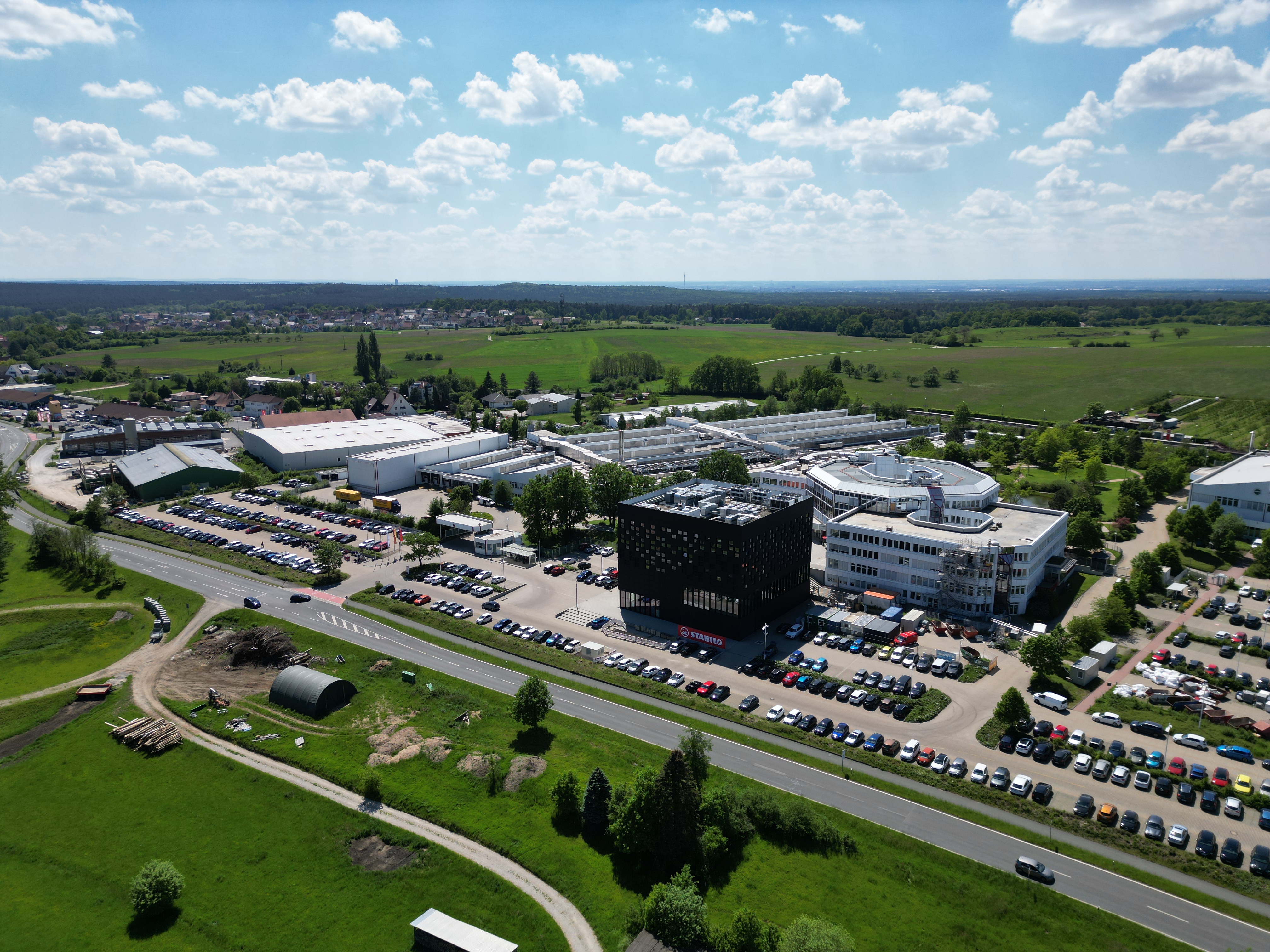
Штаб-квартира Schwanhäußer Industrie Holding в Херольдсберге

Бавария является крупным центром фармацевтической промышленности Германии. Здесь производят широкий спектр лекарств и вакцин, включая препараты против сердечно-сосудистых, онкологических, гематологических, инфекционных, респираторных, метаболических, аутоиммунных и неврологических заболеваний. Среди компаний, присутствующих в Баварии, доминируют иностранные фармацевтические гиганты, доля немецкого капитала относительно небольшая. Крупнейшими компаниями отрасли являются:
- Novartis Pharma (Нюрнберг) — онкологические, гематологические, сердечно-сосудистые, метаболические, иммунологические, инфекционные, неврологические, респираторные и дерматологические препараты, средства глазной терапии, лекарства против генных болезней[128].
- MSD Sharp & Dohme (Мюнхен) — онкологические, сердечно-сосудистые и инфекционные препараты, вакцины и ветеринарные препараты[129].
- Bristol Myers Squibb (Мюнхен) — препараты для лечения сердечно-сосудистых, онкологических, иммунологических, воспалительных и метаболических заболеваний, болезней суставов и нервной системы, а также анальгетики и антикоагулянты[130].
- GlaxoSmithKline Beteiligungs (Мюнхен) — препараты для лечения сахарного диабета, респираторных заболеваний и онкологии, а также вакцины[131].
- Sandoz Deutschland (Нюрнберг) — препараты для лечения  инфекционных, дерматологических, респираторных и онкологических заболеваний.
  - Sandoz Pharmaceuticals (Хольцкирхен)[132]
  - Hexal[нем.] (Хольцкирхен)
- Dermapharm (Грюнвальд) — дерматологические и аллергологические препараты, диетические добавки[133].
- Amgen (Мюнхен) — препараты для лечения рака, воспалительных и аутоиммунных заболеваний[134].
- Aenova Group[нем.] (Штарнберг) — фармацевтические препараты и биологически активные добавки на контрактной основе[135].
- Daiichi Sankyo (Пфаффенхофен-ан-дер-Ильм) — препараты для лечения сердечно-сосудистых заболеваний и рака.
- Roche Diagnostics (Пенцберг) — диагностические и генно-терапевтические средства.
- Astellas Pharma (Мюнхен) — урологические, дерматологические, противоинфекционные и болеутоляющие препараты[136].
- Haleon Germany[англ.] (Мюнхен) — зубная паста, болеутоляющие препараты и витамины[137].

### Парфюмерия и косметика
- Schwanhäußer Industrie Holding (Херольдсберг) — карандаши для бровей, подводки для ресниц, помады[138].

## Пищевая промышленность

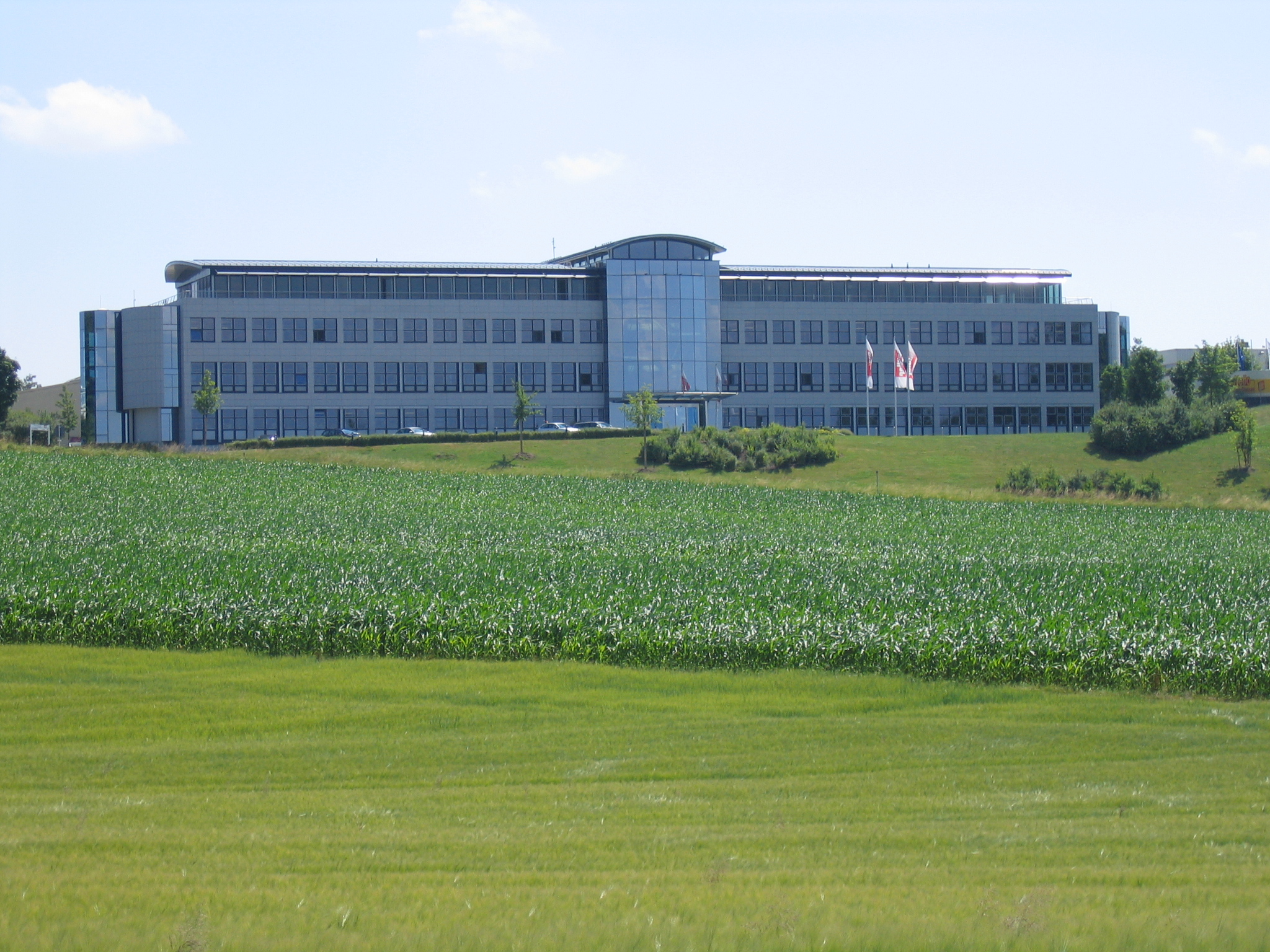
Штаб-квартира Müller в Фишахе

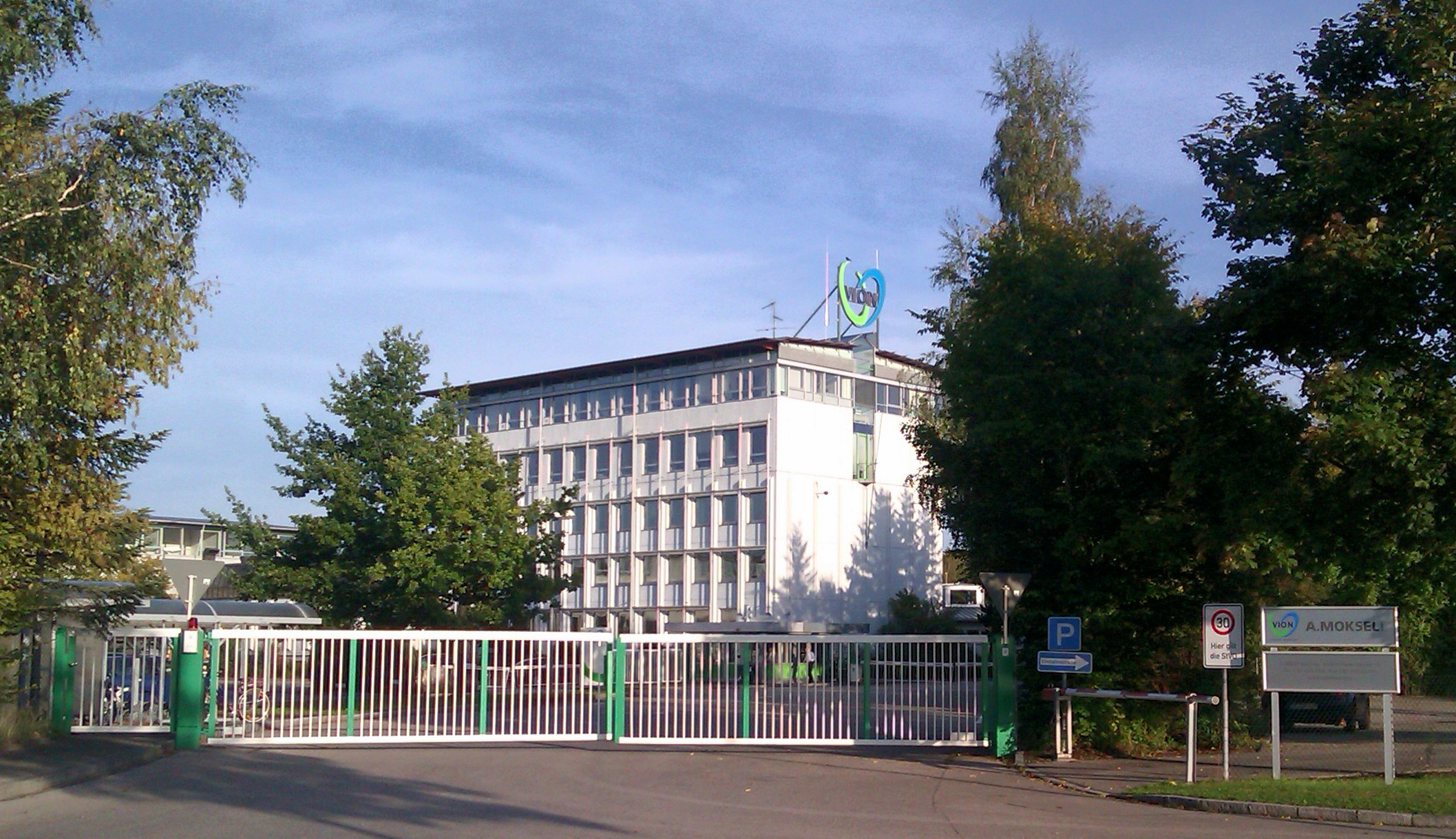
Мясокомбинат Vion в Бухлоэ

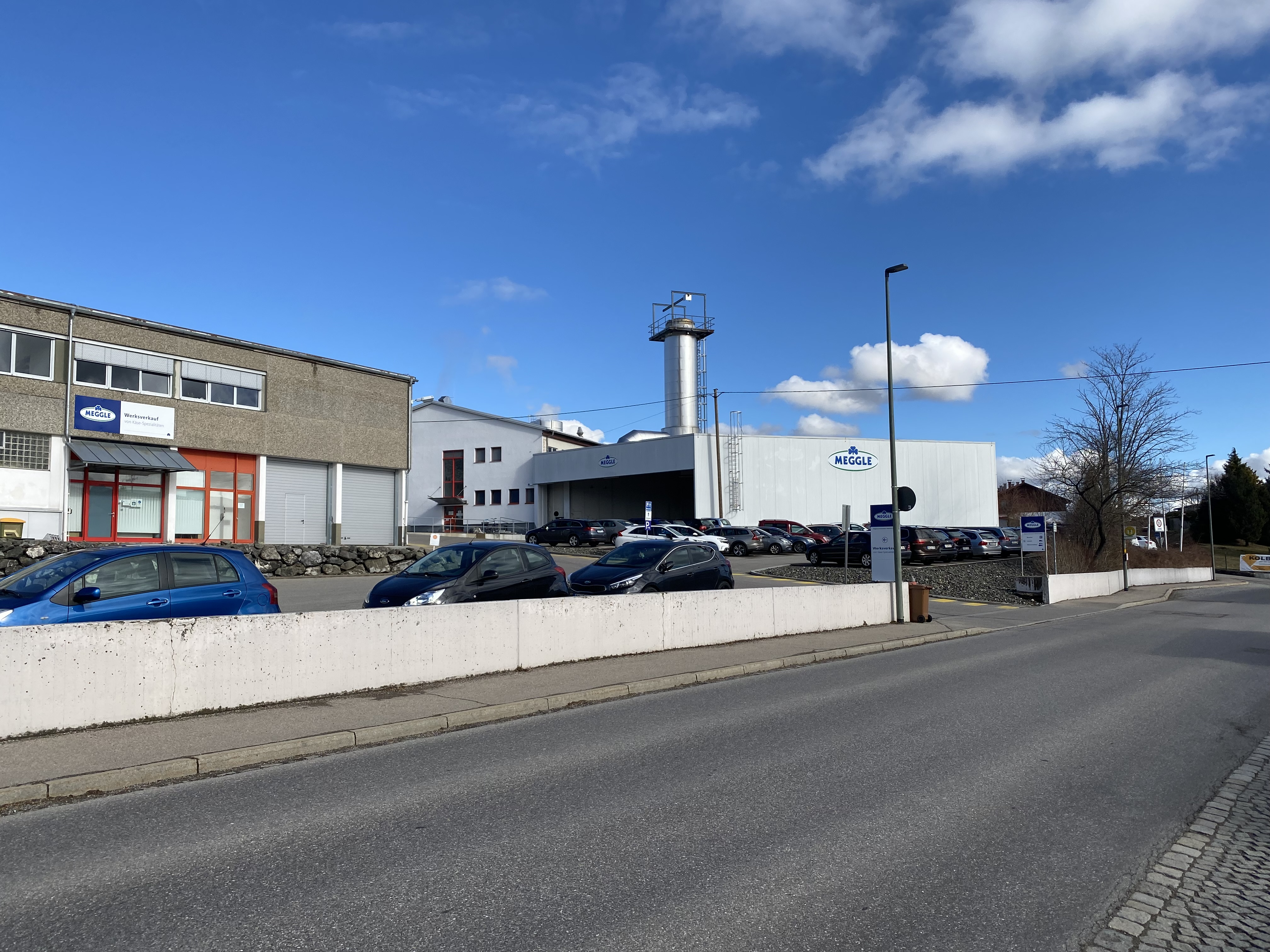
Сыроварня Meggle в Альтусриде

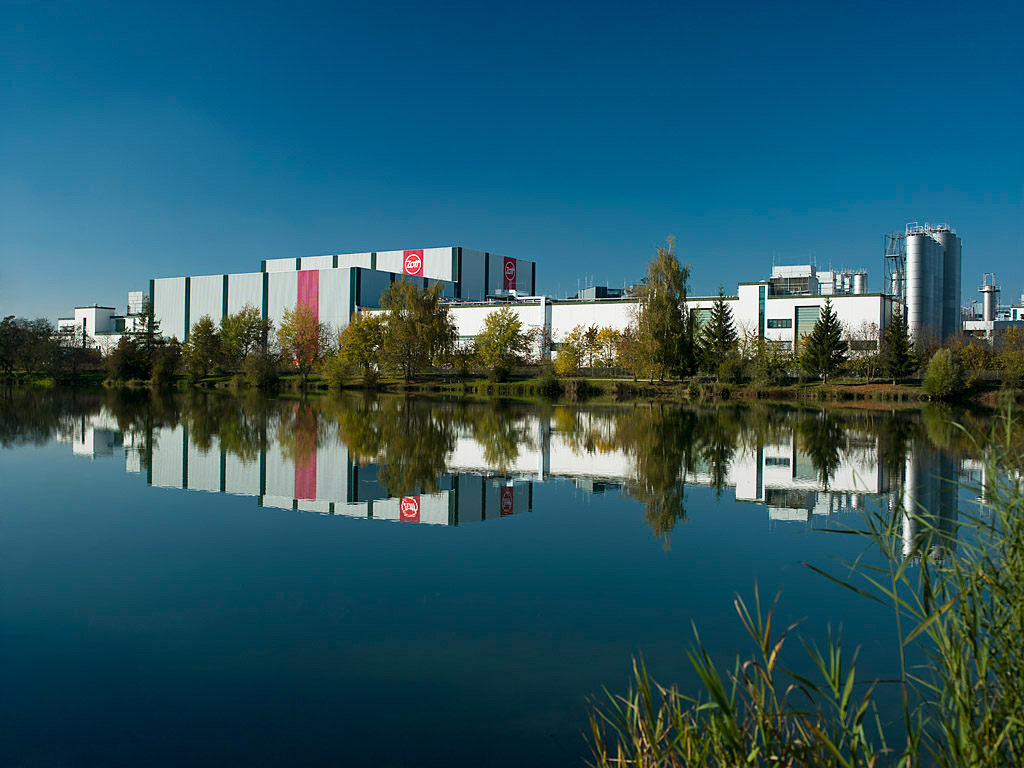
Молочный завод Zott в Мертингене

Важное значение в агропромышленном секторе Баварии играет переработка пшеницы, ячменя, хмеля, говядины, свинины, курятины и молока. Пищевые предприятия Баварии производят молочные продукты (йогурты, сыры, молочные напитки, масло и сливки), мясные продукты (колбасы, сосиски, ветчину), хлебобулочные и кондитерские изделия, солод, пиво, прохладительные напитки и комбикорма.
Крупнейшими компаниями отрасли являются:
- Unternehmensgruppe Theo Müller[англ.] (Фишах) — йогурты, молоко и молочные напитки, сливочное масло, сухое молоко и рисовые пудинги[139].
  - Molkerei Alois Müller (Фишах) — молочные и фруктовые напитки, йогурт, сливки и десерты[140].
- Hochland (Хайменкирх) — плавленые и твёрдые сыры, сырные намазки и спреды[141].
- OSI Foods[англ.] (Герстхофен) — котлеты, сосиски, бекон, стейки, рулеты, курятина, хот-доги, пицца и салаты для ресторанов и супермаркетов[142].
- Vion Beef (Бухлоэ) — мясные продукты[143].
- Meggle Group (Вассербург-ам-Инн) — молоко, йогурты, сливки, сливочное масло, сыры, протеины, фармацевтическая лактоза и багеты[144].
- Zott (Мертинген) — сыры, йогурты, молочные напитки, сливки и десерты[145].
- Ehrmann (Обершёнегг) — йогурты, молочные напитки, сыры, пудинги и десерты[146].
- Bayernland[нем.] (Нюрнберг) — сыры, молоко, йогурт и сливочное масло[147].
- Paulaner Brauerei Gruppe[нем.] (Мюнхен) — пиво и прохладительные напитки[148].
  - Paulaner Brauerei (Мюнхен) — пиво и пивные коктейли.
  - Auerbräu[нем.] (Розенхайм) — пиво и прохладительные напитки.
  - Weißbierbrauerei Hopf[нем.] (Мисбах) — пиво.
  - Kulmbacher Brauerei[нем.] (Кульмбах) — пиво.
  - Scherdel Bier[нем.] (Хоф) — пиво.
  - Würzburger Hofbräu[нем.] (Вюрцбург) — пиво.
  - Fürstliche Brauerei (Регенсбург) — пиво.
- Privatmolkerei Bechtel[нем.] (Шварценфельд) — сыры и молоко[149].
- Goldsteig Käsereien Bayerwald[нем.] (Кам) — сыры, сливки, сливочное масло, лактоза и сухая сыворотка[150].
- Ireks[нем.] (Кульмбах) — пищевые ингредиенты для выпечки, кондитерских изделий и мороженого, ароматизаторы и пивной солод[151].
- J. Bauer[нем.] (Вассербург-ам-Инн) — молоко, йогурты, молочные напитки, сыры, десерты, мюсли и салаты[152].
- Milchwerk Jäger[нем.] (Хаг-ин-Обербайерн) — сыры и сливочное масло.
- Bayerische Milchindustrie[нем.] (Ландсхут) — молоко, йогурты, сыры, сухое молоко и сывороточный порошок[153].
- Wolf Essgenuss[нем.] (Швандорф) — колбасы, сосиски и паштеты.
- Rapunzel Naturkost[нем.] (Легау) — органические продукты, включая растительные масла, ингредиенты для выпечки, закуски, макаронные изделия, сухофрукты и орехи[154].
- Raps[нем.] (Кульмбах) — пищевые ингредиенты и добавки, включая специи, душистые травы, соусы и маринады.
- Vinzenz Murr Vertriebs[нем.] (Мюнхен) — колбасы и ветчина, включая салями[155].
- Trolli[нем.] (Фюрт) — кондитерские изделия, включая жевательные конфеты.
- Rola[нем.] (Роттенбург-ан-дер-Лабер) — ликёры, джин, виски, водка, бренди, коньяк, ром и слабоалкогольные коктейли[156].

## Текстильная, швейная и обувная промышленность

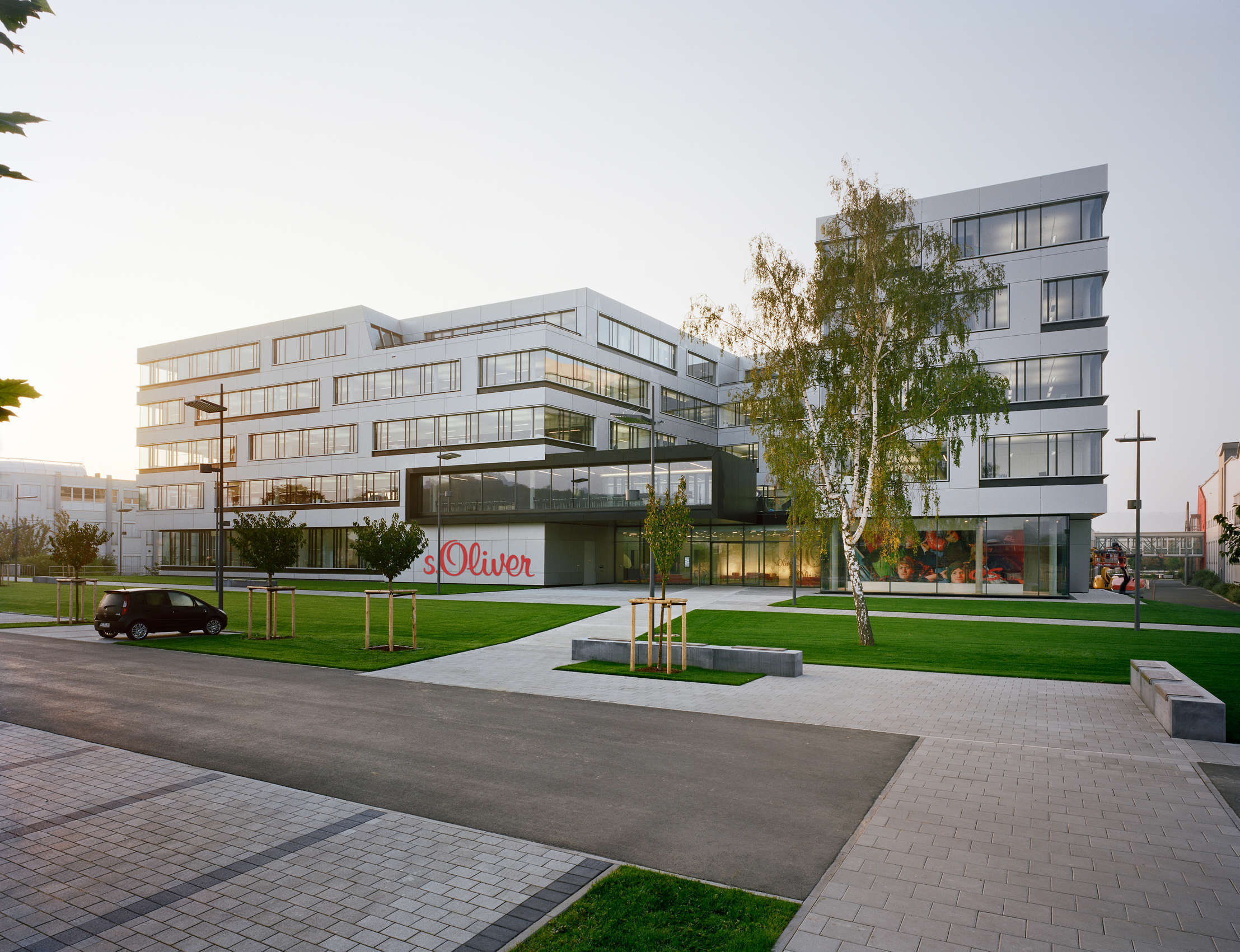
Штаб-квартира S.Oliver в Роттендорфе

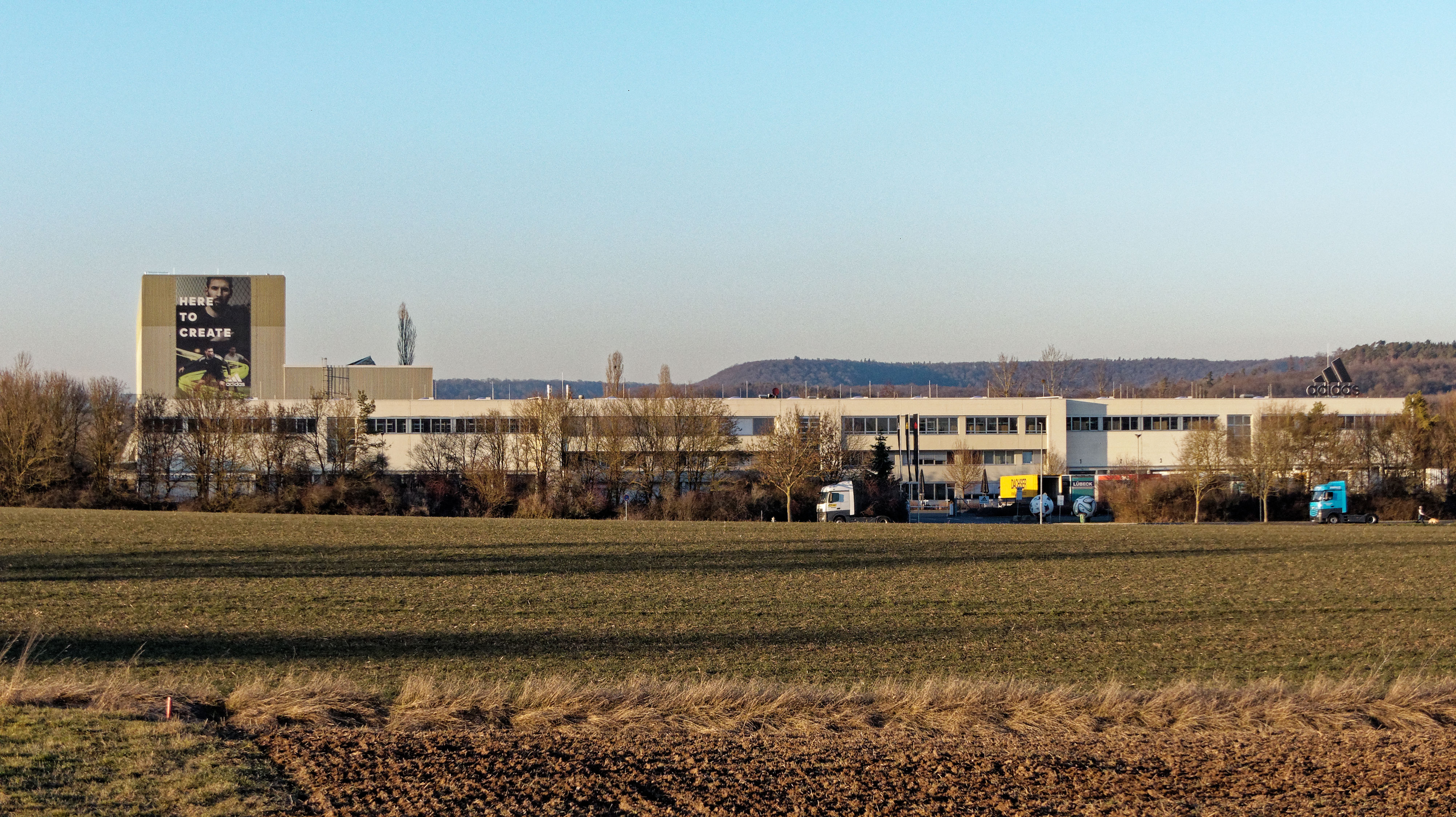
Фабрика Adidas в Шайнфельде

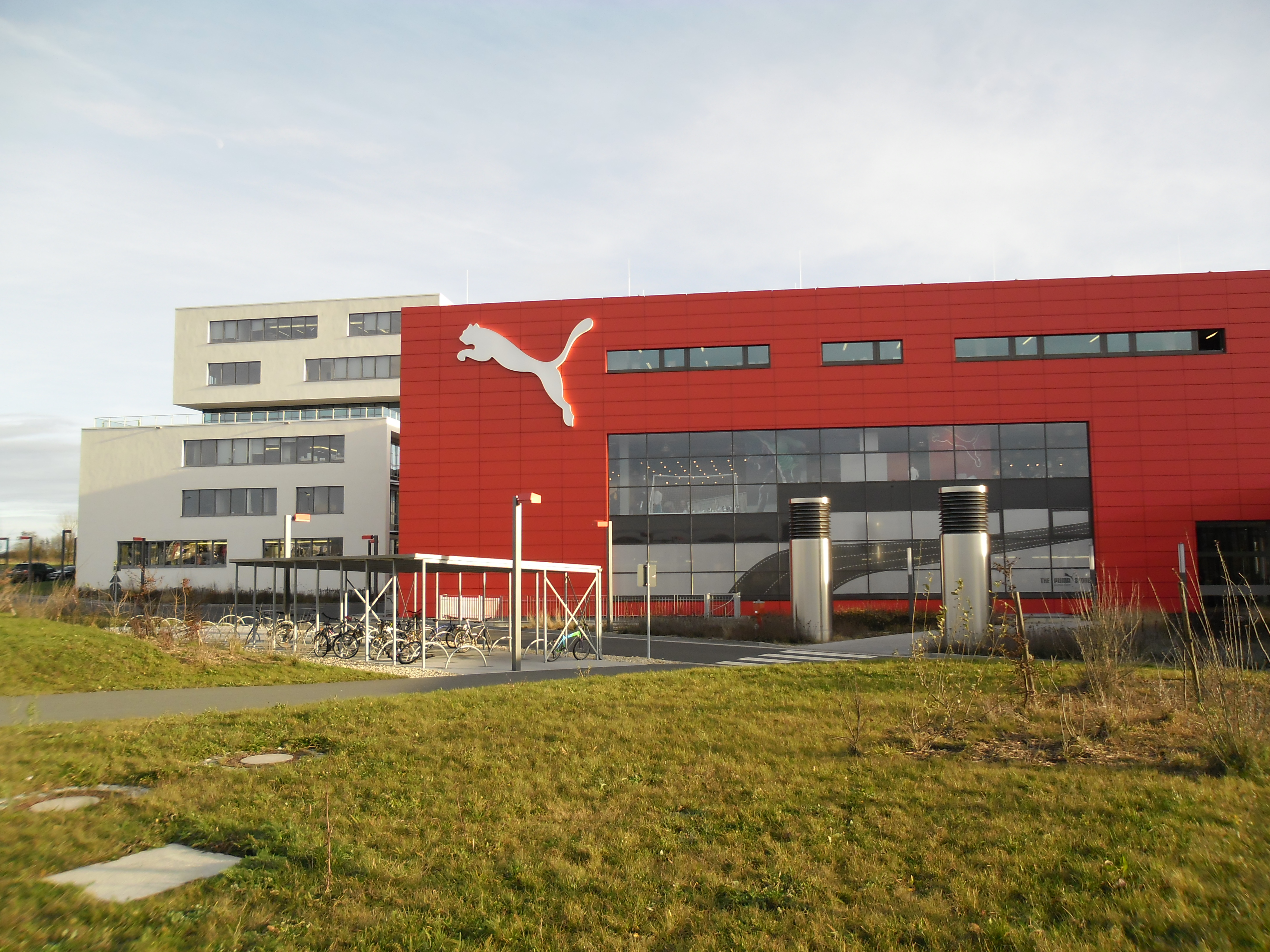
Фабрика Puma в Херцогенаурахе

В Баварии базируются крупные производители одежды, обуви и аксессуаров, в том числе спортивной и повседневной одежды. Однако большая часть фабрик по выпуску тканей и подошв, пошиву одежды и обуви была перенесена за рубеж, в Баварии сохранились преимущественно дизайнерские и маркетинговые отделы, а также высокотехнологические цеха закроя и опытных моделей. Основную массу продукции баварские модные бренды заказывают в Турции, Китае, Вьетнаме, Индии, Бангладеш и Пакистане. 
Крупнейшими компаниями отрасли являются:
- Adidas (Херцогенаурах) — спортивная одежда, обувь, аксессуары и инвентарь, включая кроссовки, головные уборы, щитки, сумки и мячи[10].
- Puma (Херцогенаурах) — спортивная одежда, обувь, аксессуары и инвентарь[15].
- S.Oliver (Роттендорф) — повседневная одежда и обувь, нижнее бельё, пляжная одежда, а также аксессуары (сумки, бижутерия, парфюмерия и очки)[157].
- Escada (Ашхайм) — женская и детская одежда, обувь и аксессуары (сумки, очки, часы, ювелирные изделия и парфюмерия)[158].
- Uvex Winter Holding (Фюрт) — рабочая спецодежда и обувь, пожарные комбинезоны, а также защитные каски, маски, очки, наушники и перчатки[159].
- Medi (Байройт) — медицинский компрессионный трикотаж и ортопедические изделия, включая чулки, колготы, бандажи, корсеты, стельки и протезы[160].
- Marc O’Polo[нем.] (Штефанскирхен) — повседневная одежда, обувь и аксессуары (сумки)[161].
- More & More[англ.] (Штарнберг) — женская одежда, обувь и аксессуары[162].
- Regent[англ.] (Вайсенбург-ин-Байерн) — мужская одежда, включая костюмы и аксессуары.

## Производство стройматериалов

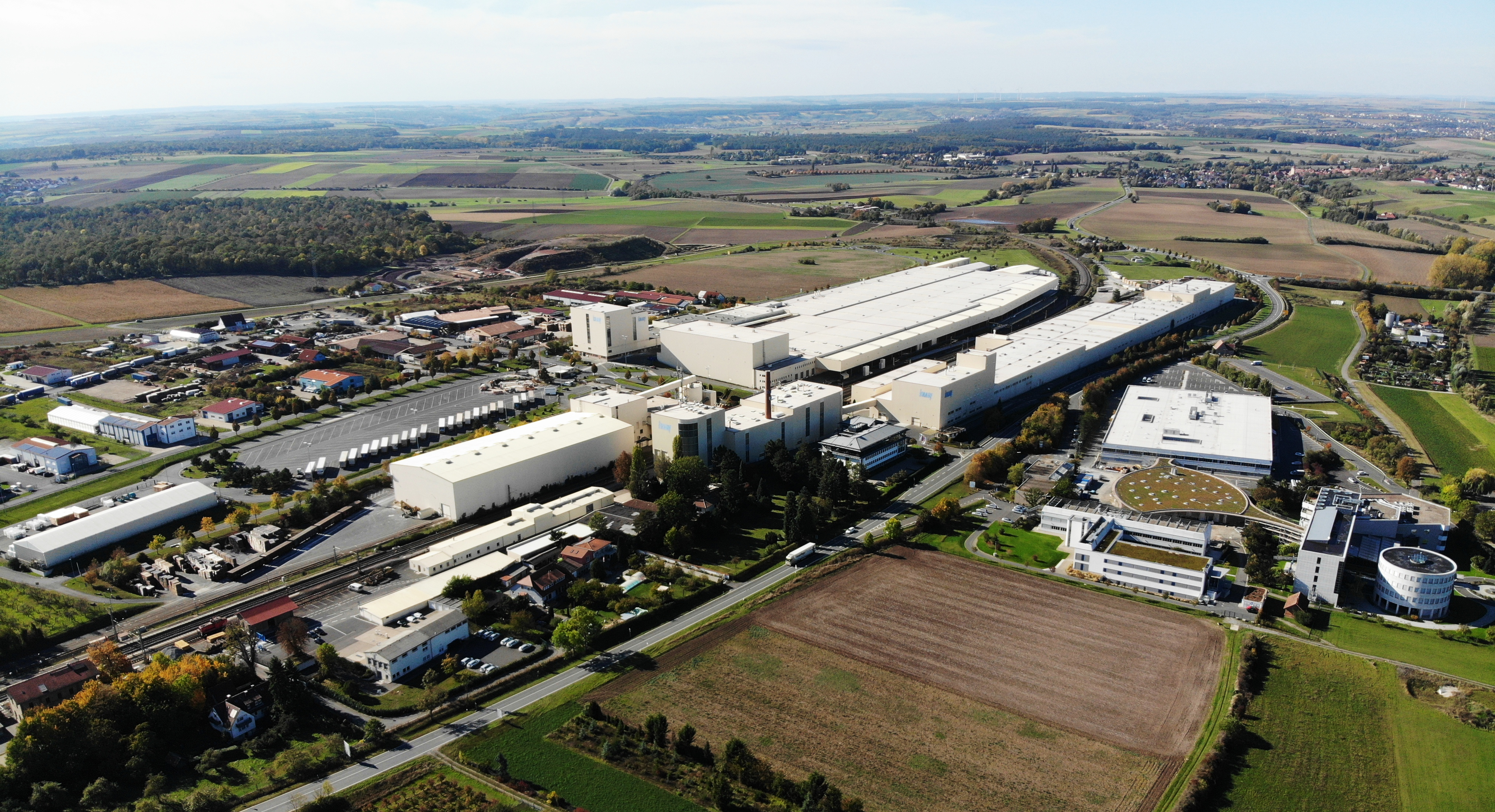
Завод стройматериалов Knauf в Ипхофене

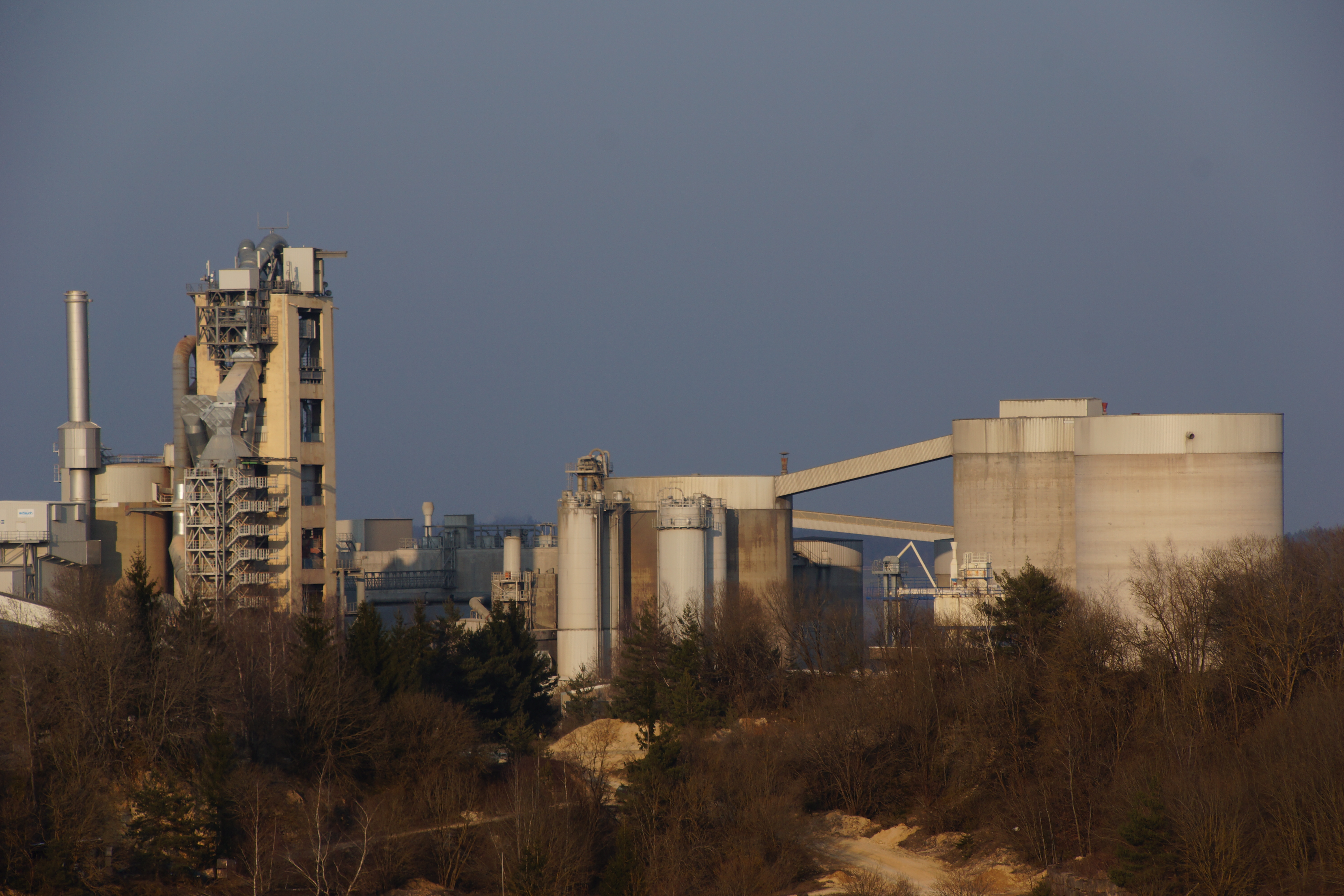
Цементный завод в Зольнхофене

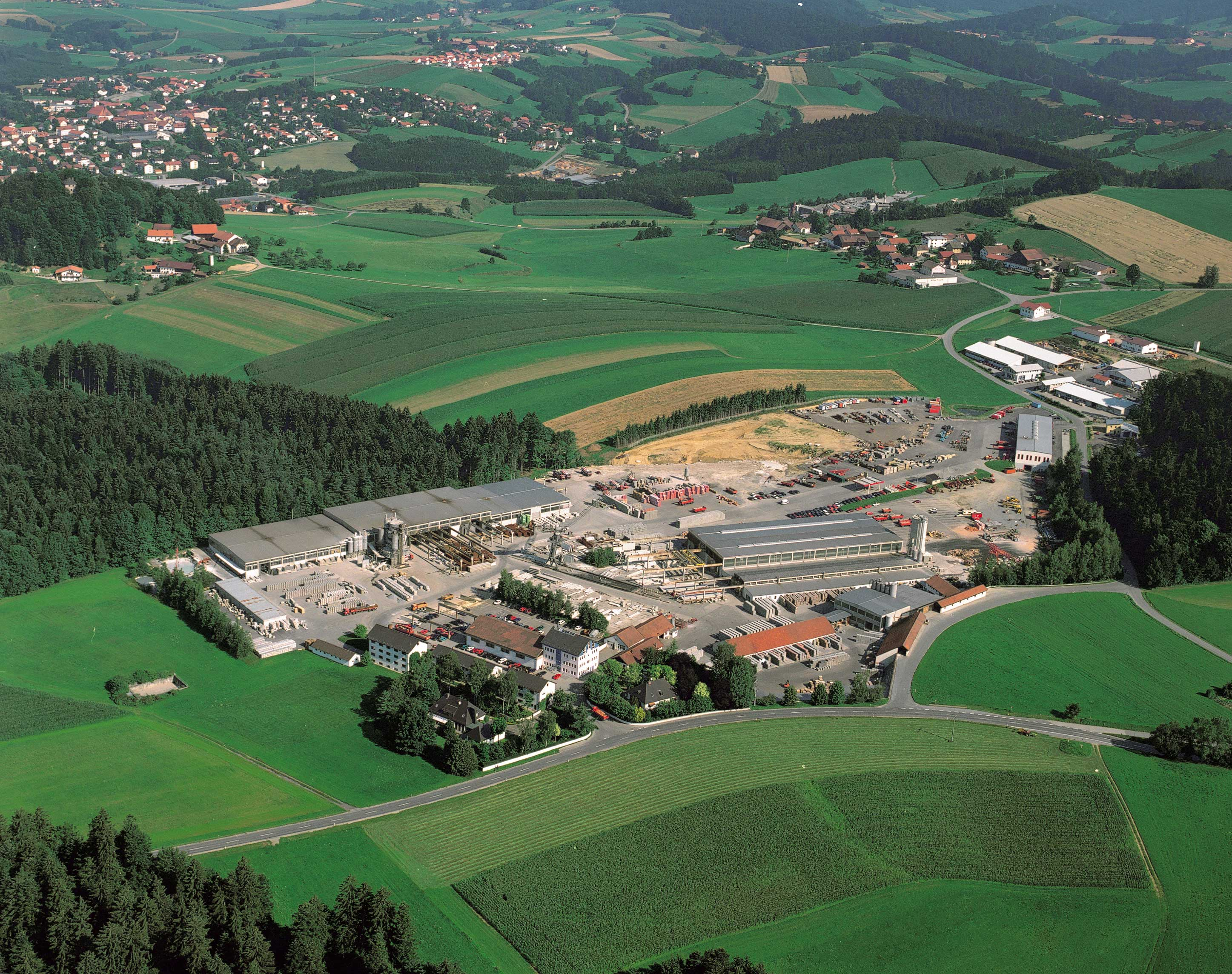
Завод Karl Bachl в Рёрнбахе

В Баварии производят цемент, бетон, железобетонные изделия, асфальт, кирпичи, черепицу, гипсокартонные плиты, подвесные потолки, сухие штукатурки, гидроизоляционные материалы, тепло- и звукоизоляционные материалы, крепёжные изделия, трубы и сантехнику.
Крупнейшими компаниями отрасли являются:
- Knauf Gips (Ипхофен) — гипсокартонные и гипсоволокнистые плиты, подвесные потолки, сухие штукатурки, тепло- и звукоизоляционные материалы[163].
- Peri (Вайсенхорн) — материалы для герметизации и гидроизоляции, крепёжные изделия, включая анкеры.
- Refratechnik Holding[нем.] (Исманинг) — огнеупорные кирпичи и растворы[164].
- Karl Bachl Fertigbau[нем.] (Рёрнбах) — строительные и изоляционные материалы, включая сборные конструкции, окна и двери, бетонные блоки[123].
- Südbayerisches Portland-Zementwerk (Рордорф) — цемент, бетон, железобетонные изделия, песок и гравий[165].
- Arbonia Deutschland[нем.] (Платтлинг) — межкомнатные двери[166].
- Fixit Gruppe[нем.] (Фрайзинг) — кирпичи, растворы, грунтовки, штукатурки, стяжки, теплоизоляционные и напольные материалы, краски и лаки[167].
- Berger Holding[нем.] (Пассау) — цемент и бетон.

## Металлургия и металлообработка

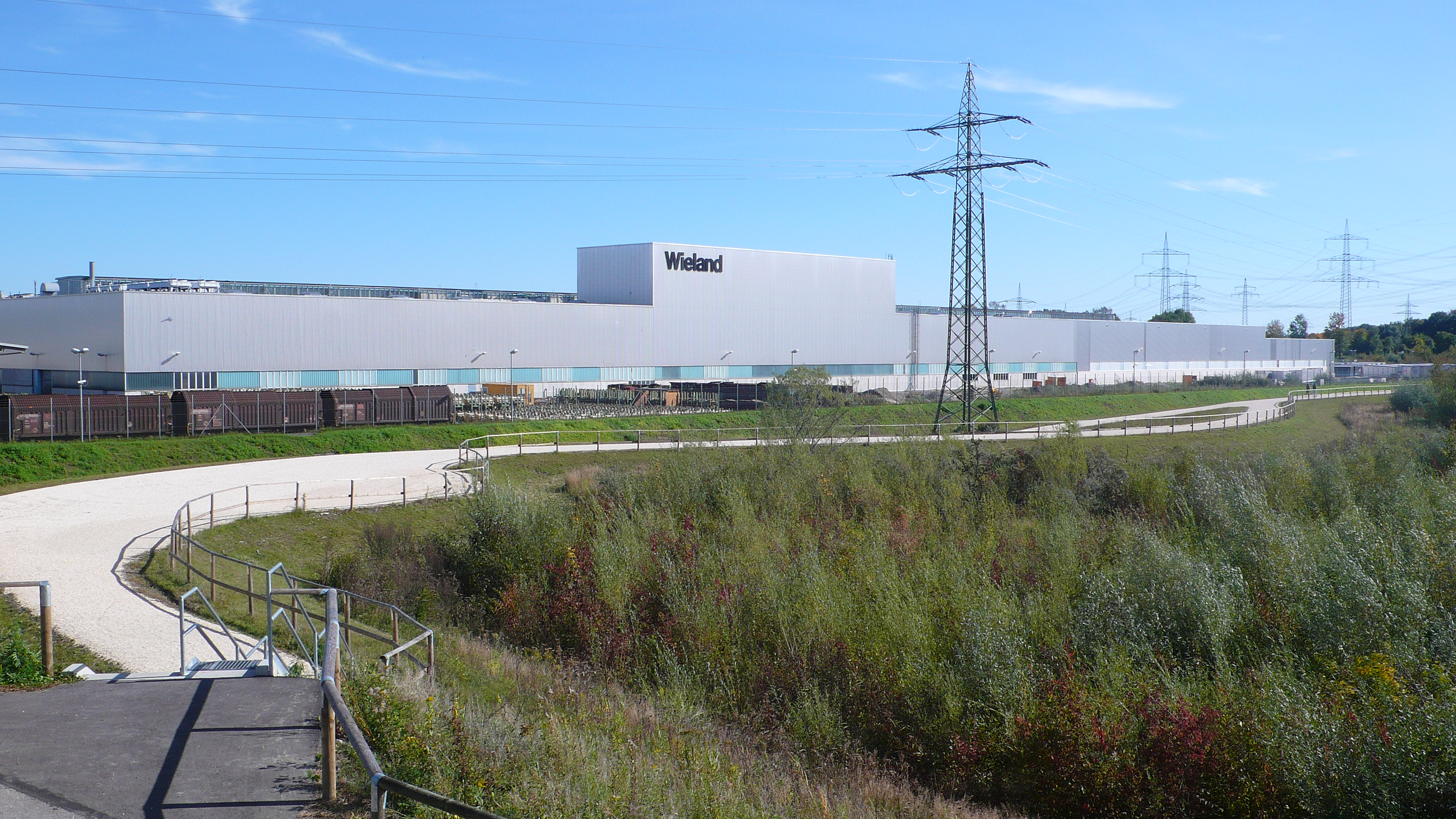
Медный завод Wieland в Фёрингене

Большая часть старых металлургических и металлообрабатывающих заводов закрылась из-за роста цен на энергоносители, ужесточения экологических норм и наплыва дешёвой зарубежной стали (по состоянию на 2025 год в Баварии работал единственный сталелитейный завод в городе Майтинген возле Аугсбурга). Сохранились небольшие высокотехнологические компании, выпускающие сложную продукцию для строительной отрасли, автомобильной, электронной, химической и полиграфической промышленности.
- Diehl Metall[нем.] (Рётенбах-ан-дер-Пегниц) — кованные, штампованные и прессованные детали и компоненты из стали и сплавов, композитные системы из металла и пластика для электроники и автомобилей, а также металлические покрытия, трубы и профили[168].
- Fränkische Group[нем.] (Кёнигсберг-ин-Байерн) — стальные и композитные трубы, в том числе для автомобильных систем охлаждения[169].
- Feintool Holding[нем.] (Байройт) — штампованные детали для электротехнической и автомобильной промышленности, ветровой энергетики.
- Leonhard Kurz Stiftung[нем.] (Фюрт) — фольга для горячего тиснения[105].
- Lech-Stahlwerke[нем.] (Майтинген) — стальная продукция, включая блюмы, арматуру и круглый прокат[170].
- Scherdel[нем.] (Марктредвиц) — пружины, поршневые кольца и другие металлические детали[171].
- Wieland Gruppe?! (Фёринген) — медь и медные сплавы.

## Деревообрабатывающая и бумажная промышленность

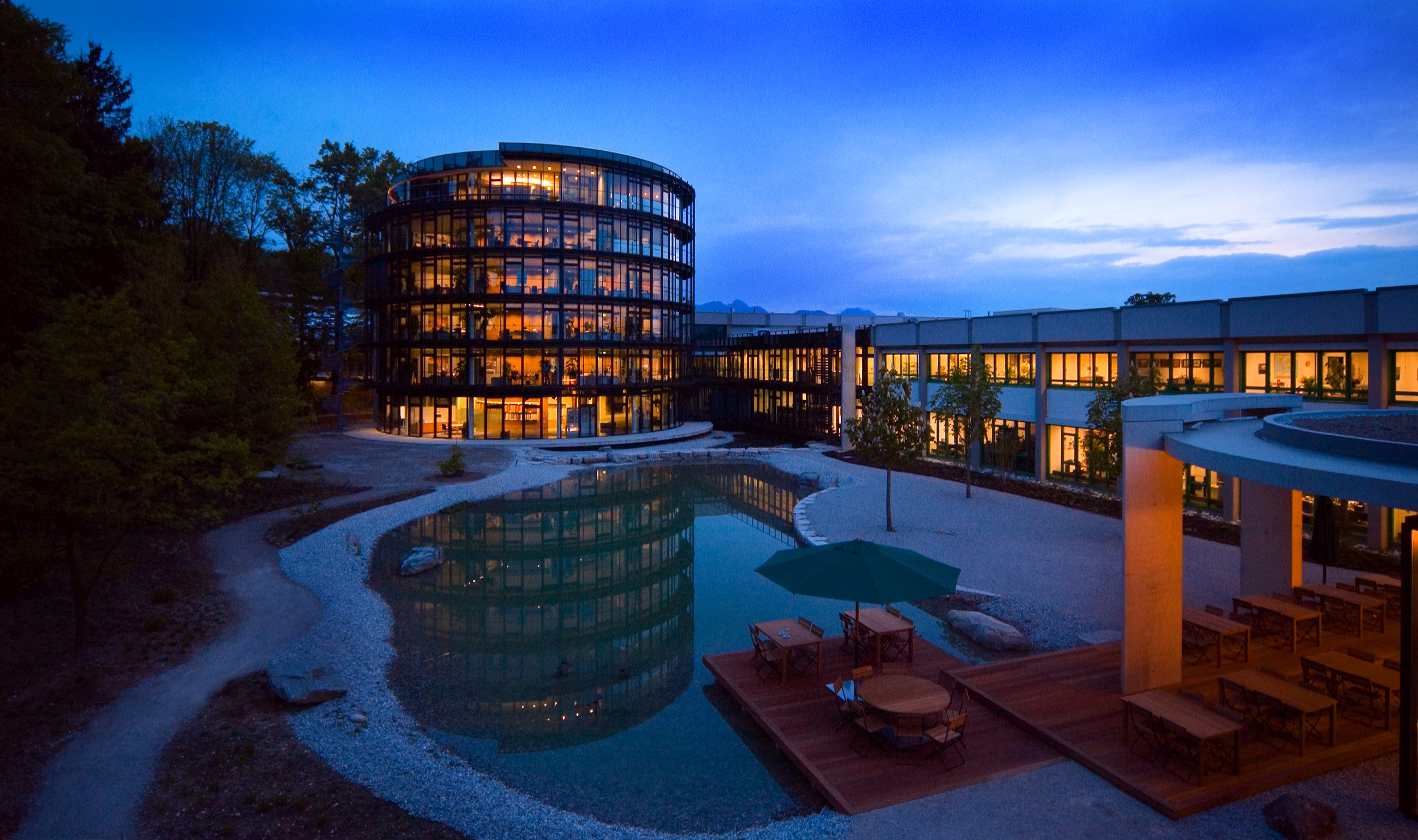
Штаб-квартира Schattdecor в Рордорфе

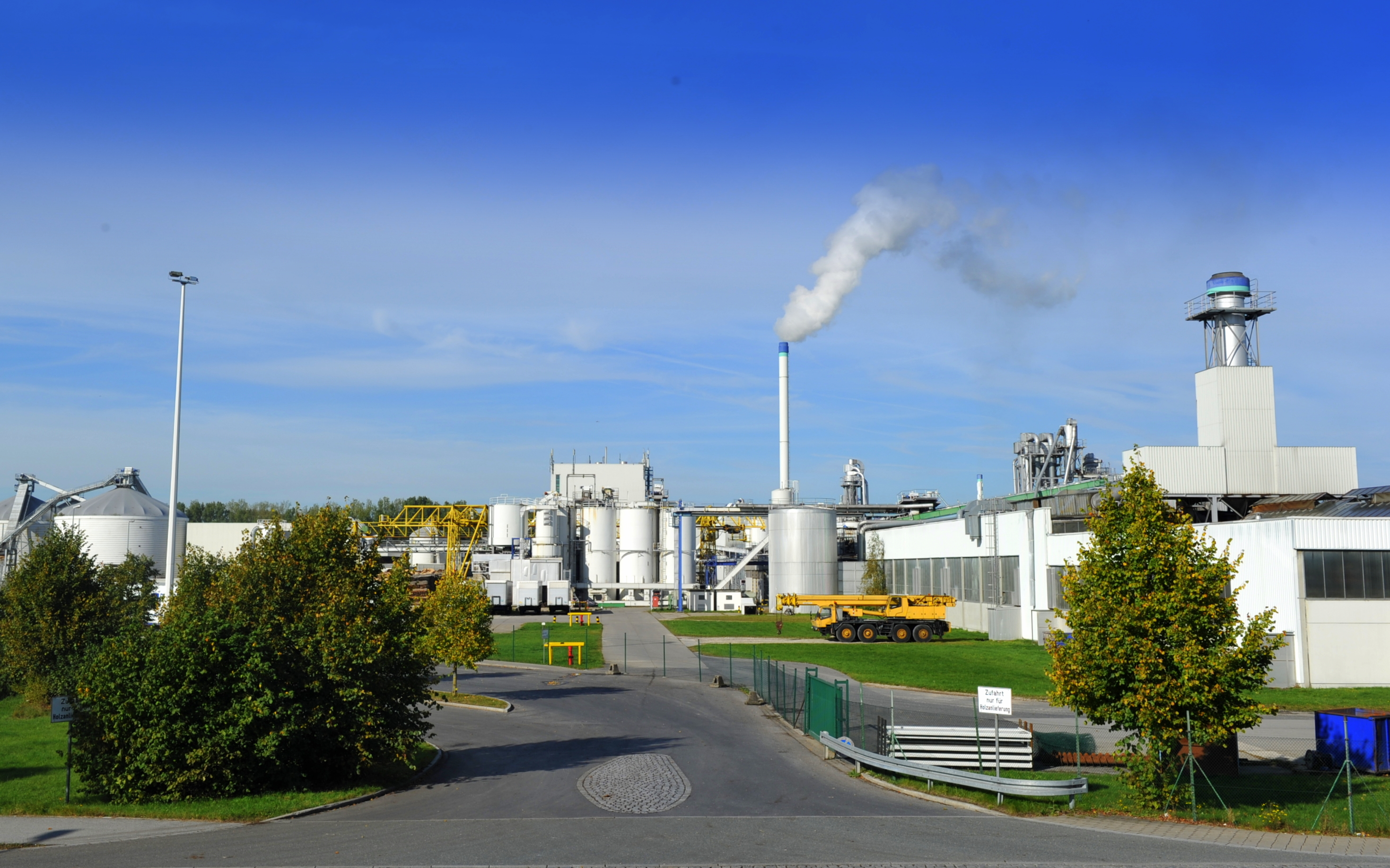
Завод Pfleiderer в Ноймаркте

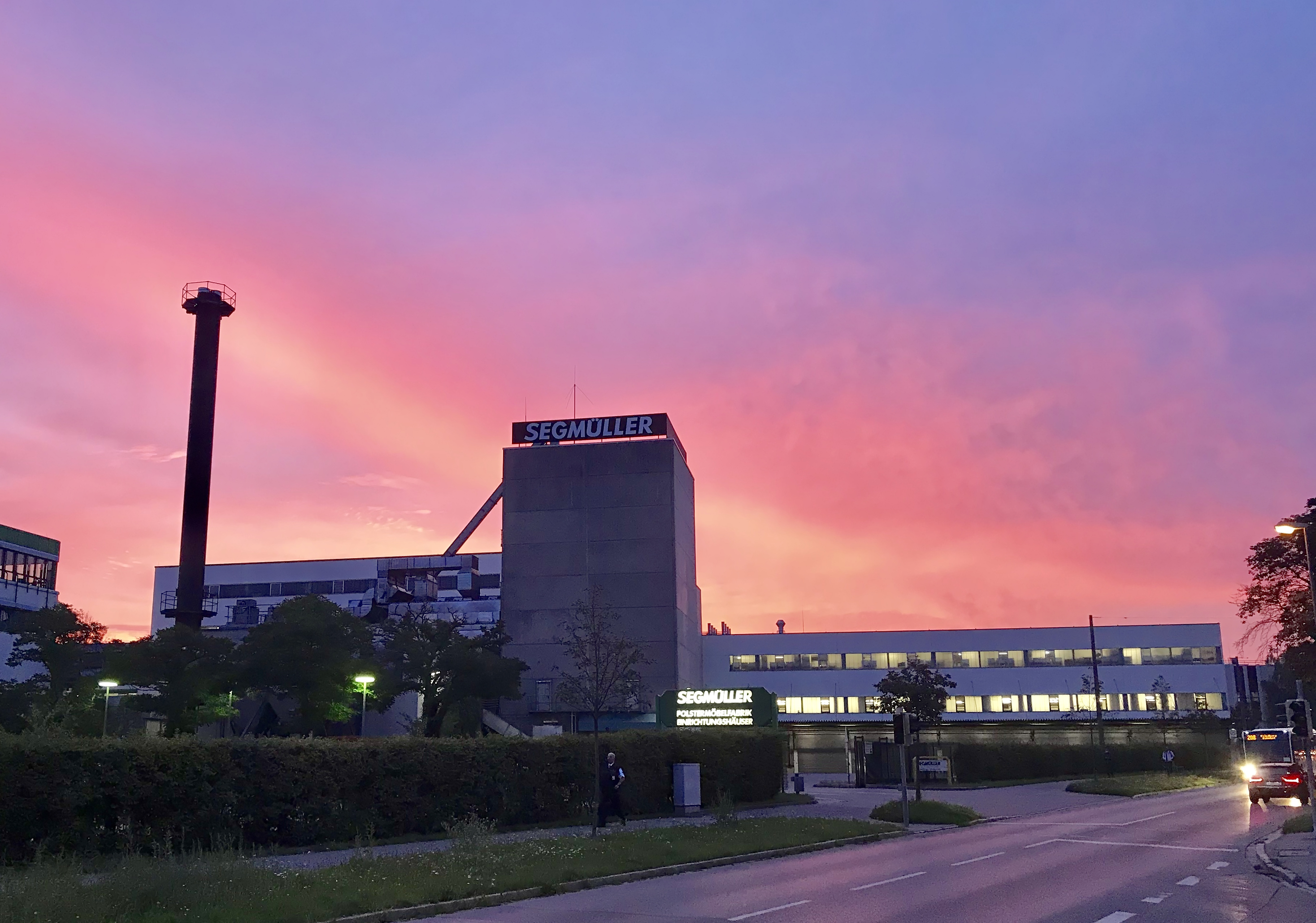
Мебельная фабрика Segmüller в Фридберге

С 1990-х годов деревообрабатывающая и бумажная промышленность Баварии пережила длительный процесс деиндустриализации; многие лесопилки, паркетные, мебельные и целлюлозно-бумажные фабрики не выдержав конкуренции закрылись или были переведены за рубеж. Однако выросли высокотехнологические фирмы, производящие композитные материалы для строительной и мебельной отрасли. 
Крупнейшими компаниями отрасли являются:
- Schattdecor (Рордорф) — декоративная бумага, плёнки и фольга для оформления мебели, стеновых панелей и напольных покрытий[172].
- Pfleiderer Deutschland (Ноймаркт-ин-дер-Оберпфальц) — древесноволокнистые и древесностружечные плиты, декоративные ламинированные панели.
- Surteco Group[нем.] (Буттенвизен) — бумажные и пластиковые отделочные материалы, включая декоративную и клейкую бумагу, пластиковые профили и плинтуса, плёнки и фольгу для оформления мебели, стеновых панелей и напольных покрытий, а также рольставни[173].
- UPM Augsburg (Аугсбург) — бумага и целлюлоза[174].
- Peri (Вайсенхорн) — фанера и древесные плиты.
- Rettenmeier Holding[нем.] (Вильбургштеттен) — брёвна и доски для строительного сектора[175].
- Segmüller[нем.] (Фридберг) — мягкая мебель, шкафы и столы[176].
- Hamburger Rieger[нем.] (Тростберг) — гофрированная бумага.

## Стекольная и керамическая промышленность
Исторические фарфоровые фабрики сконцентрированы вдоль «Фарфоровой дороги» (Зельб, Марктредвиц, Арцберг, Хоэнберг-ан-дер-Эгер и Вальдзассен). Компания Heinz-Glas (Теттау) производит стеклянные флаконы для парфюмерно-косметической промышленности. Компания Zwiesel Kristallglas (Цвизель) является крупнейшим производителем хрустальных бокалов и декоративных ваз.
Завод компании Bosch Advanced Ceramics (Имменштадт-им-Алльгой) специализируется на 3D-печати технической керамики для производства различных компонентов.

## Другие отрасли

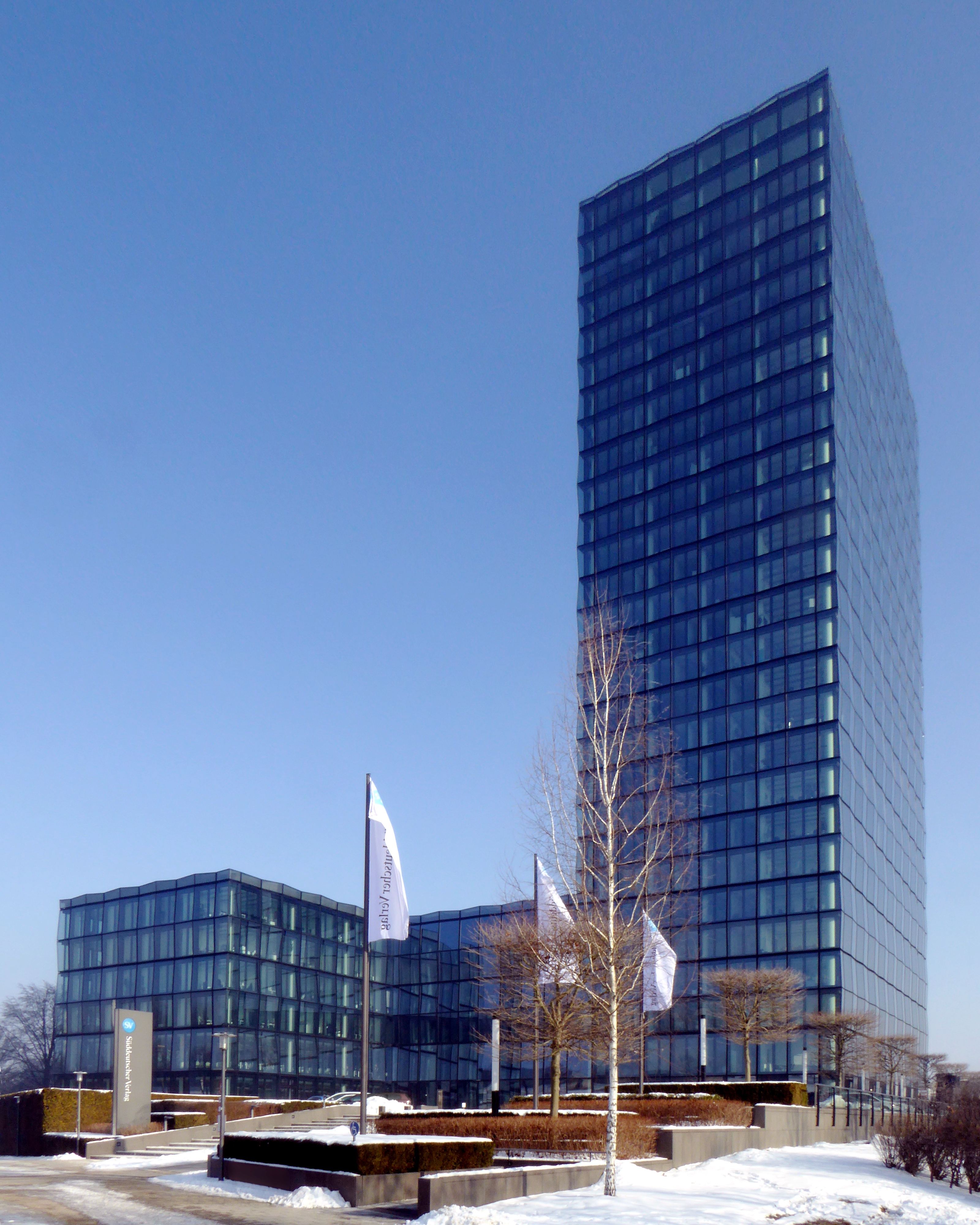
Штаб-квартира Süddeutscher Verlag в Мюнхене

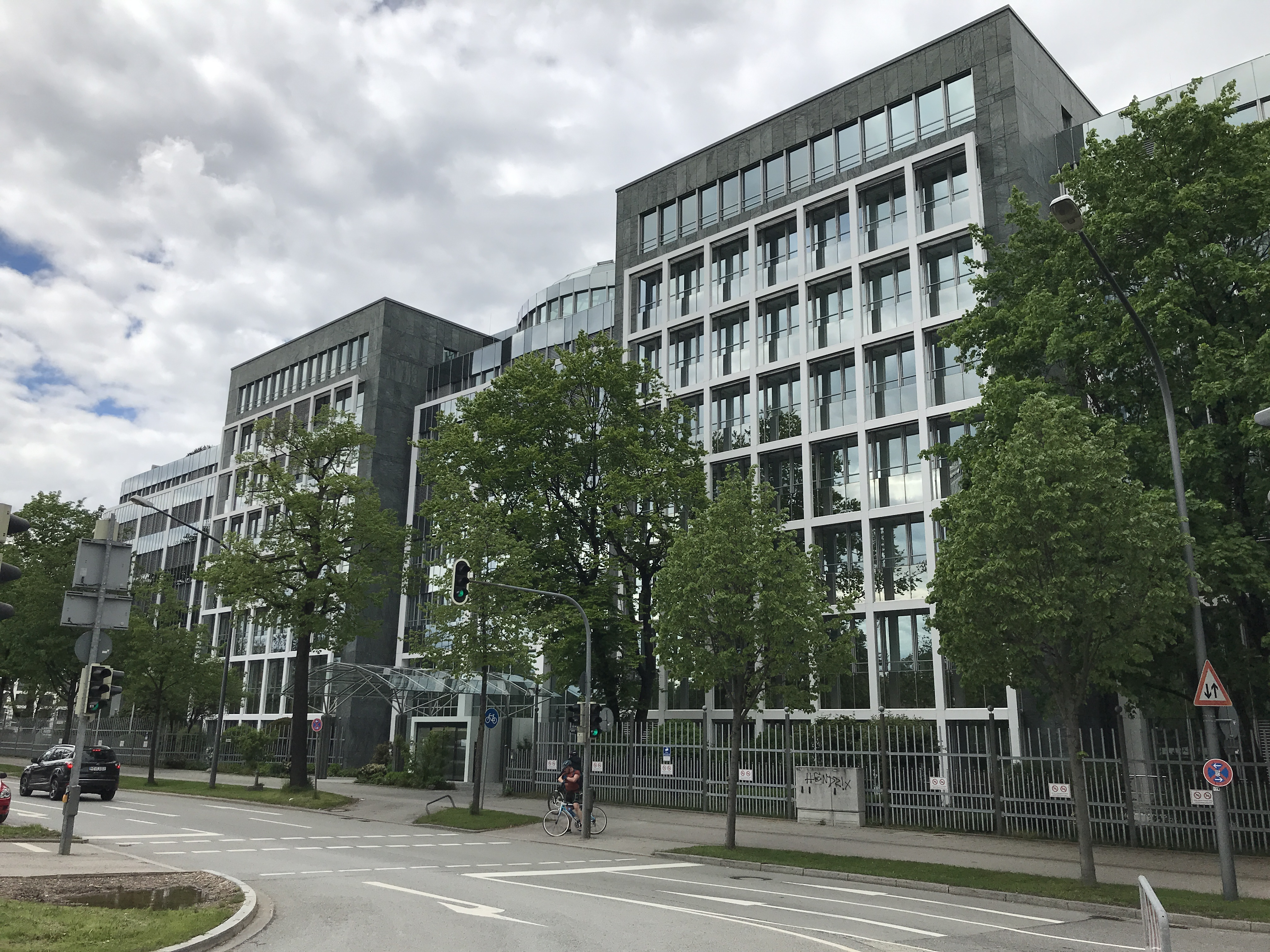
Штаб-квартира Giesecke & Devrient в Мюнхене

### Полиграфия
Мюнхен является важным центром издательского дела и полиграфической промышленности, здесь печатают газеты, журналы, книги, тетради, блокноты, этикетки, наклейки, упаковки для сигарет, напитков и пищевых продуктов, а также паспорта, банкноты и ценные бумаги.
- Giesecke & Devrient (Мюнхен) — банкноты, ценные бумаги и паспорта[178].
- Hubert Burda Media[англ.] (Мюнхен) — журналы.
- Süddeutscher Verlag[англ.] (Мюнхен) — газеты, журналы и книги[179].
- Verlag C.H.Beck (Мюнхен) — книги и журналы[180].

### Военная продукция
- KNDS Deutschland (Мюнхен) — гусеничные танки, самоходные артиллерийские и зенитные установки, гусеничные и колёсные реактивные системы залпового огня, бронированные мостоукладчики, колёсные бронетранспортёры, колёсные и гусеничные бронемашины (включая боевые машины пехоты и разведывательные бронемашины), военные грузовики повышенной проходимости, дистанционно управляемые боевые модули, армейское снаряжение (включая бронежилеты и противогазы), полевые госпитали[181].
- Diehl Defence (Рётенбах-ан-дер-Пегниц) — артиллерийские и дымовые боеприпасы, включая кассетные и реактивные управляемые снаряды.

### Товары для отдыха и спорта

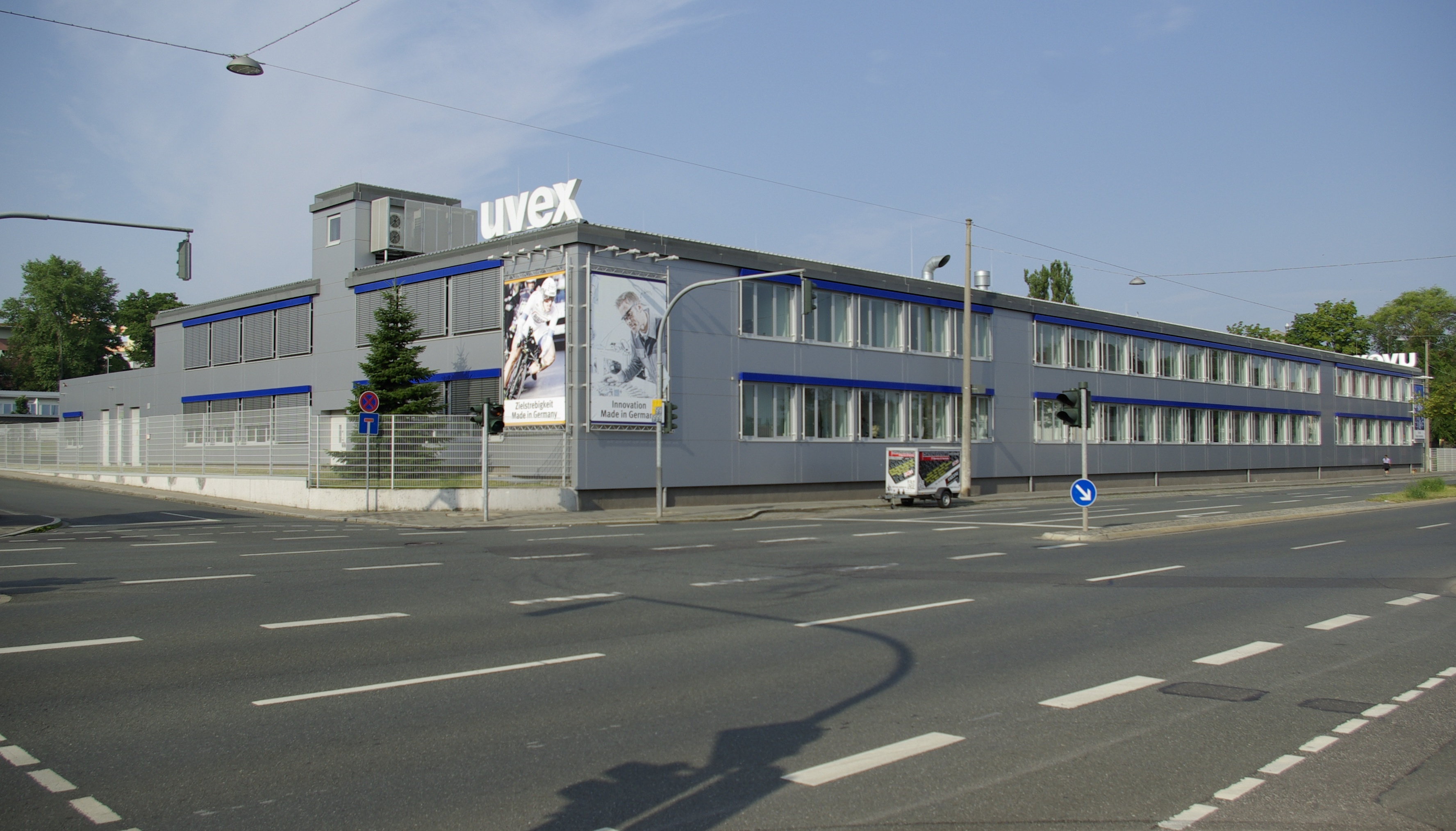
Штаб-квартира Uvex Winter Holding в Фюрте

- Pending System (Вальдерсхоф) — велосипеды[182].
  - ZPG (Вальдерсхоф) — велосипеды[183].
- Schwanhäußer Industrie Holding (Херольдсберг) — туристический и горный инвентарь, одежда для походов, лыжного и велосипедного спорта.
  - Deuter Sport[нем.] (Герстхофен) — рюкзаки и спальные мешки.
  - Ortovox[нем.] (Тауфкирхен) — лавинные датчики, спасательное снаряжение, рюкзаки и спортивная одежда.
- Uvex Winter Holding (Фюрт) — горнолыжные, велосипедные и мотоциклетные шлемы, спортивные очки, перчатки для езды, обувь и одежда для походов[159].
- Accell Germany[нем.] (Зеннфельд) — велосипеды и электровелосипеды[184].
  - Winora-Staiger[нем.] (Зеннфельд) — велосипеды.

### Товары для дома и сада
- Warema Renkhoff[нем.] (Марктхайденфельд) — жалюзи, рольставни, мансардные окна, навесы, маркизы, зонты, беседки, террасы и веранды[185].

### Канцтовары

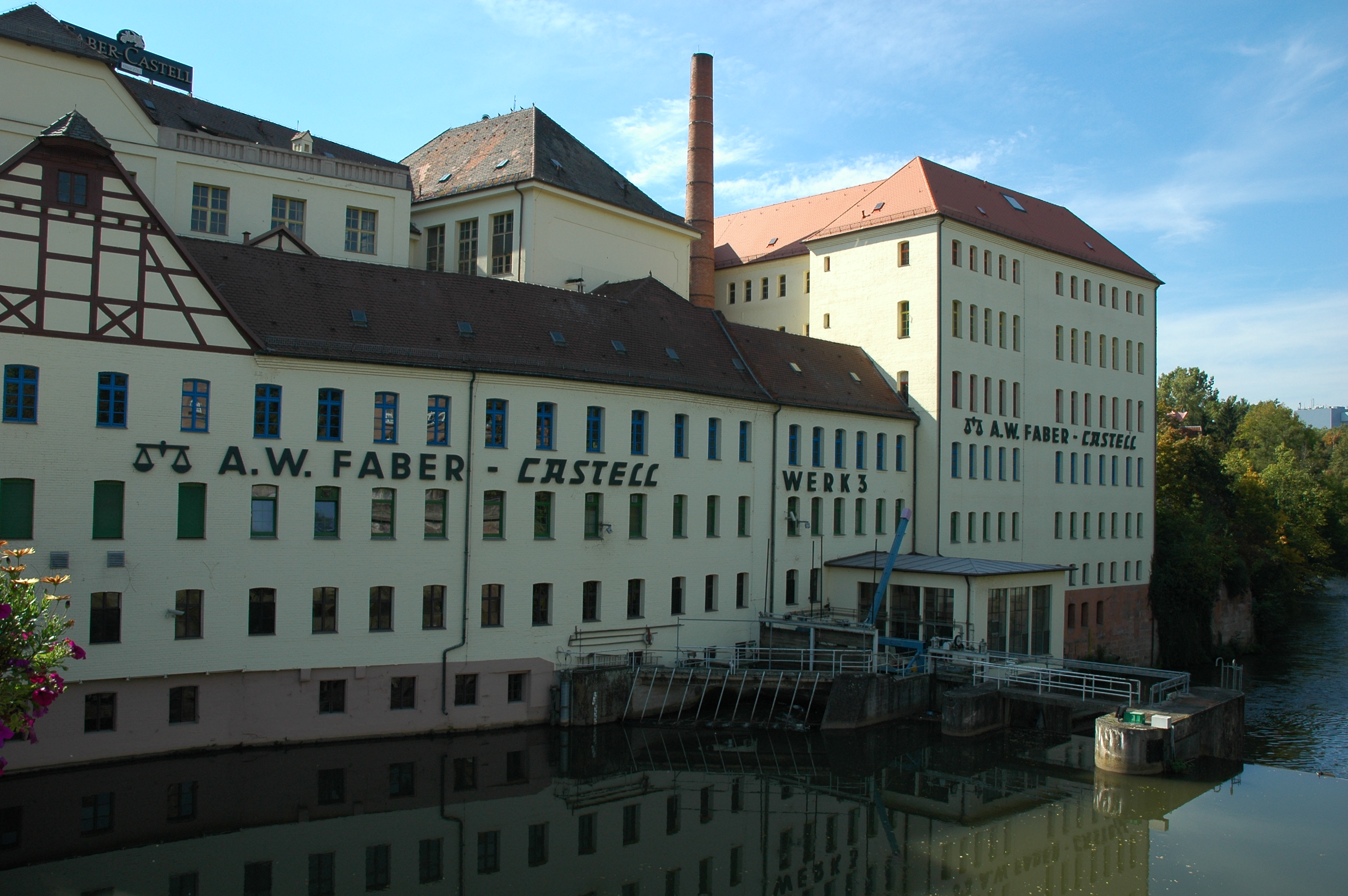
Карандашная фабрика Faber-Castell в Штайне

- Schwanhäußer Industrie Holding (Херольдсберг) — ручки, карандаши, фломастеры и маркеры[138].
- Faber-Castell (Штайн) — ручки, карандаши, маркеры, фломастеры, кисти, краски и мелки[186].

### Игрушки
- Simba Dickie Group[англ.] (Фюрт) — мягкие и деревянные игрушки, куклы, игрушечные машинки, модели поездов и автомобилей, коллекционные фигурки.

### Табачная продукция
- Alois Pöschl[нем.] (Гайзенхаузен) — нюхательный и трубочный табак, сигареты.